# Chemin de fer de Paris à la mer
Le Chemin de fer de Paris à la mer désigne un projet ferroviaire élaboré dans les premiers temps du chemin de fer en France, sous la Restauration, visant à relier Paris au Havre via Rouen, avec un embranchement vers Dieppe. S’inscrivant dans les réflexions générales du gouvernement pour améliorer et accélérer les transports dans le royaume, il a pour ambition de donner à Paris les moyens de constituer une place commerciale d’envergure, tant au niveau national qu’en Europe continentale.
Lancé dans la deuxième moitié des années 1830, période constituant le premier boom ferroviaire français (ou « Railway mania »), aussi modeste soit-il, comparé à celui qui allait survenir quelques années plus tard, le projet est tout d’abord confié à une compagnie unique qui très vite doit y renoncer à la suite d’une crise financière échaudant les investisseurs.
Repris peu après par une compagnie concurrente selon un tout autre tracé et réduit au seul tronçon Paris-Rouen, son succès permet, par la suite, de prolonger la ligne vers Le Havre confiée à une deuxième compagnie et d’entreprendre, pour finir, l’embranchement vers Dieppe réalisé par une troisième compagnie.
Finalement, ces trois compagnies, desservant la vallée de la Seine et le Pays de Caux, composées quasiment des mêmes personnalités notamment britanniques, s’entendirent pour exploiter conjointement ces trois lignes de chemin de fer qui seront, après fusion avec d’autres irriguant l’ouest parisien et la basse Normandie, à l’origine de la Compagnie des chemins de fer de l’Ouest, en 1855.

## Contexte
Bien que non dotée d’activités industrielles à l'époque, Le Havre n’en demeure pas moins un grand port transatlantique et de pêche avec d’importants moyens de radoub et de réparations navales.
Outre son port de cabotage, Rouen est au centre d’industries textiles et métallurgiques irradiant vers Elbeuf et Louviers.
Dieppe, port de pêche, est quant à lui situé sur la ligne de transit la plus courte entre Paris et Londres.

### Projet d’un canal maritime

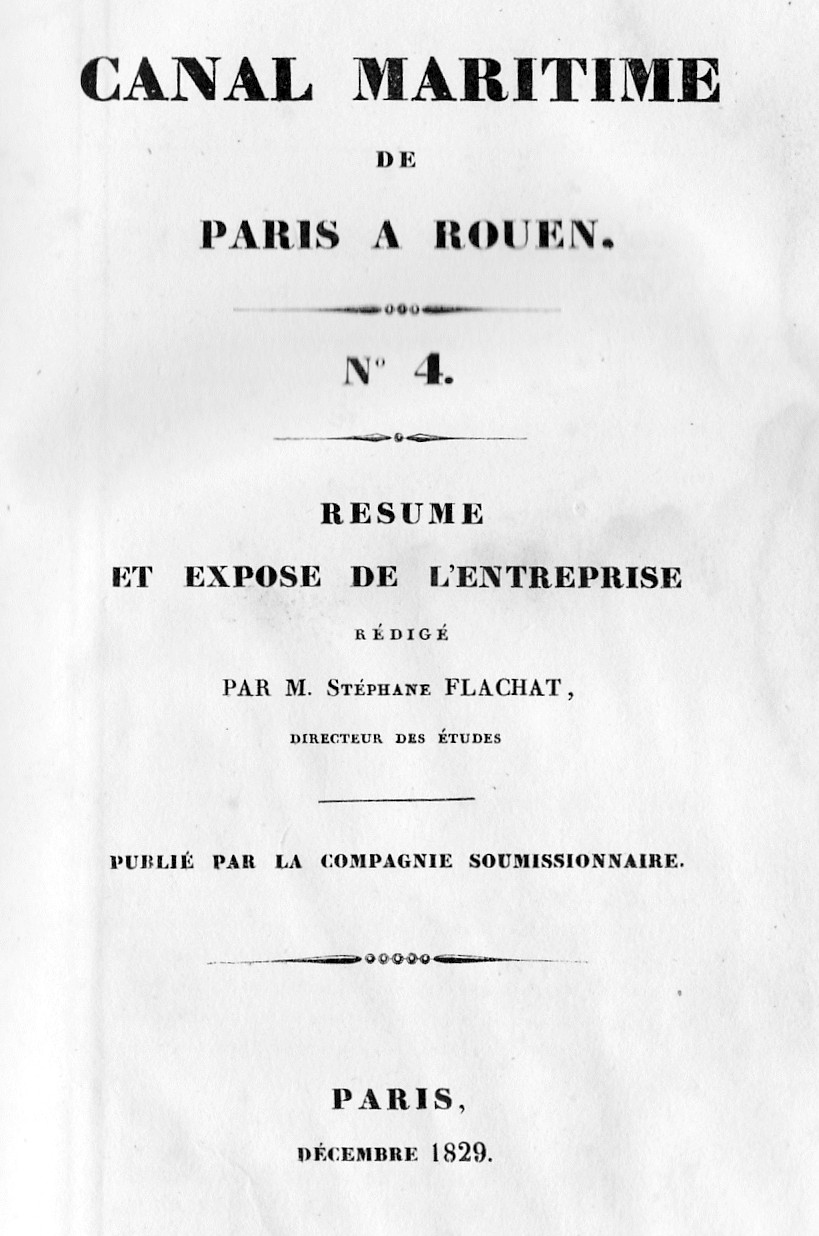
Rapport de Stéphane Flachat relatif au canal maritime de Paris à Rouen.

Au lendemain de l’Empire, le gouvernement s’est lancé dans un vaste plan d’aménagement des voies navigables dit « plan Becquey » du nom de son initiateur.
Ce plan, qui vise à faire émerger un marché national à la fois uni et protégé de la concurrence internationale, nécessite la mise en place d’un réseau de transport qui soit capable de mettre en relation l’ensemble des régions et d’assurer, à terme, une égalisation des prix par le jeu de la concurrence entre les différentes parties du territoire.
Le roulage et le cabotage maritime ne pouvant permettre le transport sur tout le territoire de masses importantes de marchandises au moindre coût, en particulier les produits pondéreux (blé, matériaux du bâtiment, combustibles et minerais), Becquey définit le plan d’un réseau de voies navigables constitué de canaux à construire et de cours d’eau à aménager.
La Seine figure au nombre des fleuves à aménager : elle est parsemée de nombreux bancs de sable, de hauts-fonds et de pertuis préjudiciables à la bonne navigabilité ; pendant plus de six mois dans l’année, elle est difficilement navigable en raison de basses eaux, du gel et des débordements. Depuis la fin du XVIIIe siècle, plusieurs projets se sont fait jour sans qu’aucun d'eux n’ait été véritablement entrepris. Sous la Restauration, un projet semble prendre corps pour permettre aux navires de rejoindre Paris au moyen d’un canal maritime visant à faire de la capitale un port de mer avec de vastes entrepôts dans la plaine de Neuilly et celle de Grenelle à Paris. En février 1825, le gouvernement autorise une société à compléter ses études d'un canal maritime sous la direction de Charles Dupin, membre de l’Institut,. Au fil des ans et des avis du Conseil général des Ponts-et-Chaussées, le projet de canal maritime se complexifie pour ne pas perturber la navigation fluviale sur la Seine et se réduit à la portion entre Rouen et Paris. Compte tenu des améliorations progressives de la navigabilité sur le fleuve ainsi que de l’adaptation de la batellerie à de nouveaux modes d’organisation du transport et l’apparition de nouvelles embarcations, le taux de rentabilité du canal maritime s’avère moindre que prévu originellement. En 1829, un rapport de Stéphane Flachat fait le point de ces études, en particulier une comparaison entre un canal et un chemin de fer ; l’auteur recommande la construction d’un canal. En remplacement de Flachat, Bayard de la Vingtrie présente en juin 1829 un ultime projet révisé examiné par le Conseil général des Ponts-et-Chaussées. Mais la révolution de Juillet vient réduire à néant les derniers espoirs ; les partisans du projet intimement liés au régime destitué sont contraints de quitter la capitale ou à l’exil. Une partie de l'aide financière est suspendue lors de la crise économique qui suit la révolution, en 1830 et 1831. Plusieurs de ses bailleurs de fonds sont affectés. Les difficultés de Laffitte sont bien connues, Ardoin est forcé de se déclarer en faillite. Guerin de Foncin et Vital-Roux sont tous deux contraints de cesser temporairement leurs activités en 1830.

### Concurrence du chemin de fer
À la suite de « voyages de découverte » des ingénieurs français en Grande-Bretagne, désormais « ouverte » après la fin du blocus napoléonien, émerge un intérêt pour les chemins de fer créant un contexte d’incertitude quant aux bienfaits comparatifs du canal et de la voie ferrée.
Toutefois la traction locomotive est encore jugée, à l’époque, incapable de gravir des rampes, tout juste capable de remorquer des trains miniers sur de courts parcours plans, du puits de mine au point d’embarquement du charbon sur un canal ou un fleuve. Mais, au fur et à mesure de son développement technique, notamment des résultats du concours de Rainhill, certains auteurs commencent à envisager son emploi sur une plus grande échelle que les carreaux de mines. C’est dans ce renouveau de la conception des transports qu’apparaît la définition des premiers réseaux ferroviaires couvrant les grands axes du pays, notamment celui joignant la Manche à la Méditerranée, soit du Havre à Marseille par Paris.
À cet égard, un groupe d’ingénieurs publie, en 1832, un ouvrage phare en matière de travaux publics. Ses auteurs proposent d’associer voies navigables et chemins de fer pour des raisons de coûts (l’un comme le complément de l’autre), de faire appel au concours de l’État (pour éviter l’agiotage et permettre une planification ainsi qu’une construction cohérente du réseau national) sous la forme d’une garantie d’intérêt (l’initiative privée étant trop frileuse à s’investir dans des projets dont le retour sur investissement n’est pas suffisamment assuré) et de distinguer deux catégories de voies de communication (canaux de grande section et chemins de fer de premier ordre, canaux de petite section et chemin de fer de second ordre). Cet ouvrage inspirera fortement les projets ferroviaires du Saint-simonien Michel Chevalier  exposés dans son quatrième article paru la même année dans le journal Le Globe.

Le projet de canal maritime entre Le Havre et Paris semble désormais compromis au profit d’une voie ferrée. 

« Nous croyons qu'une route en fer de Paris au Havre, passant par Rouen, et servie par des machines locomotives ayant une vitesse moyenne de 30,000 mètres à l'heure est la meilleure solution de ce problème, à la condition qu'en même temps la navigation de la Seine serait améliorée pour les bateaux ; car il ne suffirait pas seulement de joindre Paris, le Havre et Rouen par une voie de communication qui ne satisferait qu'à un des besoins de la circulation entre ces trois villes, la rapidité, il faut aussi que la seconde condition, l’économie, soit remplie, pour les marchandises qui la réclament impérieusement. (…)les marchandises de peu de valeur trouvant ce qui leur est nécessaire dans un perfectionnement économique de la navigation de la Seine, les marchandises chères et les voyageurs pouvant prendre au contraire la route en fer. »

— Lamé, Clapeyron, Mony et Flachat, Vues politiques et pratiques sur les travaux publics de France, 1832.

## Les Ponts-et-Chaussées
Peu après la création des premières lignes de chemin de fer, s’est posée, au début des années 1830, la question d’une organisation du système ferroviaire portant à la fois sur les directions du pays à desservir, la question du tracé des lignes, les modalités de financement ainsi que les conditions techniques à respecter. L’administration des Ponts-et-Chaussées, qui avait lancé un vaste plan de voies navigables dont la commission des canaux en 1827 a pointé les dérives financières et le non respect des échéances de livraison à la circulation (voir « plan Becquey »), ne pouvait pas manquer de s’intéresser à un moyen de transport en plein essor qui compléterait opportunément les réseaux fluviaux et canalisés dont la construction est difficilement assurée par les prêts des compagnies financières et le Trésor.

Les réflexions de cette administration s’inscrivent dans une politique économique visant à ne laisser aucune partie du pays à l’écart du développement du commerce national et international ainsi que d’unifier économiquement le pays encore trop composé d’une multitude de marchés locaux indépendants les uns des autres, freinant ainsi la diffusion des produits et la diminution des coûts de production.

« Le chemin de fer devait permettre de combler le retard économique de certaines régions, de remodeler l’espace économique français, de faire de la France la plaque tournante du transit international. Il fallait assurer et garantir l’unité de la nation… l’adhésion profonde des élites françaises et des Français eux-mêmes à la vaste entreprise d’aménagement du territoire que fut la construction des chemins de fer »

— François Caron, « Les grandes étapes de l’évolution des réseaux du XIXe au XXe siècle.
En septembre 1832, d'Argout, ministre du Commerce et des Travaux publics, met en place une commission pour « préparer un plan d’études [pour un] projet général d’un système de chemin de fer » comportant six lignes rayonnant autour de Paris ; ce projet n’est pas sans analogie avec le réseau routier, dont une ligne va de Paris à Rouen et au Havre. Puis est votée par le parlement la loi du 27 juin 1833 ouvrant un crédit de 500 000 francs pour réaliser, par les ingénieurs de l’État, l’étude des tracés et des coûts ainsi que les enquêtes préalables,.

« Je ne viens pas vous proposer de tracer des chemins de fer aux dépens de l’Etat, non, Messieurs, une telle pensée ne saurait entrer ni dans votre esprit, ni dans le nôtre. Mais je viens vous proposer de lever les difficultés qui partout en France, en empêchent souvent, et en retardent toujours l’exécution. Ce qui rend difficile l’entreprise des chemins de fer c’est la dépense des études préparatoires, le délai sous vérification de ces études, et la longueur des enquêtes préalables. Ces études sont fort coûteuses. »

— A. Thiers, Exposé des motifs et projet de loi sur les Travaux publics à continuer et à entreprendre,1833.
Forte de ses nouvelles prérogatives en matière de chemin de fer, l’administration des Ponts-et-Chaussées doit définir une doctrine entre les tenants d’un tracé direct le plus court possible pour faciliter le transit, tenant compte ainsi de l’avantage du chemin de fer qu’offre sa vitesse, et ceux d’un tracé indirect visant, dans une logique de desserte, à joindre le plus grand nombre possible de points d’échanges commerciaux entre les deux extrémités du parcours.
Pour le cas du Paris ‒ Le Havre, l’administration retient le tracé direct, dit « des plateaux », par Gisors avec un embranchement vers Rouen, au détriment d’un tracé indirect par la vallée de la Seine. Pour se déterminer, l’administration retient les études faites par l’ingénieur des Ponts-et-Chaussées Defontaine tant par les plateaux que par la vallée ; le tracé par la vallée, étudié par la Cie Riant, n’est pas retenu par l’administration.
Le tracé direct doit faciliter le transit sur les transversales Le Havre – Paris – Strasbourg et Le Havre – Paris – Marseille dans l’espoir d’ériger Paris en un entrepôt européen.

## Les projets

### Précurseurs

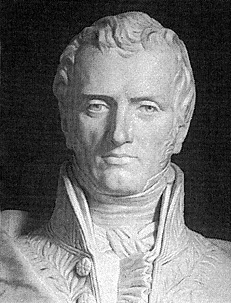
Claude Louis Marie Henri Navier

En 1825, Henri Navier conçoit un projet entre Paris et Le Havre, examiné par l’Académie des sciences le 1er mai 1826. Il s’agit d’une voie ferrée primitive de 55 lieues n’envisageant que la traction hippomobile et des plans inclinés. Le coût est estimé à près de 31 MF de francs et le délai de construction à quatre ans sans que l’on sache s’il s’agit de la ligne entière ou de la section Paris-Rouen. Selon le tarif moyen de transport (roulage) évalué sur le chemin de fer (27,87 F/tonneau de marchandise) et le coût moyen d'établissement (construction, intérêt du capital, entretien, réparation soit 12,53 F/km), le péage serait de 15,34 F/tonneau de Paris au Havre (220 km), ou 0,069 F/km. Ce projet est soutenu par des noms issus du « premier rang des maisons de banque de la capitale,. » Ces maisons de banques sont représentées, entre autres, par François Bartholony et C. de Lapanouse, qui avaient avait fait entreprendre par Navier des études complémentaires sur ce chemin de fer en 1827, Adrien Delahante et J.-L. Michel de Saint-Albin, tous deux receveurs généraux départementaux, B. Paccard, Dufour & Cie, nouveaux banquiers à Paris.
En février 1825, apparaît un projet Paris – Le Havre via Rouen conçu par un groupe de capitalistes anglais, parrainé par un ingénieur nommé Isaac Sargent qui semble n'avoir eu aucune expérience des chemins de fer ; il est fabricant de briques et de tuiles à Paris, en partenariat avec un certain Thomas Hodgkin. Le groupe formé pour construire le chemin de fer prend le nom d'Isaac Sargent et Cie et, le 28 avril 1825, obtient un brevet pour l'importation et le développement de « routes en fer ou en bois, destinées aux transports des marchandises et des voyageurs, à l’aide de voitures d’une construction particulièrement mises en mouvement par des machines à vapeur, hydrauliques, ou autres moteurs fixes. » À la différence du projet de Navier, la compagnie britannique propose le transport de voyageurs outre le transport de marchandise. Elle souhaite importer d'Outre-Manche tous les fers et les machines à vapeur nécessaires à la construction de la ligne. La section Paris – Rouen serait construite (« railroad » et magasins) en deux ans pour un coût estimé à 37,5 MF pour la section Paris-Rouen.
Les deux compagnies voient clairement le chemin de fer comme une alternative au canal (maritime) ou à toute autre amélioration du fleuve (canalisation). « L'établissement d'un chemin de fer entre Paris et Rouen », écrit Navier en 1826, « présentera au commerce un moyen de transport beaucoup plus prompt, plus sûr et plus économique que tous ceux qui existent aujourd’hui » et il conservera « tous ces avantages, et même celui d'économie, quels que soient les travaux faits pour améliorer la navigation de la Seine... » Il estime qu’il s’agit d’une alternative plus économique au canal, en partie parce que toute économie découlant de l'amélioration du transport par voie d’eau sera inévitablement annulée par une augmentation équivalente des redevances de navigation.
En 1829, le Britannique Isambard Kingdom Brunel présente à son tour, sans suite, un projet de chemin de fer entre Paris et Le Havre par la vallée de la Seine, avec la participation de capitaux anglais pour 1/3 du capital.
Mais aucun de ces projets n'est satisfaisant ; trop imprécis quant au délai, au coût, au tracé, aux fournitures, au moyen de traction, sans oublier l'opposition des intérêts (transporteurs, collectivités, fabricants de fer...) qu'une telle ligne ne pouvait manquer de léser. En outre la traction hippomobile et les plans inclinés ne semblent pas présenter un avantage significatif au regard de la navigation ou du roulage. La raison la plus réelle et la plus immédiate de l'échec est probablement le retrait du soutien financier. Une grave crise financière se déclare au début de 1826 et une bulle spéculative éclate ; il est probable que ni les bailleurs de fonds britanniques ni les banquiers parisiens ne peuvent se permettre, dans de telles circonstances, d’engager leurs actifs dans un projet aussi long et spéculatif qu'un projet ferroviaire. Quoi qu’il en soit, en cette fin des années 1820, le chemin de fer est moins nécessaire en raison des améliorations qui sont apportées au transport fluvial sur la Seine.

### Amorces
Devant les échecs répétés de projets d’une ligne complète, apparaissent des projets pour de courtes lignes au départ de Paris, comme amorce éventuelle d’une ligne de Paris à la mer ultérieurement réalisée : Paris – Pontoise, Paris – Saint-Germain, Paris – Poissy, Paris – Saint-Denis.
Des demandes de construction de courtes sections de ligne de Paris vers la mer sont faites par deux compagnies.

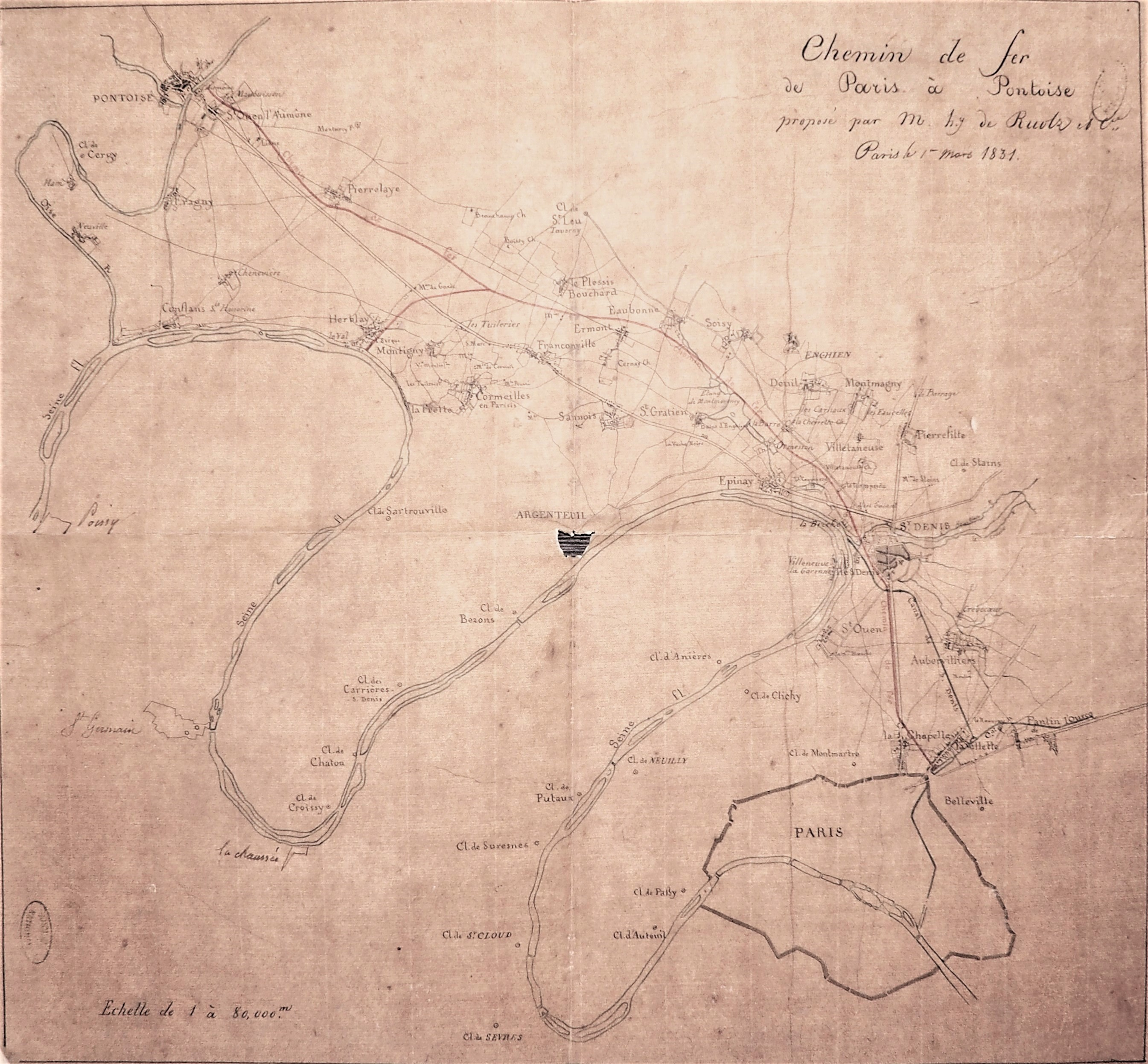
Carte du projet de chemin de fer de Paris à Pontoise, avec embranchement vers le port d'Herblay (mars 1831).

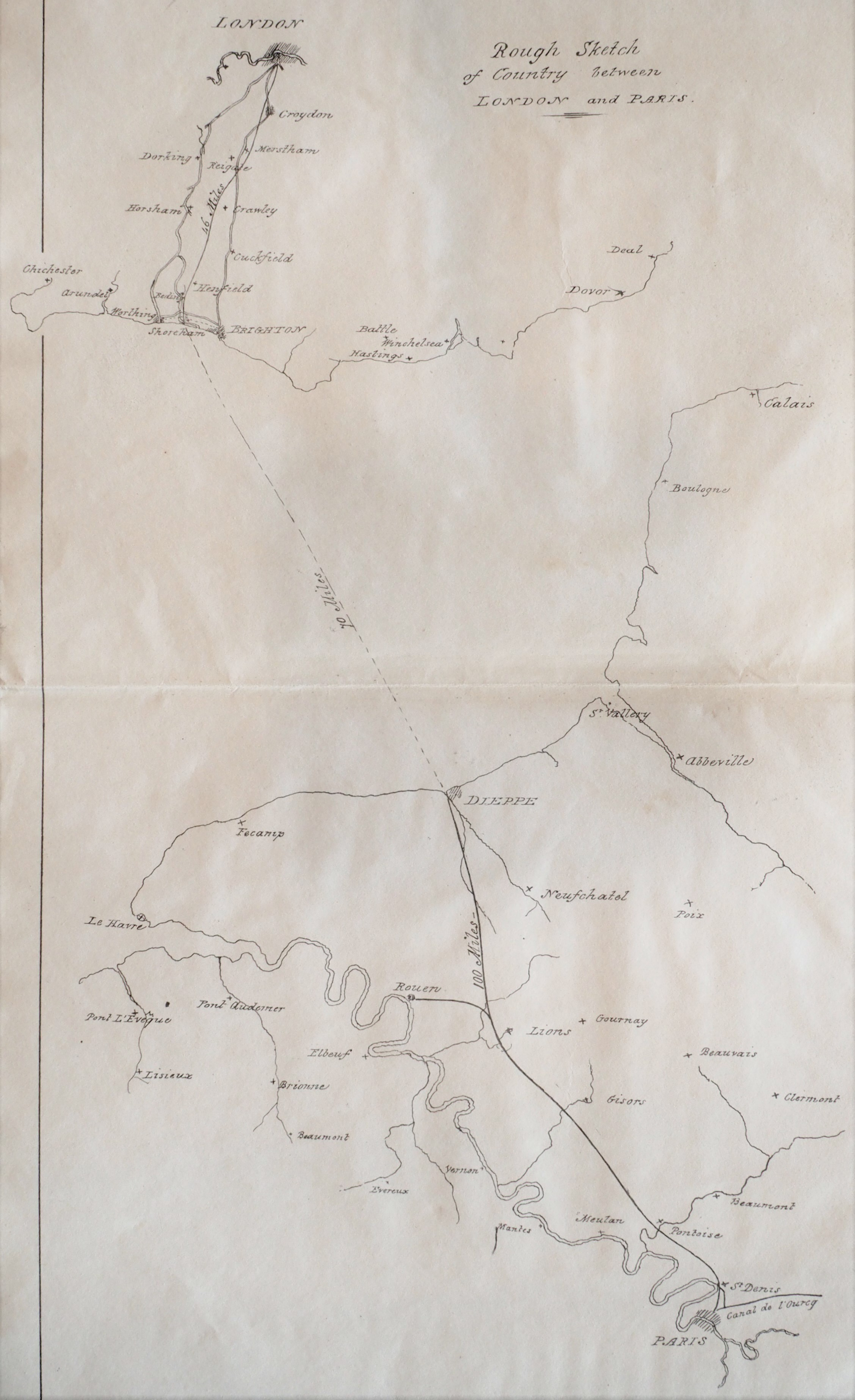
Chemin de fer Londres Paris via Brighton et Dieppe (projet Ch. Vignoles, 1833).

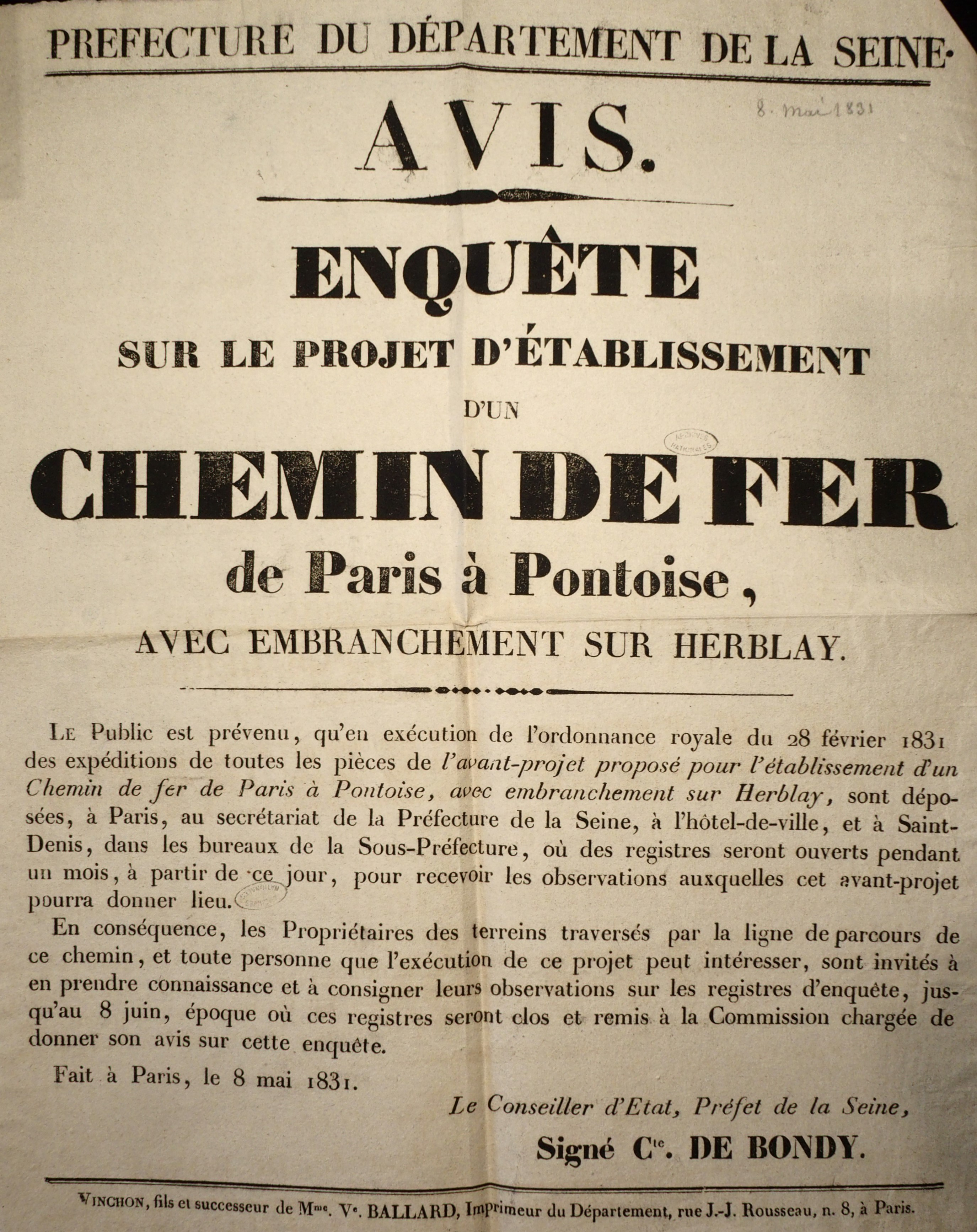
Avis d'enquête du chemin de fer de Paris à Pontoise (1831).

Début mars 1831, est déposée celle de Mellet, Henry, Ruolz et Cie pour un Paris–Pontoise prolongée ultérieurement en direction de Rouen et Dieppe « offrant la ligne de communication la plus directe entre Paris et Londres à l’aide du chemin de fer de Brighton actuellement en construction. » Le coût est estimé à 3,6 MF de francs de Paris à Pontoise, et 22,6 MF de francs de Paris à la mer, sur la base du chemin de fer construit par Mellet et Henry entre Andrézieux et Roanne. Des enquêtes publiques sont ouvertes conformément à l’ordonnance du 28 février 1831 qui font l’objet d’une synthèse et d’un rapport de Tarbé de Vauxclairs, le 28 juillet, et transmis par Bérard le 5 août pour avis au Conseil général des ponts et chaussées. Dans son avis du 9 août, le Conseil est favorable au projet qui sera mis en adjudication par publicité et concurrence, pour une concession temporaire et dont le rabais sera fait sur la durée de la concession. Un cahier des charges daté du 7 septembre, est publié au Moniteur universel du 10 septembre. L’adjudication ouverte le 10 octobre est infructueuse ; les deux dossiers reçus (Jourdan de Saint Sauveur et Ch. Testu) ne remplissent pas les conditions de cautionnement. Une seconde adjudication avec un cahier des charges modifié est ouverte le 5 novembre 1831 qui est contestée par Jules Seguin. Mellet et Henry sont déclarés adjudicataires du chemin de fer de Paris à Pontoise.
Le Conseil d’État, sollicité pour l’ordonnance d’homologation de l’adjudication, estime que la faculté — mentionnée à l’article 2 du cahier des charges — de permettre au concessionnaire de présenter un prolongement au-delà de Pontoise, n’a pas été soumise à l’enquête publique ; cet article doit être supprimé pour que l’adjudication soit homologuée. L’ordonnance d'homologation n’est pas prise, Mellet, Henry et de Ruolz renoncent à l’adjudication, leur cautionnement est restitué. Cependant Bérard souhaite relancer la procédure et rédige un nouveau cahier des charges avec un article 2 modifié. De nouveaux capitalistes se joignent à Mellet et Henry qui se considèrent toujours adjudicataire selon la décision du 5 novembre 1831 et acceptent, en février 1832, la concession de Paris à Pontoise avec la modification prévue par Conseil d’État, soit sans prolongement.

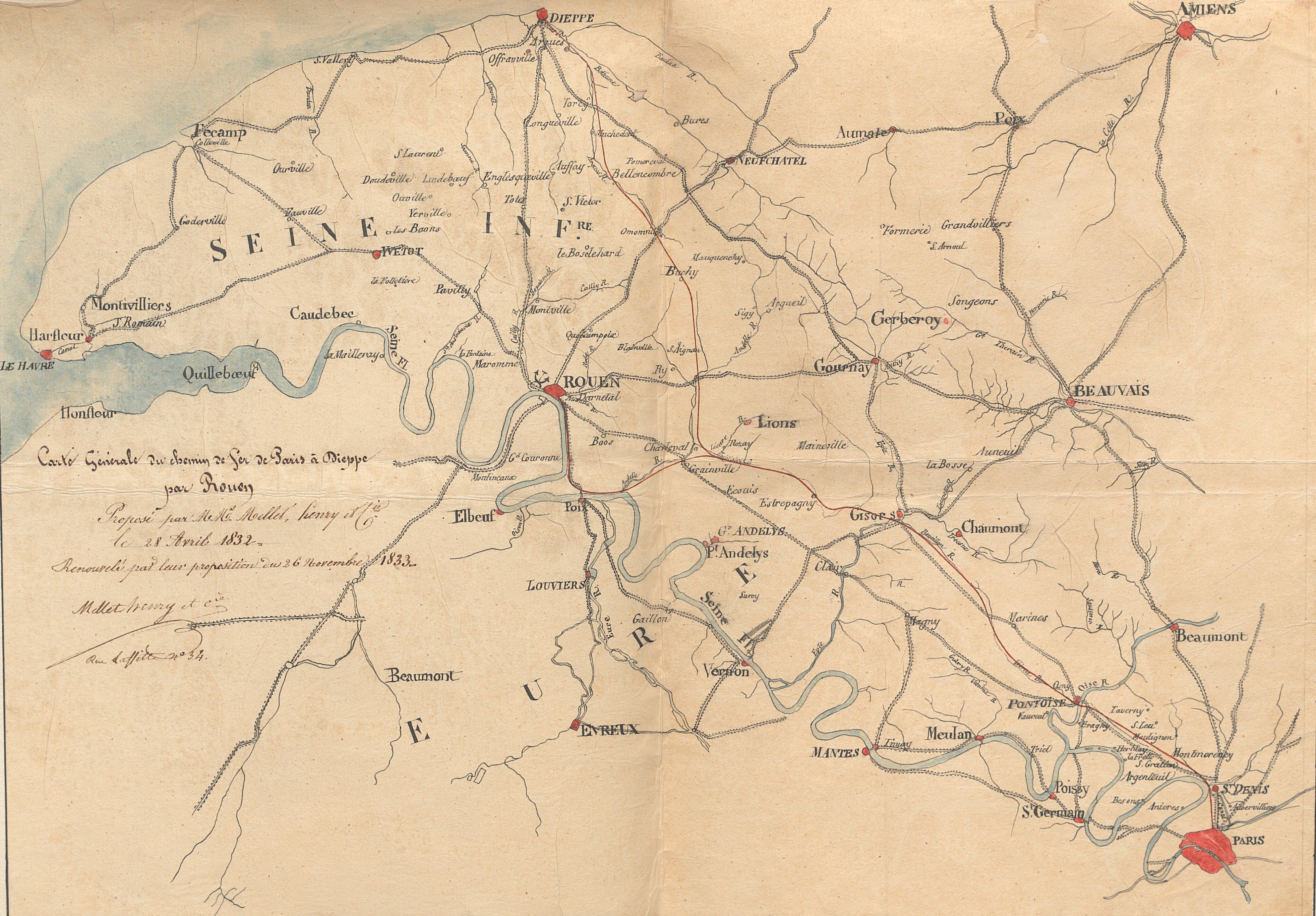
Carte du projet de chemin de fer Paris-Rouen (avril 1832).

Toutefois, le 28 avril 1832, associés à des banquiers, des capitalistes et des entrepreneurs, ils soumettent une concession pour un chemin de fer de Pontoise à Rouen qui donne lieu à de nouvelles enquêtes, cependant les plans sont assez vagues et le projet qu’ils présentent en novembre 1832 ne contient rien de plus, selon les termes du Conseil général des Ponts-et-Chaussées, qu’une « indication... fort peu détaillée,. »
Les enquêtes sont finalisées en février 1833, Lamandé remet un rapport de synthèses en mars 1833 et le Conseil général rend son avis le 26 mars demandant aux postulants, entre autres conditions, « un nivellement en longueur présentant la série des pentes du tracé, y compris le raccordement des deux sections de chemin de fer de Paris à Pontoise et de Pontoise à Rouen. » Des pièces complémentaires sont demandées dont l’examen par le Conseil général le 28 mai 1833 rappelle leur insuffisance ; « l’avant-projet présenté se réduit à quelques lignes figurées sur la carte de Cassini. Ce n’est pas sur des documents aussi vagues que l’État peut déléguer à une compagnie le droit d’expropriation forcée. » Mellet et Henry reportent alors leur demande sur la ligne Paris-Pontoise. S’ensuit un long conflit entre eux et l’administration quant à l’opportunité de maintenir l’adjudication de 1831 au regard des dispositions de la loi du 7 juillet 1833 qui n’autorise des adjudications par l’administration que pour des chemins de fer de moins de 20 km. Mellet et Henry produisent plusieurs mémoires rédigés par des avocats et parlementaires favorables à l’adjudication de 1831, la loi de 1833 ne pouvant être rétroactive. Le 27 décembre 1833, Mellet et Henry remettent un nouveau projet Paris–Pontoise débutant non plus du bassin de la Villette (projet de 1831) mais de l’enclos Saint-Lazare (rue Lafayette dans le quartier Poissonnière). Compte tenu de cette modification, de nouvelles enquêtes sont ouvertes et le projet est soumis au Conseil général le 12 avril 1834 qui le rejette. Finalement Legrand refuse de faire droit aux sollicitations de Mellet et Henry pour un Paris–Pontoise qui est une dépendance de la ligne de Paris à la mer (25 janvier 1835).
En 1832, Émile Pereire soumissionne pour un chemin de fer de Paris à Saint-Germain, étudié par les ingénieurs Flachat, Clapeyron et Lamé, sur lequel s'embrancherait un Paris-Rouen passant par Maisons, contournant la forêt de Saint-Germain et arrivant à Poissy pour « suivre la rive gauche de la Seine jusqu'à Rouen en abordant les villes de Meulan, Mantes, Vernon, Louviers et Elbeuf. ». En 1830, Marc Jodot s’est mis en rapport avec les précédents pour obtenir à partir du village de Colombes un embranchement vers Rouen et Dieppe. La concession du Paris–Saint-Germain est accordée le 9 juillet 1835.

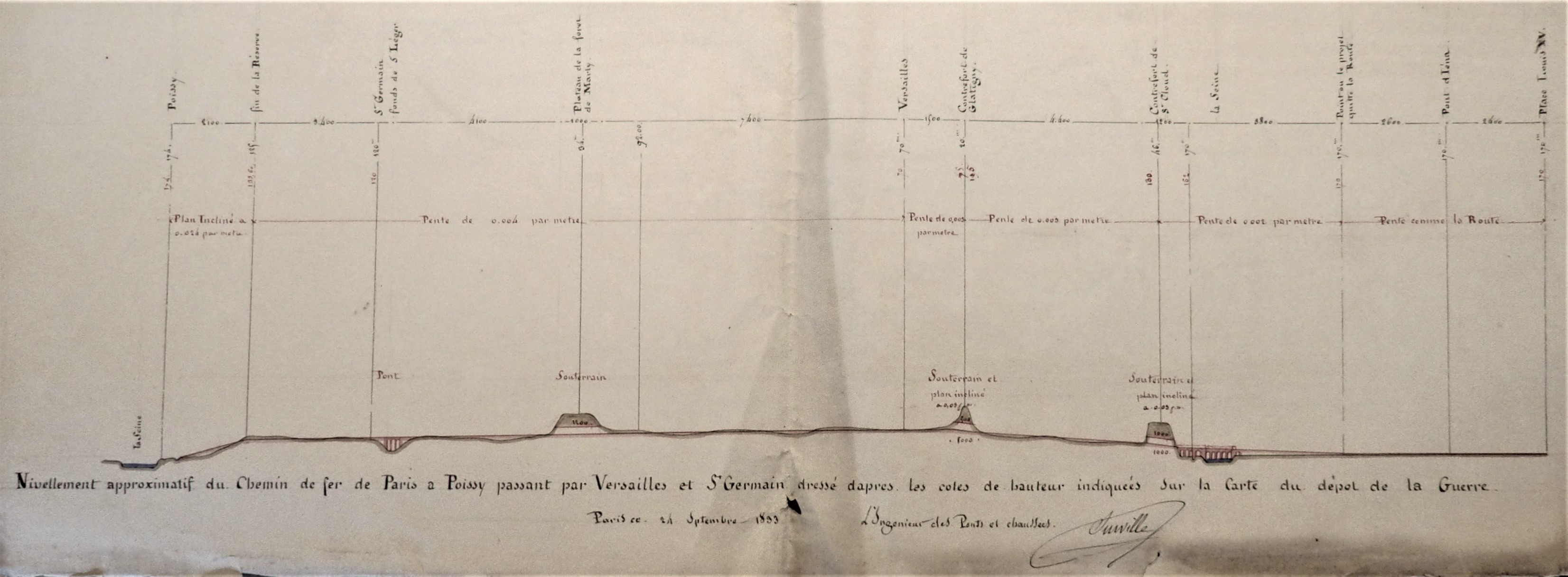
Plan du chemin de fer Paris-Poissy de MM. Brillantais et Surville.

En septembre 1833, apparait un projet de MM Brillantais et Surville, pour un chemin de fer de Paris à Poissy, par Saint-Cloud, Versailles et Saint-Germain formant la base d'une ligne vers Rouen. Estimant que le débouché au Pecq du chemin de fer Paris−Saint-Germain ne satisfait pas les habitants de Saint-Germain et qu'un plan incliné jusqu'à la ville serait « un sujet d'effroi qui éloignerait les voyageurs », les promoteurs proposent un tracé débutant place de la Concorde (Cour de la Reine), passe à portée de l'entrepôt du Gros-Caillou situé de l'autre côté du pont d'Iéna, suit la Seine qu'il franchit par un pont surélevé (7 à 8 m), traverse la partie basse du parc de Saint-Cloud par un grand remblai puis un souterrain pour rejoindre les « bas-fonds de Ville d'Avray », puis la forêt de Fausses-Reposes, passe sous Glatigny par un souterrain, atteint Bailly, traverse par la vallée de l'Étang-la-Ville et « les fonds de Saint-Léger » (Saint-Germain), et débouche à Poissy.

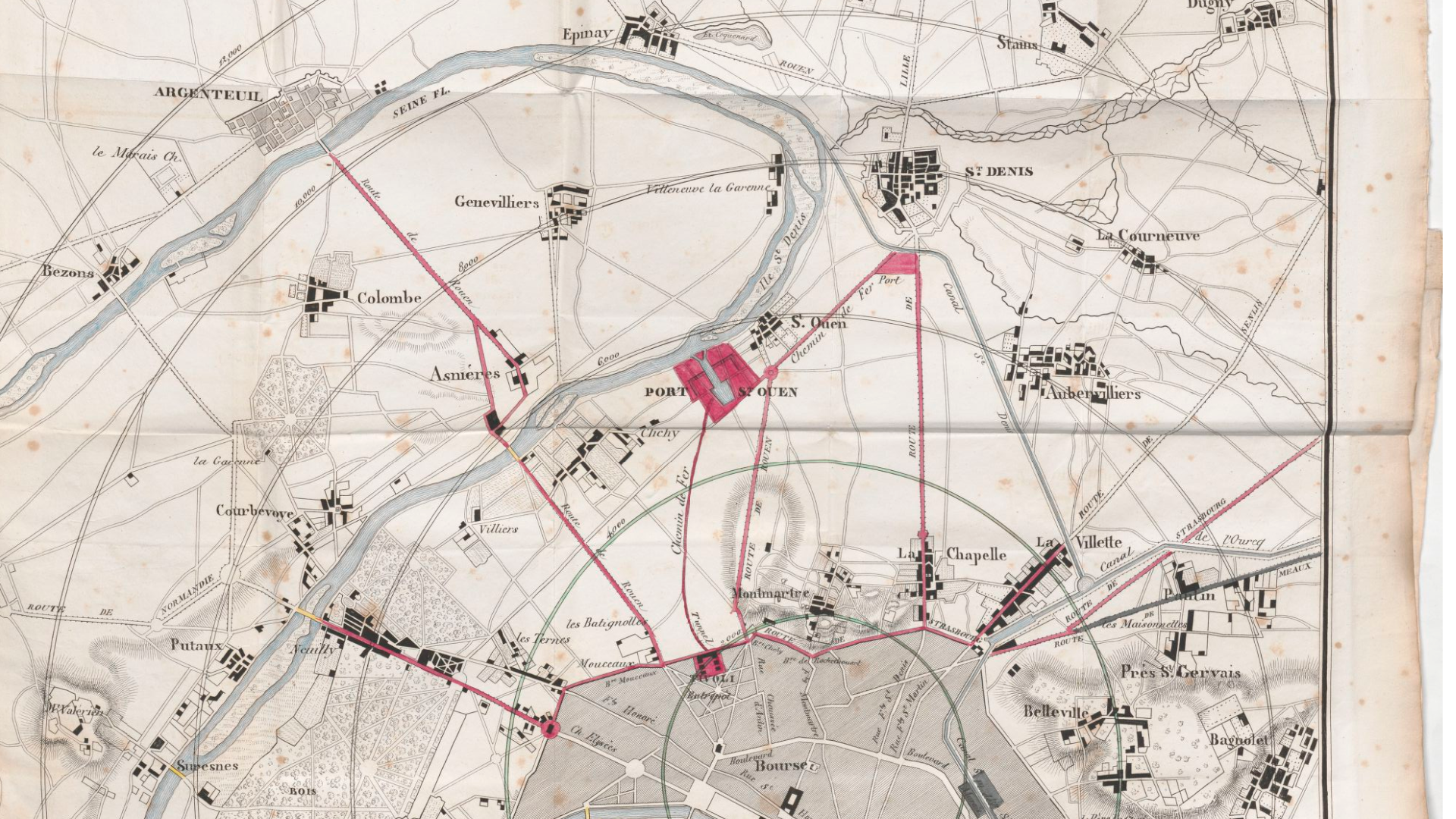
Projet de Chemin de fer entre l'entrepôt envisagé au quartier de Tivoli à Paris et le port de Saint-Ouen (1833).

Parallèlement des soumissions sont déposées pour un Paris Saint-Denis par Noblet & Cie (12 octobre 1833, projet rédigé par Clapeyron) et par Ardoin & Riant avec embranchement pour la gare (fluviale) de Saint-Ouen (8 décembre 1833, projet rédigé par Polonceau). Les Riant sont propriétaires du port et du bassin de Saint-Ouen et sont accompagnés des héritiers Mignon, propriétaires du terrain de Tivoli où est située le départ de la ligne,. Ces projets font l’objet d’un rapport de Lamandé, Letellier, Defontaine, Navier et Fèvre (7 avril 1834)  et un avis du Conseil général (12 avril 1834) qui ne donne pas suite,.

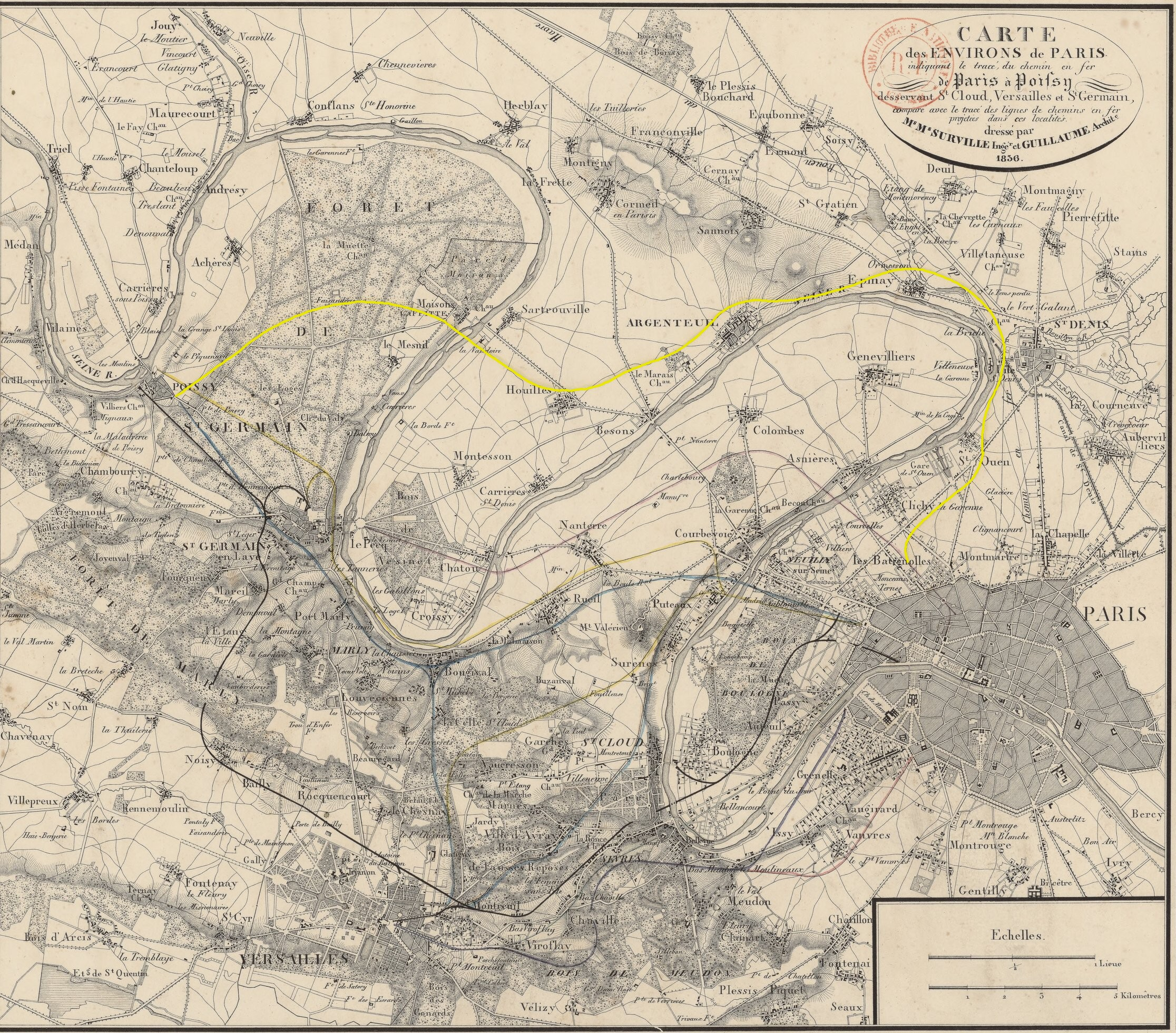
Carte montrant les projets de chemin de fer de Paris à Poissy, dont celui de la Cie Riant (en jaune sur la carte) par Saint-Ouen, Saint-Denis et Épinay.

Au mitan des années 1830 apparaissent plusieurs projets de chemin de fer de Paris à Poissy, à l’époque vaste marché à bestiaux pour l’alimentation de Paris, soit comme première section d’une ligne vers Rouen par la vallée de la Seine, soit seulement a priori pour permettre d’éviter une longue et difficile navigation entre le port de Poissy et la capitale.

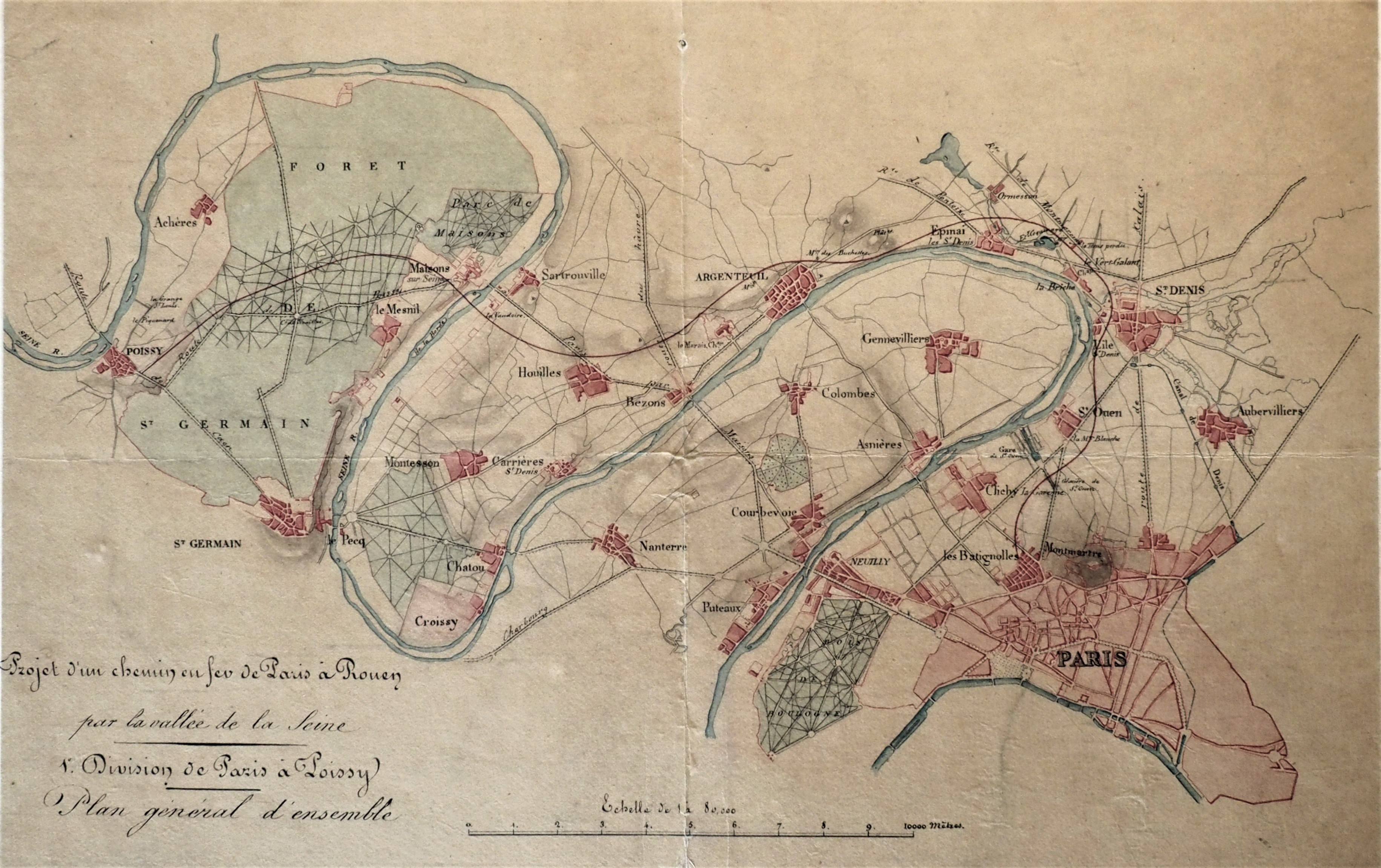
Chemin de fer de Paris à Poissy (projet Riant, 1835))

En janvier 1835, apparaît une compagnie, représentée par Riant, pour un projet Paris–Poissy,« comme étant la première division d’un chemin de fer de Paris à Rouen par la vallée [de la Seine] », en desservant la gare de Saint-Ouen puis passe Saint-Denis, l’étang de Coquemard, Épinay, Argenteuil, Houilles, Maisons, traverse la forêt de Saint-Germain, passe la Faisanderie et arrive à Poissy par la porte Saint-Germain. Il s’agit, pour son promoteur, du premier tronçon d’une ligne de Paris à Rouen par la vallée de la Seine, amorce d'un Paris–Rouen–Le Havre. Une variante ne dessert pas la gare de Saint-Ouen. La compagnie propose de construire la ligne à ses frais, risques et périls sans subvention. Succédant à Riant et Cie, constituée en 1833 pour le Paris – Saint-Denis précité, et lui cédant ses droits et ses plans, la nouvelle compagnie (Riant-Laffitte-Jourdan) est formée le 23 novembre 1834 par Riant avec le soutien du banquier Jacques Laffitte, de Jourdan, ancien directeur de la Caisse de service du Trésor Public, de Marc Tessier banquier à Genève, du marquis de Praslin, du comte d’Harcourt, etc. Examiné par la Chambre de commerce de Paris en 1835, ce projet ne lui semble pas d'utilité publique eu égard à son tarif, trop élevé comparativement à la route et à la navigation, et à son tracé.

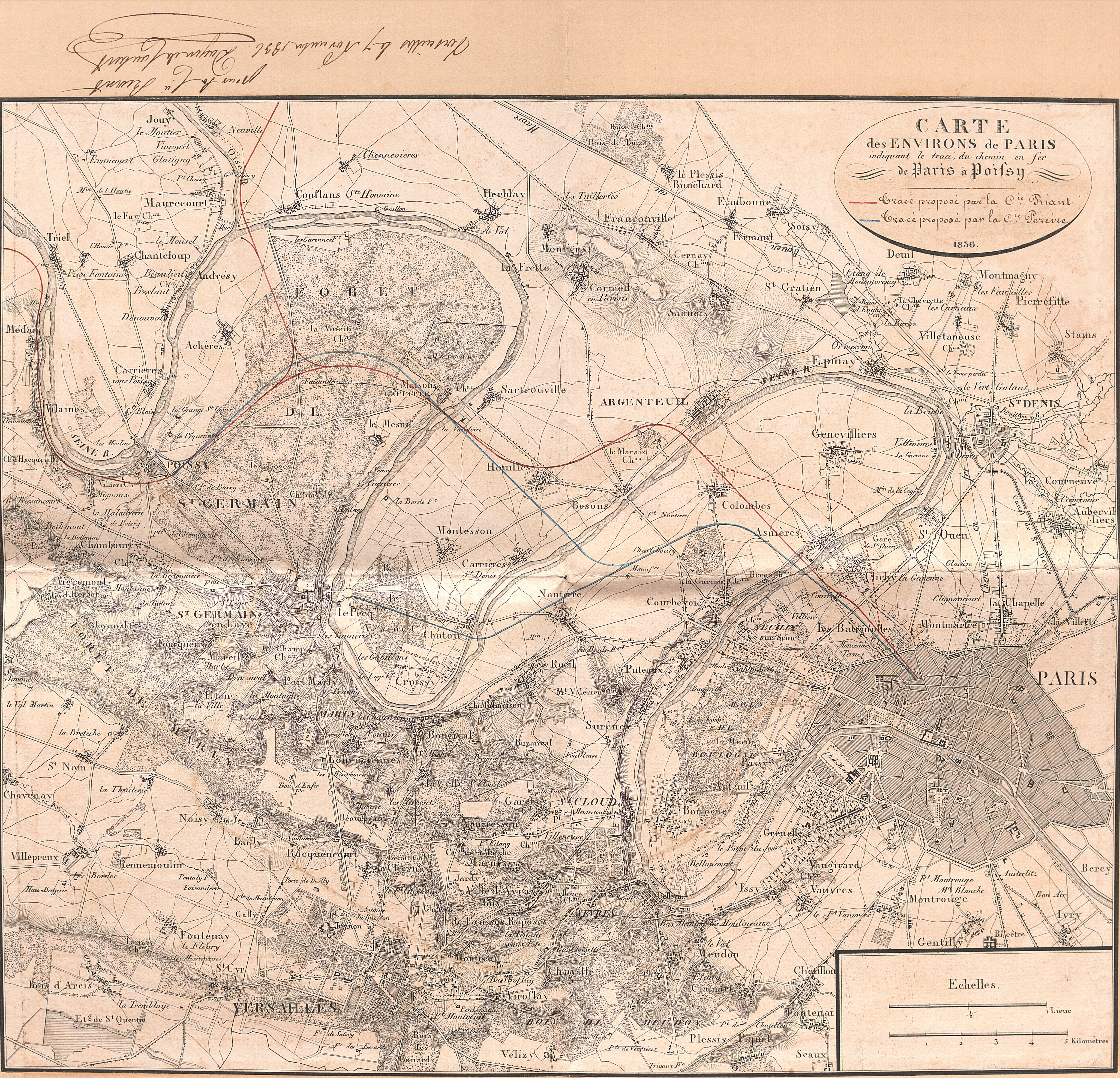
Projet de chemin de fer Paris-Poissy (Riant 1836).

L’année suivante, le 29 janvier 1836, Riant présente un projet rédigé par Polonceau et Belanger qui part du quartier de Tivoli, débouche dans la plaine de Clichy, Gennevilliers, Colombes, Argenteuil et la suite comme le projet de 1835. En janvier 1837, le projet Riant propose une variante consistant en une seconde entrée dans Paris (rue Lafayette) dans le quartier Poissonnière, passe derrière La Chapelle, traverse la route de Paris à Saint-Ouen, puis rejoint le tracé principal au niveau de la route de la Révolte pour suivre parallèlement le chemin de fer de Paris à Saint-Germain jusqu'à Asnières.
En janvier 1836, une compagnie formée en 1834, entre autres, par Bartholony et A. Delahante, soumissionne pour une ligne Paris–Rouen–Le Havre avec embranchement vers Dieppe dans le cadre plus large d'un chemin de fer du Nord,.
En juin 1836, d'Eichthal et Émile Pereire proposent un projet, conçu par Clapeyron, de prolongement de la ligne de Paris à Saint-Germain vers Poissy à partir d'un embranchement situé vers La Garenne-Colombes dirigé vers Bezons et traversant la forêt de Saint-Germain, amorce d’une ligne vers Rouen. C'est lors de son voyage d'étude des chemins de fer en Angleterre, en septembre 1835, que Pereire prépare le projet d'extension de Poissy, construit dans un premier temps avec une voie unique. Toutefois, la traversée de la forêt de Saint-Germain porte atteinte au domaine de la Liste civile du roi (destruction des percements forestiers, difficulté d'exploitation de la forêt et contrarie la réserve de chasse) qui demande l'abandon de cette partie du projet. Aussi une variante conçue par l’ingénieur Loaisel de Tréogate, sollicité par La liste civile, présentée le 2 mai 1837, préconise un embranchement sur la ligne de Paris à Saint-Germain à partir du bois du Vésinet, puis traverse la Seine, parcours le vallon de Saint-Léger et, par un souterrain passant la route de Paris à Mantes, rejoint Poissy à la porte de Chambourcy. Le projet d'Eichthal et E. Pereire est classé par les Ponts-et-Chaussées en avril 1837 dans l’attente du tracé définitif de la ligne principale de Paris à Rouen, malgré un avis favorable de la commission d’enquête préconisant, à partir non loin de Poissy, de quitter la vallée pour rejoindre Pontoise et Gisors.
Un projet Le Pecq–Poissy est présenté le 29 avril 1837 par Hageau en prolongement du ParisꟷSaint-Germain. Le tracé traverse la Seine, passe entre Les Tanneries et L’Hermitage dans le vallon Saint-Léger, traverse le plateau de Chambourcy par un souterrain et redescend sur Poissy par un plan incliné (18 ‰), manœuvré par une machine à vapeur fixe, qui arrive près de la porte de Chambourcy à Poissy. Hageau prévoit la possibilité d’une gare dans la tranchée à la sortie du souterrain pour charger des bois face à l’Étoile de Beaumont.

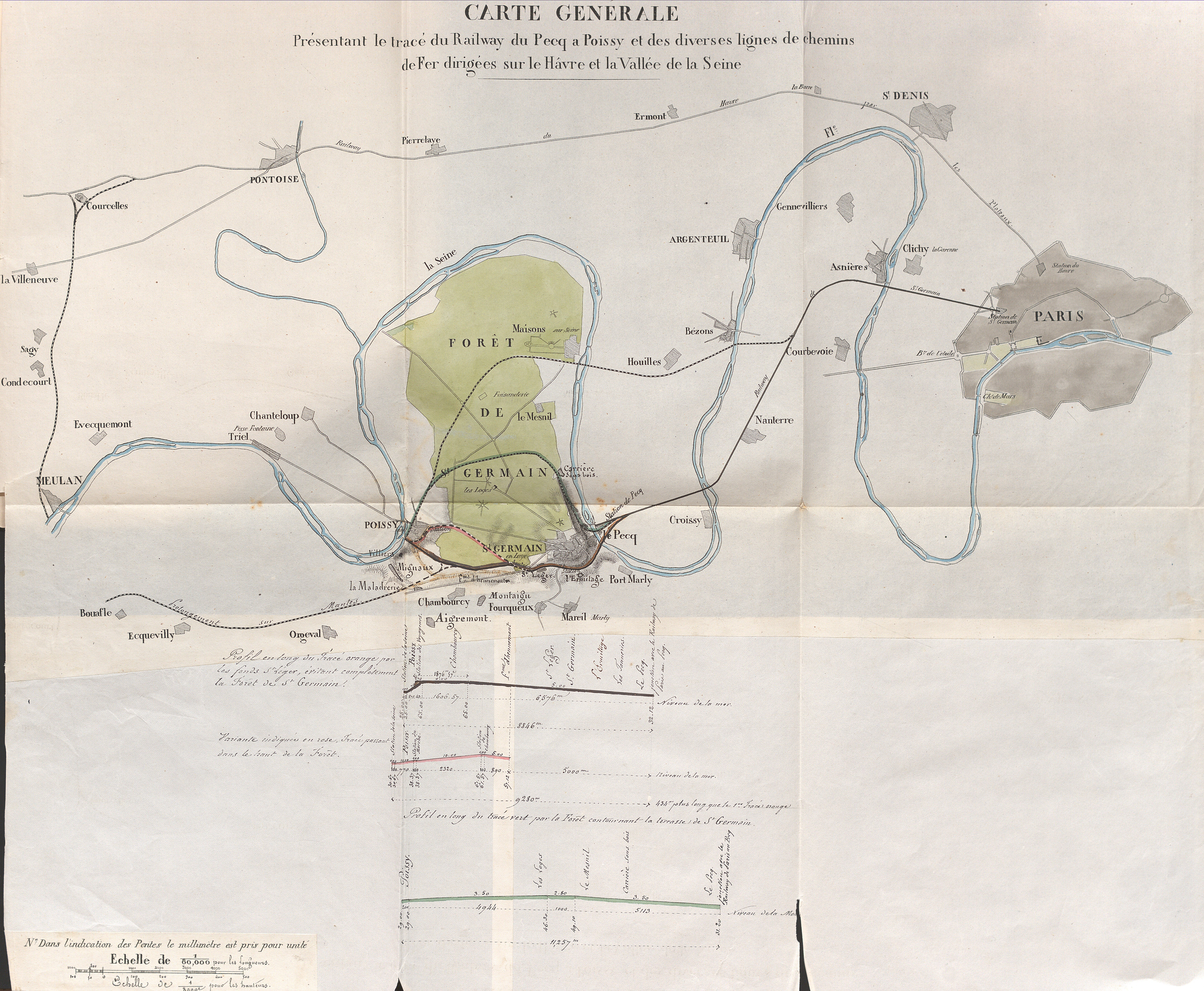
Chemin de fer Le Pecq-Poissy (projets Andraud).

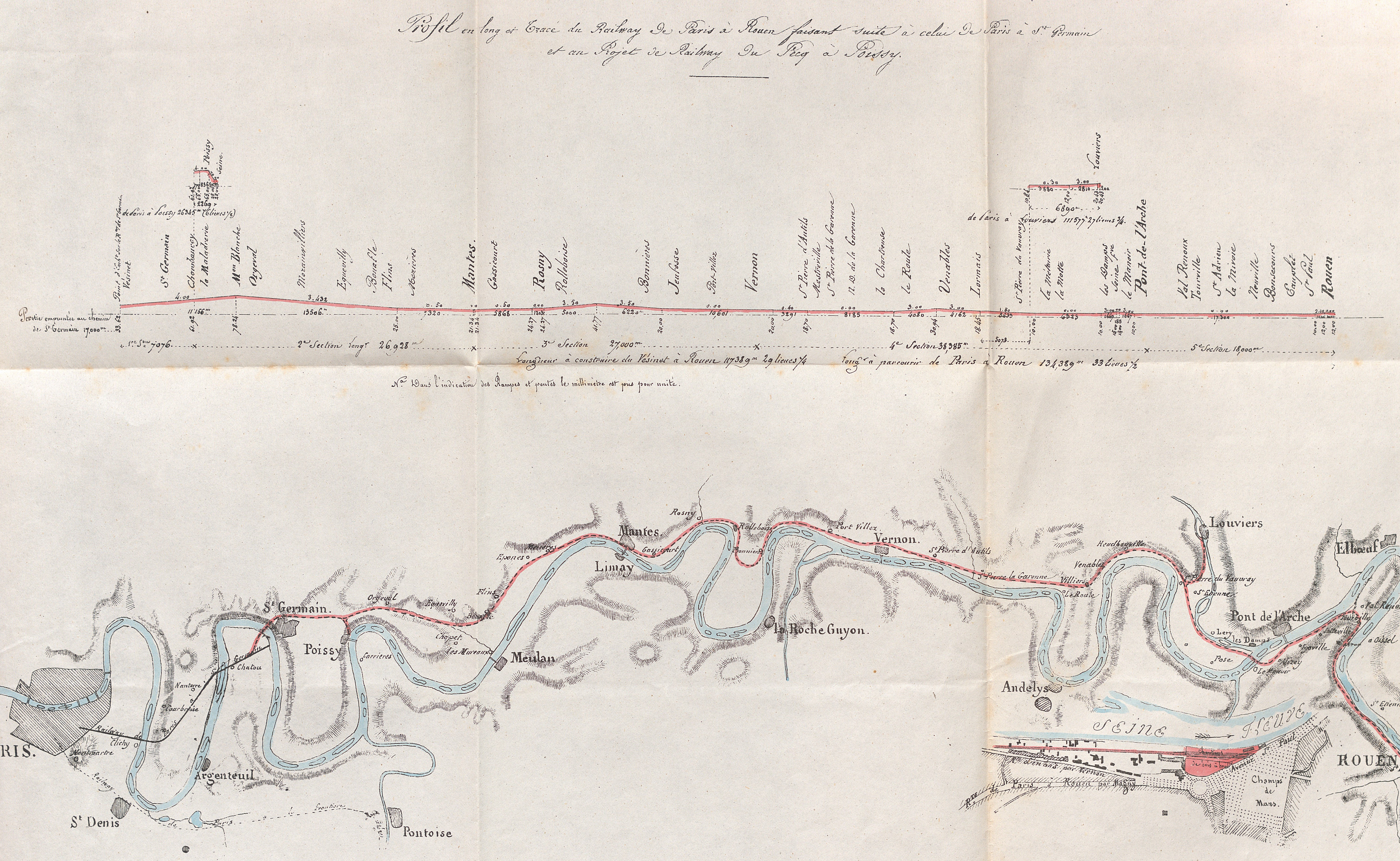
Chemin de fer Paris-Rouen (projet Andraud 1837).

Concurrent à celui d'Hageau, Andraud présente le 4 mai 1837 également un projet de chemin de fer du Pecq à Poissy qui passe en contrebas de la terrasse de Saint-Germain, Balroy, tourne avant Le Mesnil, traverse la forêt de Saint-Germain et Poissy, ou sinon après Balroy, tourne dans le vallon de Carrières, traverse la forêt de Saint-Germain par un souterrain, une tranchée, un second souterrain et débouche à Poissy. Une variante s’embranche à Nanterre sur le ParisꟷSaint-Germain, se dirige vers Rueil, Bougival, traverse le bras de la Seine à Marly, puis une seconde fois et la suite comme précédemment. Une autre variante, à partir du bois du Vésinet, à 1 000 m de la station du Pecq, traverse la Seine, parcours le vallon de Saint-Léger, traverse le faîte d’Hennemont par un souterrain, débouche sur le plateau de Chambourcy où « à partir de ce point, le tracé pouvait être continué sur Rouen, et se souder avec la plus grande facilité sur celui de la Compagnie Riant », puis redescend sur Poissy au moyen d’un plan incliné à double voie réservé aux marchandises et manœuvré par une machine à vapeur fixe. Enfin, une dernière variante, à partir de Chambourcy, passe à droite de la Maladerie de Poissy, descend le vallon de Mignaux, passe Villiers, arrive à porte de Chambourcy à Poissy et se prolonge jusqu’à la porte Saint-Germain, ou sinon se prolonge depuis Mignaux jusqu’à la rive gauche du Triel. Andraud dans son projet est accompagné de la maison de banque Blacque-Certain et Drouillard. Il « laisse à l’administration le soin de juger quel [de ses projets] est celui qui doit être préféré. »
Un projet projet Rigaux débute à la barrière de Neuilly, passe la place de l’Arc de Triomphe, Neuilly, Puteaux, le Rond-point de Chantecoq, la Boule royale à Nanterre, traverse la forêt de Saint-Germain près des Loges et Poissy. Enfin, en 1838, un projet Tessier, Mennechet et Doyon de Coubert du 16 juillet 1838 s’embranche sur le ParisꟷSaint-Germain à Asnières, passe Colombes, Argenteuil et Maisons,.
De tous ces projets successifs, et après que le tracé du Paris-Rouen par Pontoise, Gisors et Charleval a été arrêté, le Conseil général des ponts et chaussées recommande de mettre à l’enquête publique le tracé du projet Hageau à partir du Vésinet, puis par le vallon de Saint-Léger et qui aboutit à Poissy par un plan incliné.
À l’instar d’exemples à l’étranger, jusqu’en 1838, les promoteurs des chemins de fer, et en particulier ceux qui voulaient construire des lignes commençant à Paris, ont adopté la tactique consistant à ne demander que des lignes courtes mais stratégiquement placées qu'ils entendaient transformer en têtes de ligne pour les grandes lignes.

### Deux projets concurrents
De toutes ces initiatives, deux projets concurrents émergent pour une ligne complète ; celui de  Defontaine et celui de Riant.

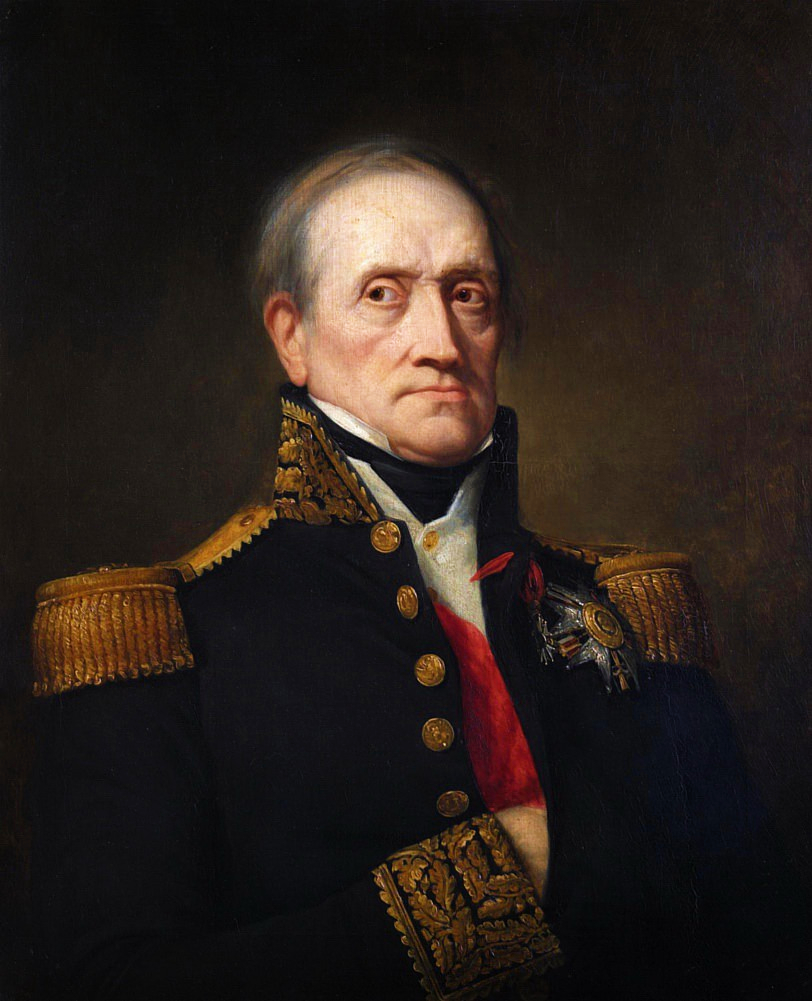
maréchal Soult, président du Conseil.

En 1833, le gouvernement du maréchal Soult obtient du parlement un crédit de 500 000 francs pour entreprendre une étude détaillée des principales lignes d’un réseau ferroviaire national. Des études sont ainsi engagées entre Paris et Le Havre en 1834, sous la direction des ingénieurs Mallet et Defontaine ; leur rapport contient la première évaluation réaliste du coût probable d’une ligne par les plateaux. L’estimation est d’environ 220 000 F/km, soit 30 MF pour les 137 km jusqu’à Rouen ; une ligne jusqu’au Havre, plus les embranchements nécessaires, coûterait plus de 60 MF.
Pour répondre à la doctrine des Ponts-et-Chaussées, la voie la plus directe pour relier Paris au Havre conduit à retenir un tracé à travers les plateaux du Vexin (français et normand) et du Pays de Caux. Ce tracé, présenté en 1835 à la suite des études de Defontaine, débute rue La Fayette, passe les hauteurs de La Villette par un souterrain, rejoint les bords de la Seine à Saint-Denis, remonte vers Pierrelaye et se dirige vers Gisors. Des embranchements sont prévus pour Rouen et Dieppe alors que la ligne principale se poursuit vers Le Havre, par Harfleur. Ce projet rencontre une vive hostilité de toute part.

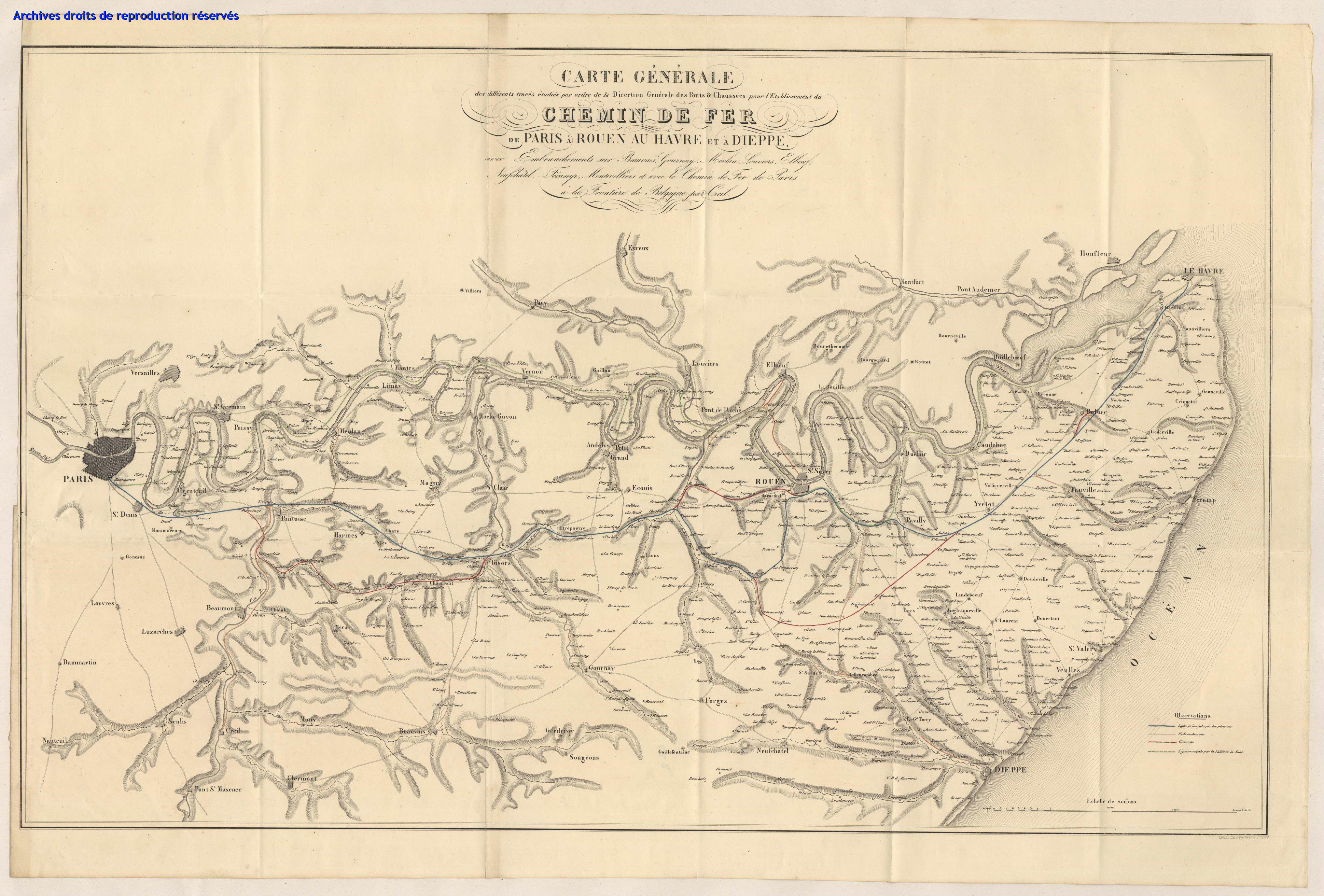
Carte générale des différents tracés étudiés par ordre de la Direction Générale des Ponts et Chaussées pour l'établissement du chemin de fer de Paris à Rouen, au Havre et à Dieppe.

En septembre 1836, Defontaine tenant compte des critiques, modifie son projet permettant dorénavant de rejoindre Rouen par la ligne principale et non plus par un embranchement. Le tracé jusqu’à Rouen exige quatre ponts, un souterrain de 2 500 m et un grand viaduc à Charleval (Eure) pour traverser la vallée de l'Andelle. Pour ne pas prêter le flanc à la critique, Defontaine compare les différentes variantes d’un tracé par les plateaux à celui par la vallée :

« Ce tracé [par les plateaux] se prêtait facilement à des embranchements sur Bruxelles, Calais et Boulogne. Il était donc, au point de vue politique, préférable au tracé sur la rive gauche [par la vallée]. Il mariait pour ainsi dire la France avec l’Angleterre et la Belgique ; mais, d’un autre côté, il négligeait les riches et nombreuses populations de la partie de la vallée de la Seine comprise entre Louviers et Paris ; il ne facilitait pas les rapports avec l’ouest de la France, et n’était pas protégé par le fleuve contre les agressions de l’ennemi. Enfin, et cette dernière considération a exercé, fort à tort, selon nous, une grande influence sur le choix de l’administration, il ne venait pas se souder comme le chemin actuel au chemin de Saint-Germain, et nécessitait par conséquent la construction d’une gare spéciale dans Paris. »

— Auguste Perdonnet, Traité élémentaire des chemins de fer, 1855.

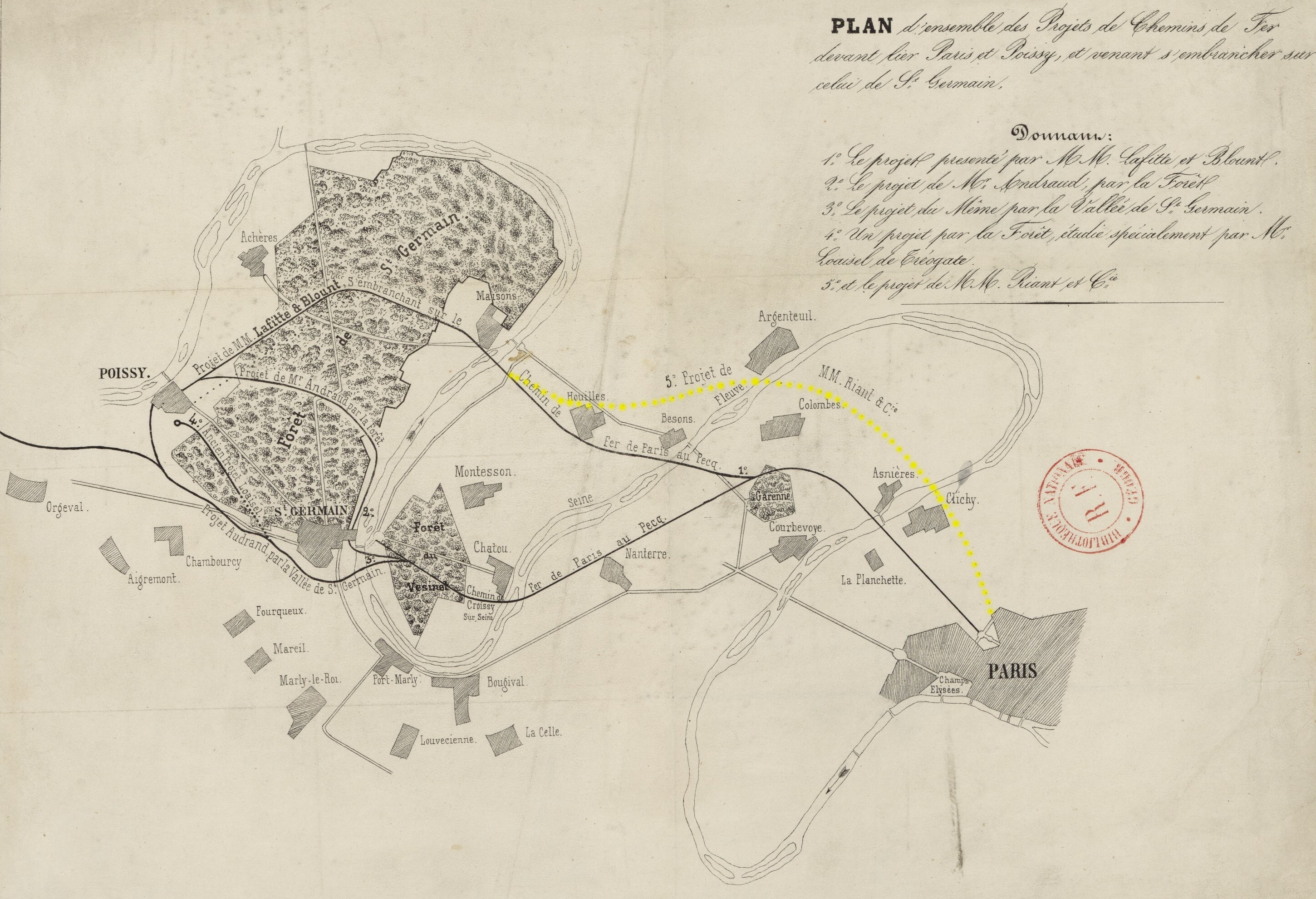
Carte montrant les projets de chemin de fer de Paris à Poissy, dont celui de la Cie Riant (en jaune sur la carte) par Clichy, Gennevilliers et Colombes, s'embranchant sur celui de la Cie Laffitte & Blount.

La Cie Riant-Laffitte-Jourdan, qui a repris les documents et le soutien financier de l’ancienne compagnie formée par Ardoin et Riant, propose en 1835 au gouvernement un projet Paris – Le Havre par la vallée de la Seine, reçu à la direction des Ponts-et-Chaussées le 26 janvier 1836 et examiné par la chambre de commerce de Paris le 4 juillet suivant. Le tracé débute rue Saint-Lazare, se dirige vers Poissy selon deux directions alternatives soit par Clichy, Gennevilliers et Colombes, soit par Clichy, Saint-Ouen, Saint-Denis et Épinay-sur-Seine, puis longe la rive gauche de la Seine jusqu’à Rouen au quartier Saint-Sever. Au-delà, la ligne remonte la vallée de Deville et redescend par la vallée de Sainte-Austreberthe jusqu’à Duclair, puis longe la Seine jusqu’au Havre. Des embranchements sont prévus depuis Rouen vers Dieppe par la vallée de Deville, le Bosc-le-Hard et Arques ainsi que vers Pontoise, Meulan, Gisors, les Andelys, Évreux, Louviers, Elbeuf, Bolbec et Yvetot. Les études ont été réalisées fin 1835 par les ingénieurs Polonceau et Belanger, . Ce tracé exige cinq grands ponts et quatre souterrains de 3 500 m. Au-delà de Rouen jusqu’au Havre, le parcours est un peu plus accidenté nécessitant des pentes plus accentuées. La compagnie sollicite l'octroi d'une concession à perpétuité à l'instar des mines pour inciter de cette manière les constructeurs à réaliser un travail solide et durable. Elle demande également aux mêmes ingénieurs d'établir un comparatif des deux tracés entre celui des plateaux et celui de la vallée.
Pour tenir compte des observations formulées par les organismes consultés, la Cie Riant modifie son tracé à l'approche de Rouen en faisant franchir à la ligne le col de Tourville, puis, sur la rive droite, longer les coteaux de la Mi-Voye et atteindre les hauteurs de Sainte-Catherine au moyen d'un souterrain. Malgré les fortes pentes envisagées, cette modification du tracé permet de rejoindre le plateau du Pays de Caux et, par la suite, Le Havre et Dieppe. Ce nouveau tracé laisse certains incrédules.

## Enquêtes publiques
Des enquêtes sont lancées pour recueillir les avis des communes et chambres consulaires concernées par ces projets.
Une forte rivalité s’est installée entre les principaux ports du nord-ouest de l’Europe pour attirer le commerce des matières premières, en particulier le coton destiné à approvisionner les industries du sud de l’Allemagne, de Suisse et d’Europe centrale. Le Havre craint que la construction de chemins de fer desservant ses rivaux, en particulier ceux qui se trouvent près des embouchures du Rhin, Anvers et Amsterdam, compromette son commerce traditionnel et précieux avec les Amériques. Selon Édouard de Villiers du Terrage, inspecteur divisionnaire des Ponts-et-Chaussées consulté par Legrand, il s’agit là de « la question dominante » dans le choix des itinéraires. Cependant, cet argument ne trouve naturellement pas d’écho à Rouen, dont la part dans le commerce de transit est négligeable. Aussi, le tracé par les plateaux fait-il craindre à Rouen pour son activité portuaire au profit du Havre et de Dieppe.
Ces institutions expriment parfois des hésitations et des contradictions, telle la chambre de commerce de Rouen qui exprime à la fois son hostilité au chemin de fer tout en restant favorable à voie ferrée jusqu’à Strasbourg et l’Allemagne qui pourrait faire du Havre « un second Anvers. » La chambre de commerce de Paris, attachée au principe d’une liaison ferroviaire entre Paris et la mer, a toujours manifesté sa préférence pour le tracé par la vallée de la Seine. La chambre consultative des arts et métiers de Bolbec, celle de Louviers et les conseils municipaux d’Évreux et de Louviers expriment la même opinion. Au contraire, les villes du Havre et de Dieppe privilégient le tracé le plus direct, celui par les plateaux ; le prolongement au-delà de Rouen du tracé par la vallée leur parait techniquement impossible, car devant rattraper un dénivelé trop important pour passer de la vallée aux plateaux du Pays de Caux.
Le tracé par la vallée porte concurrence à la batellerie sur la Seine qui tente de s’organiser ; pour les marchandises, des bateaux tirés par des remorqueurs à vapeur sont mis en service, entre 1826 et 1828, par la Cie Bertin joignant Le Havre à Paris en 8-10 jours. Il faut 15 jours pour les bateaux transportant 400 à 500 tonneaux pour relier Rouen à Paris relayant en route les chevaux de halage. Vers 1820, il faut près de 12 heures par bateau à vapeur entre Maisons-Laffitte et Rouen. Les maîtres de postes se sentent spoliés ; il faut le même temps pour relier les deux villes en diligence dans des conditions de confort moindre qu'en bateau.
En juillet 1833, en exécution de la loi du 27 juin 1833, un arrêté du préfet de Seine-et-Oise autorise les ingénieurs Defontaine, Vallée, Mallet et Polonceau à effectuer, sur le terrain, les études des différents projets de chemins de fer rayonnant autour de Paris. En septembre 1835, l’administration soumet le tracé par les plateaux (1er projet Defontaine) à une enquête publique. Les commissions d’enquête soit rejettent le projet soit repoussent leur avis dans l’attente de connaître le tracé par la vallée.
Le tracé par la vallée de la Cie Riant-Laffitte fait l’objet d’une enquête publique au début de l’année 1836. Le projet d’un Paris-Rouen, limité à cette dernière dans le quartier Saint-Sever sur la rive gauche, s’il reçoit l’assentiment de Rouen est naturellement combattu par Le Havre, Dieppe et Fécamp. Au total, huit commissions d’enquête sur douze, seize chambres de commerce ou consulaires sur dix-neuf et huit conseils municipaux se prononcent en faveur du projet.
Par les plateaux ou par la vallée, aucun des tracés ne recueille un avis favorable de tous.
En novembre 1836, l’administration soumet à enquête le projet modifié par les plateaux de Defontaine. La commission d’enquête pour le département de la Seine est habilement composée de Sanson-Davillier, dont la belle-famille Davillier possède une filature à Gisors,, et de A. Lebobe, tous deux membres de la chambre de commerce de Paris. Pressé d’en finir, le gouvernement fait « pression » sur la commission qui, par un revirement de certains de ses membres dont de Sanson-Davillier et Lebobe, se déclare favorable, sous certaines réserves, au tracé Defontaine. Sur cinq commissions départementales, trois (Seine, Oise et Seine-et-Oise) donnent à l’unanimité un avis favorable. La commission de la Seine-inférieure rend un avis identique par treize voix contre dix ; celle de l’Eure est défavorable par neuf voix contre cinq.

## Débats parlementaires
Entre 1835 et 1847, le parlement est appelé à examiner dix projets de loi pour que le chemin de fer de Paris à la mer voit le jour dans sa totalité.

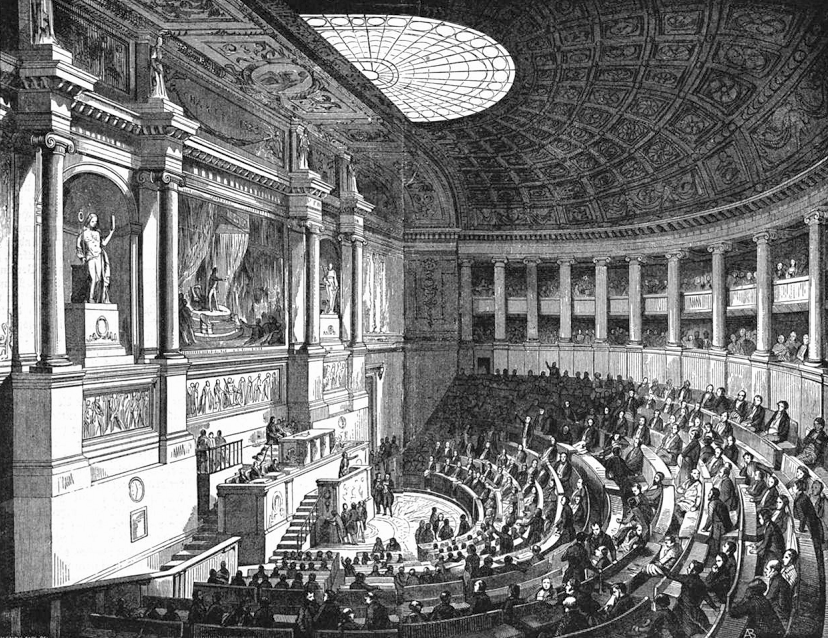
Salle de séances de Chambre des députés en 1843

Un premier projet de loi est déposé le 2 avril 1835 par le gouvernement pour un chemin de fer par les plateaux, de Paris au Havre et Dieppe reprenant les travaux de l’ingénieur Defontaine. Le projet prévoit une adjudication avec mise en concurrence et une prise de participation de l’État au capital de la compagnie. Le projet n’est pas présenté en séance publique, la commission souhaitant attendre les résultats des études du tracé par la vallée de la Seine,.
Un deuxième projet de loi est déposé par le gouvernement le 9 mai 1837 pour un chemin de fer de Paris à Rouen selon les études de Defontaine. Le tracé par les plateaux, ou la vallée, est laissé au choix du futur concessionnaire. Une aide est prévue sous la forme d’une subvention de 7 MF sur un montant total de 38 MF. Là encore le projet ne dépasse pas le seuil de la commission eu égard aux avis contradictoires des villes concernées.
Un troisième projet est déposé le 3 juin 1837 en remplacement du précédent, pour un chemin de fer de Paris à Rouen, Le Havre et Dieppe. Le tracé par les plateaux ou la vallée est laissée au choix du futur concessionnaire. Une aide est prévue (subvention de 10 MF), mais seulement sur la partie du parcours jugée la plus difficile entre Rouen et le Havre, et Dieppe. La commission chargée d’examiner le projet rédige un projet prévoyant des embranchements vers Elbeuf et Louviers ainsi que la possibilité d’adjuger la section Paris-Rouen si aucune compagnie ne se présente pour l’adjudication de la ligne de Paris à la mer. Elle prévoit également deux entrées, une au quartier Tivoli pour les voyageurs et une dans le clos Saint-Lazare pour les marchandises. Mais le projet de loi n’est pas discuté en séance publique.
Un quatrième projet est déposé le 15 février 1838 dans le cadre d’un « système » ferroviaire dans lequel figure un chemin de fer de Paris à Rouen par les plateaux, ultérieurement prolongé en direction du Havre et de Dieppe, avec embranchements vers Elbeuf et Louviers. Au lieu d’une approche ligne par ligne, qui a été fortement critiquée en 1837, le gouvernement les présente maintenant comme faisant partie d’un plan national pour le transport, englobant à la fois les voies navigables et les chemins de fer en tenant compte des fonctions économiques des deux. Pour assurer les deux fonctions principales des chemins de fer, le transport de passagers et des marchandises onéreuses y compris celles du commerce de transit, le ministre esquisse un système de neuf lignes principales rayonnant depuis Paris, dont l’une vers Le Havre. Toutefois, afin d’éviter des tensions excessives sur l’économie et les finances du pays, le réseau ferroviaire doit être construit progressivement et intégré de la manière la plus efficace possible avec les voies navigables existantes et futures. Le ministre propose également que l’État assume l’entière responsabilité du financement et de la construction des principales lignes de chemin de fer. La principale raison de cette recommandation est la crainte de la spéculation, et même de la corruption comme constatée en Grande-Bretagne. Ce changement de politique gouvernementale est salué au Havre, où l’on croit que seul l’engagement de l’État à construire des voies ferrées peut permettre la réalisation de la ligne par les plateaux ; même si le gouvernement déclare qu’il ne peut pas construire immédiatement une ligne entre Rouen et Le Havre, la construction par l’État offre néanmoins la meilleure garantie pour une extension éventuelle. Mais ce projet est rejeté en séance, les députés ne parvenant pas à se mettre d’accord sur le mode d’exécution des lignes principales du système ferroviaire projeté : construction par l’État ou par l’industrie privée. Ce revers parlementaire n’est pas le désastre de 1837, car au moment même où le projet de loi du gouvernement est rejeté, la compagnie tant attendue par les plateaux est formée.
Un cinquième projet est déposé le 26 mai 1838. Le tracé par les plateaux est différent du premier de Defontaine en 1835 qui avait donné lieu à une réprobation générale. La concession est de 80 ans et prévoit une clause de non concurrence par un autre tracé avant un délai de 28 ans. Les travaux estimés à 75 MF sont exécutés aux risques et périls du concessionnaire sans subvention de l’État. La section Paris – Pontoise pourra être exploitée en commun avec le chemin de fer en direction du nord. Le projet est adopté par le parlement et donne lieu à loi du 6 juillet 1838 accompagnée du cahier des charges.
Un sixième projet est déposé le 10 juin 1839 en réponse à la demande de la compagnie concessionnaire du Paris – Rouen – Le Havre en mai 1838 sollicitant un allègement des conditions de son cahier des charges. Outre cette sollicitation, le ministre propose d’autoriser la compagnie à n’entamer que la section Paris – Pontoise avec la faculté pour l’État de racheter cette section si dans le délai d’un an la compagnie n’obtenait pas de lui la garantie d’intérêt demandée. Finalement, le parlement écarte le projet ministériel et autorise le ministre à résilier la concession si la compagnie le demande et qui se réalise par la loi du 1er août 1839,.
Un septième projet est déposé le 23 mai 1840, pour un chemin de fer Paris – Rouen par la vallée de la Seine. Il prévoit une participation (14 %) de l’État au capital à hauteur de 7 MF pour une dépense estimée à 50 MF. La concession est prévue pour une durée de 99 ans. La ligne s’embranche sur le chemin de fer de Saint-Germain, mais l’État se réserve le droit d’imposer une entrée spéciale et distincte dans Paris, ce qui ne fait pas l'affaire du Paris – Saint-Germain. Bien que limité à Rouen, il est envisagé de le prolonger jusqu’au Havre et, dans ce cas, le Paris – Rouen est tenu de prendre à sa charge la traversée de la ville jusqu’au début du prolongement vers la mer. Les adversaires au projet contestent la scission de la ligne en deux tronçons craignant que le tronçon Rouen – Le Havre coûte comparativement plus cher eu égard à l’intérêt moindre du Havre et du Pays de Caux et aux travaux importants à entreprendre pour franchir les reliefs plus prononcés sur le deuxième tronçon ainsi que pour la traversée de Rouen. Les débats en séance rejettent le principe d’une prise de participation de l’État, et le remplace par un prêt de 14 MF à 3 % d'intérêt de même que celui d’une entrée spéciale dans Paris remplacé par la pose de deux voies supplémentaires entre l’embranchement et l’embarcadère à Paris. La loi, accompagnée du cahier de charges, est adoptée par le parlement et entre en vigueur le 15 juillet 1840,.
Un huitième projet est déposé en avril 1842 pour le prolongement Rouen – Le Havre. Il prévoit un prêt de 10 MF et une subvention de 8 MF. La concession est de 99 ans. Le projet de loi (article 11) prévoit la possibilité d’une gare spécifique dans Paris, ce qui soulève à nouveau des réclamations du Paris – Saint-Germain. Ce projet n’appelle pas de débats particuliers tant ce prolongement était attendu La loi accompagnée du cahier des charges intervient le 11 juin 1842.
Un neuvième projet est déposé le 2 juin 1845 pour les prolongements vers Dieppe et Fécamp. La durée de la concession est d’une durée égale à celle restant à courir pour le chemin de fer Rouen – Le Havre. La ligne est concédée directement sans adjudication. La loi est votée par les députés le 1er juillet 1845 et par la chambre des Pairs le 15 juillet. La loi intervient le 19 juillet ; elle est commune aux chemins de fer de Dieppe et de Fécamp.
Un dixième projet est déposé pour proroger d’un an la durée des travaux du Paris – Dieppe, autoriser la construction de l’embranchement de Fécamp sur une seule voie et abandonner la courte voie de Merville à Bolbec. La loi est votée et intervient le 9 août 1847.

## Compagnie du chemin de fer de Paris à la mer (1838-1839)

### Constitution de la société

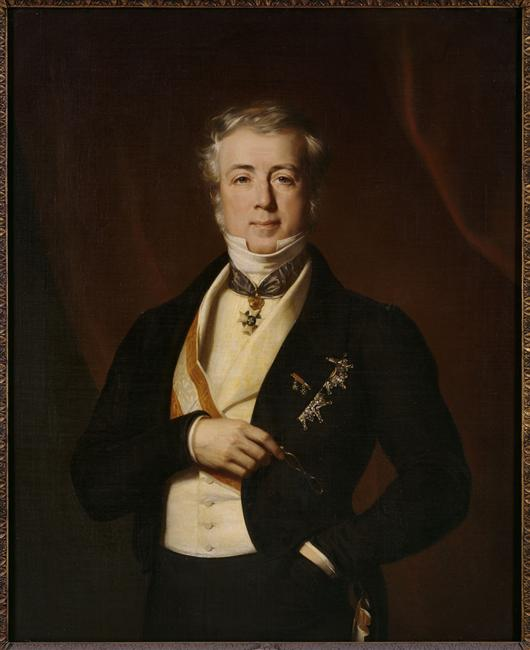
Alexandre Aguado.

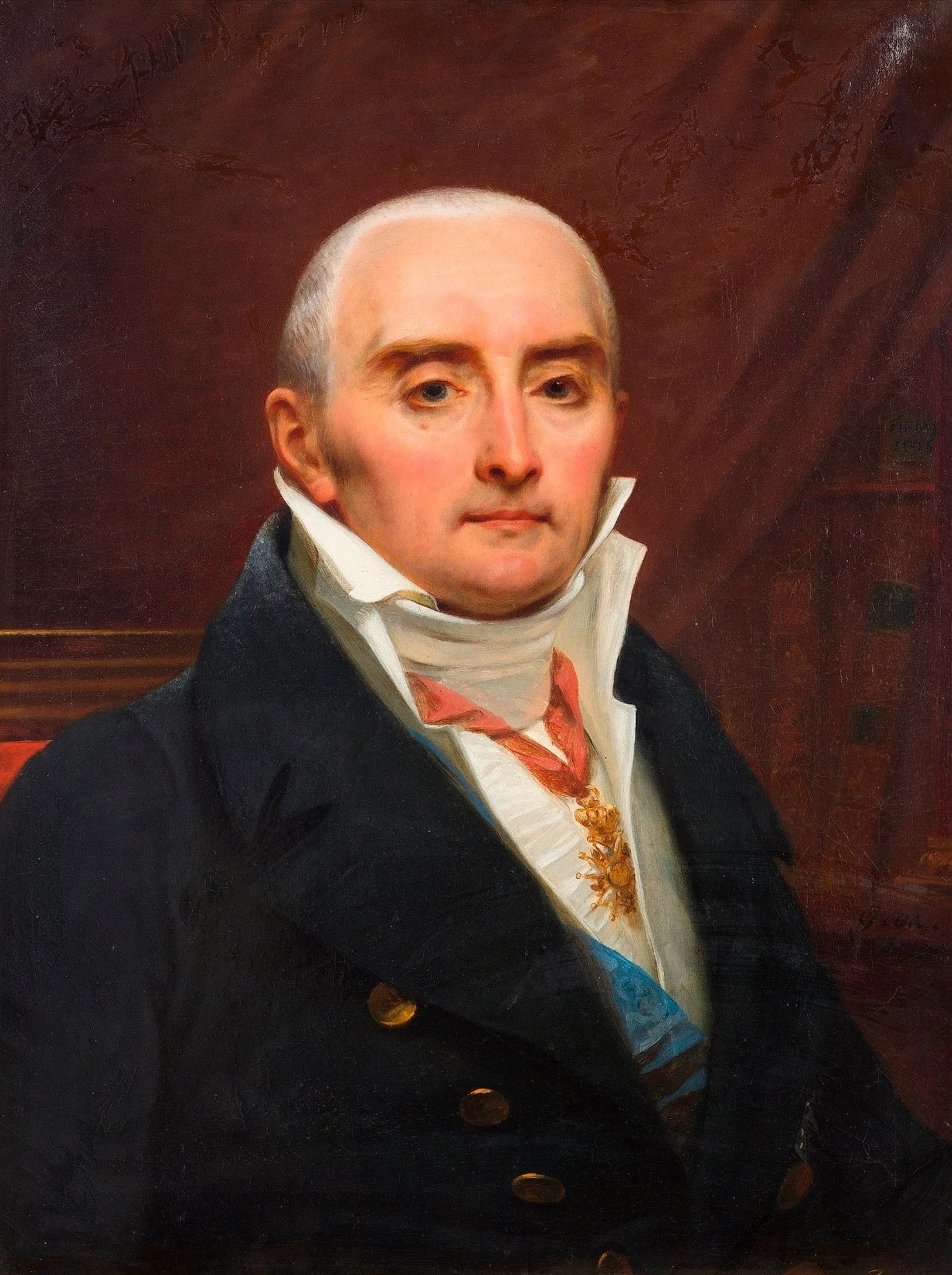
comte Roy.

À la fin du mois d’avril 1838 apparaissent deux sociétés intéressées par le chemin de fer de Paris à la mer ; la première est une société formée par Delamarre avec le soutien d’un capital local dieppois ; la seconde a ses origines au Havre, soutenue en grande partie par la Banque du Havre et un banquier local et membre de la Chambre de commerce, Chouquet. Des contacts ont été pris par les Havrais auprès de John Cockerill et James de Rothschild, mais Cockerill ne réussit pas à venir à Paris comme prévu et Rothschild ne donne aucun encouragement,.
Sous la pression de l’administration, soucieuse de voir enfin se réaliser la voie ferrée, et en grande partie grâce aux efforts de Pierre Frissard,, une association Chouquet, Lebobe et Cie est formée, en mai 1838, pour soumissionner la concession du chemin de fer de Paris à la mer. La loi du 6 juillet 1838 accorde la concession à cette compagnie qui se transforme, après avis favorable du Conseil d’État, au mois d’août suivant en société anonyme sous la raison sociale de Compagnie du chemin de fer de Paris à la mer par Rouen, Le Havre et Dieppe, avec embranchement sur Elbeuf et Louviers. Le fonds social de la société est fixé à 90 MF, divisé en 90 000 actions de 1 000 francs. Après publication des statuts, les actions sont émises et cotées à la bourse.
Chouquet, banquier havrais, et Lebobe, membre de la chambre de commerce de Paris, se sont entourés du banquier Delamarre (de la banque Delamarre, Martin-Didier & Cie), régent de la Banque de France, du comte Roy, l’un des plus grands propriétaires de France, de l’ancien banquier Alexandre Aguado,, J.-G. Humann, pair de France, Ch. Bérigny, député, duc Decazes, pair de France, J.-L. Boigues, maître de forges, Odilon Barrot, député, J. X. Uribarren (de la maison de banque Aguirre-Vengoa fils & Uribarren), etc.
Selon les termes de l’acte notarié du 8 août 1838, Aguado, qui représente vraisemblablement des intérêts anglais, obtient 10 940 actions, Delamarre 3 191, Humann 2 250, André & Cottier, Blanc Colin & Cie, Pillet-Will, F.-A. Seillière, Fould et Wells chacun 1 000, Boigues de même ; d’Eichtal n’a que 375, Rothschlid 700, de Waru 600, Thurneyssen 360. Les actions sont très dispersées ; un millier ont été souscrites à l’étranger par Baring, Uzielli à Londres, Zwilchenbart à Liverpool, Stieglitz à Saint-Pétersbourg, etc. Les Rothschild ne figurent pas parmi les fondateurs de la compagnie. Trois des douze membres du conseil d’administration figurent parmi les dix-sept hommes classés comme propriétaires les plus riches de France. C’est en grande partie grâce à l’assurance de sa solidité financière que le gouvernement et les Chambres ont accepté la concession. La confiance dans la compagnie est encore renforcée lorsque le comte Jaubert, connu pour sa « capacité et la sévérité de ses principes », est nommé directeur général.
La vente des promesses d’action atteint trois fois le capital demandé (90 MF). Plus de 80 % des actionnaires détiennent 10 actions ou moins, et 96 % cinquante ou moins.
L’ingénieur des Ponts-et-Chaussées Frissard, anciennement directeur du port du Havre, est chargé des travaux et l’ingénieur des mines Bineau est chargé du matériel.

### Tracé

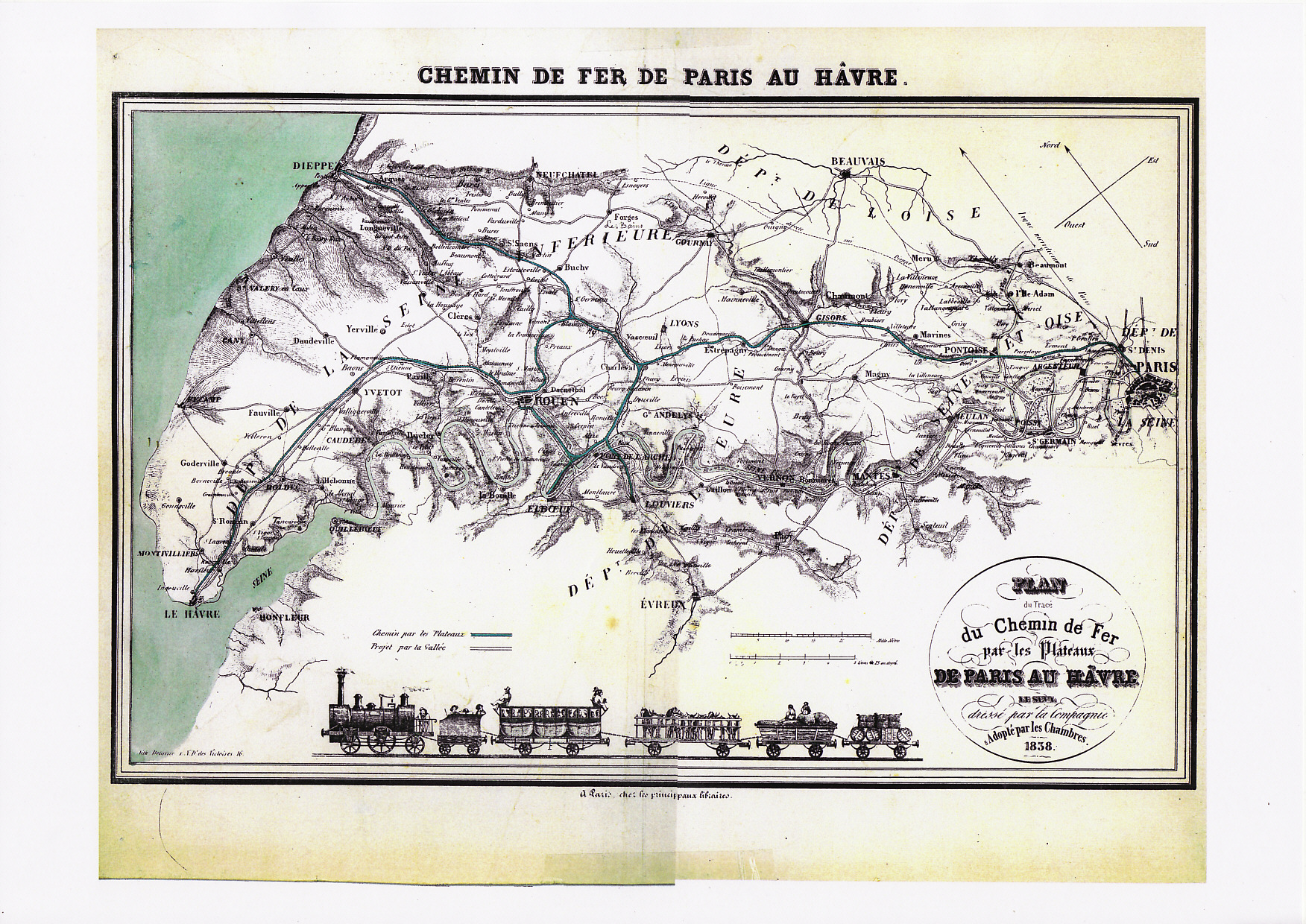
Carte du chemin de fer de Paris à la mer publiée en 1838.

Le tracé débute à Paris, au nord de la rue La Fayette, traverse la plaine de La Vilette, passe entre Saint-Denis et la Seine, rejoint Enghien, Soisy, Pierrelaye, St-Ouen-l'Aumone, Pontoise, Chars, Gisors, Étrépagny, Charleval, Vascœuil, Blainville, Rouen rive gauche au boulevard de Beauvoisine, la vallée de Deville, Le Houlme, Pavilly, Flamanville, Yvetot, Harfleur et Le Havre. De Charleval se détache un embranchement par la vallée d’Andelle, traverse la Seine à Oissel pour arriver à Rouen rive gauche au quartier Saint-Sever ; deux sous-embranchements se dirigent vers Louviers et Elbeuf. De Blainville se détache un embranchement vers Dieppe, par Estouteville, Bellencombre, le Grand-Torcy et Arques.
Le début des travaux donne lieu à la pose officielle de la première pierre d'un pont sur le canal Saint-Denis,. L’optimisme est de rigueur ; les travaux sont annoncés débuter sur la section de Paris – Pontoise avec une livraison à l’été 1839 jusqu’à la vallée de Montmorency et à l’automne suivant jusqu’à Pontoise, et ultérieurement avancés à l’été 1839 jusqu’à cette dernière.

### Chute de la compagnie
Le premier revers de la compagnie est d’ordre financier. La dépression financière qui se produit dans la seconde moitié de 1838, mettant fin au bref « boom ferroviaire », a sérieusement affecté le crédit de la compagnie.
L’effet le plus grave de la crise sur la compagnie n’est pas la chute du cours de ses actions, mais son incapacité à obtenir de l’ensemble des actionnaires une libération supplémentaire de 100 F par action. Après des paiements initiaux de seulement 100 F par action au moment de la souscription, plusieurs autres paiements étaient dus à intervalles réguliers d’environ trois mois. Le deuxième paiement (de 100 F), ou versement, était dû le 10 octobre 1838 et le troisième, pour seulement 50 F par action, était dû le 10 décembre (soit un total de 250 F). Lors de la vente initiale des promesses d’action, la compagnie n’a réalisé qu’environ 8,5 MF au lieu des 9 MF prévus (90 000 actions x 100 F) ; pour diverses raisons 2 548 actions n’ont pas été souscrites. Le premier appel à 9 MF supplémentaires n’a donné qu’environ 5,6 MF, et le second appel à 4,5 MF (90 000 actions x 50 F) a donné moins de 2 MF. La compagnie ne dispose donc que de 16 MF au lieu des 22,5 MF prévus.
Delamarre lui-même, dont la banque est une grande détentrice de comptes courants de petites entreprises, ne peut pas faire face à ses obligations et est contraint d’obtenir un prêt spécial de la Banque de France pour éviter la faillite. En juin 1839, Delamarre détient encore 2 787 actions de la compagnie, mais n’a effectué aucun paiement sur aucune d’entre elles. Dans le même temps, la compagnie a versé plus de 167 000 F à Delamarre, Martin-Didier & Cie en frais bancaires.
La conduite de l'entreprise connaît également des soubresauts par la démission de son directeur, Jaubert, en novembre 1838 ; Lebobe est nommé temporairement pour le remplacer. Le bruit se répand d'une éventuelle liquidation de la compagnie, mais la presse se veut toutefois rassurante.
Pour la réalisation des travaux, la compagnie se heurte pendant près d’une année à maintes difficultés ; révision des plans de l’administration, retard de l’administration dans le visa des plans modifiés, lenteur des administrations locales non préparées aux questions de chemin de fer. Parallèlement, la compagnie doit engager des dépenses pour financer les premiers travaux mais les gérants, Chouquet et Lebobe, semblent dépassés par la complexité des tâches à mener,.
Le matériel roulant est commandé longtemps à l’avance car, en raison de la forte demande de matériel ferroviaire et de matériel roulant par de nombreuses entreprises en Grande-Bretagne et en France, la livraison est attendue par anticipation à l’ouverture de la ligne. Entre la mi-septembre et la mi-octobre, l’entreprise passe donc trois contrats en Grande-Bretagne pour un total de 15 locomotives et 3 tenders.
La crise économique qui sévit, augmentée de l’imprévision du devis dorénavant estimé au mieux à 120 MF, au pire à plus de 150 MF de francs, met la compagnie du Paris à la mer en péril ; les correspondants de la banque Delamarre demandent le remboursement de leurs dépôts, soit 7 MF de francs. La compagnie sollicite un allègement des conditions du cahier des charges ; pentes plus fortes et rayon des courbes moins large, division de la ligne en trois sections (Paris à Rouen par Blainville, Rouen au Havre, embranchements de Dieppe, Louviers et Elbeuf), construction de ces sections successivement et non simultanément, relèvement des tarifs et garantie de l’État de 4 %.

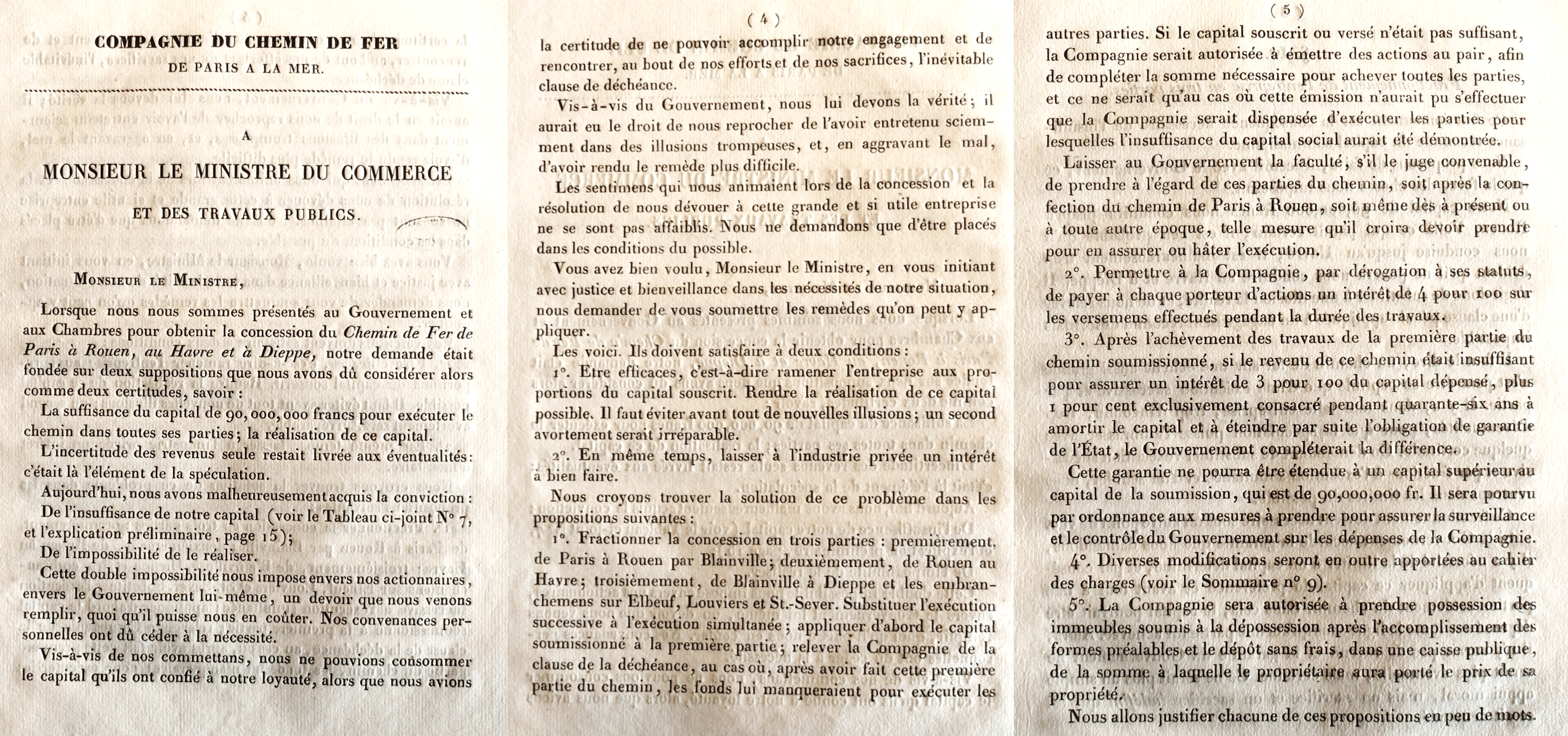
Exposé soumis au Gouvernement par la compagnie du chemin de fer de Paris à la mer. Lebobe à Paris, 3 avril 1839[221].
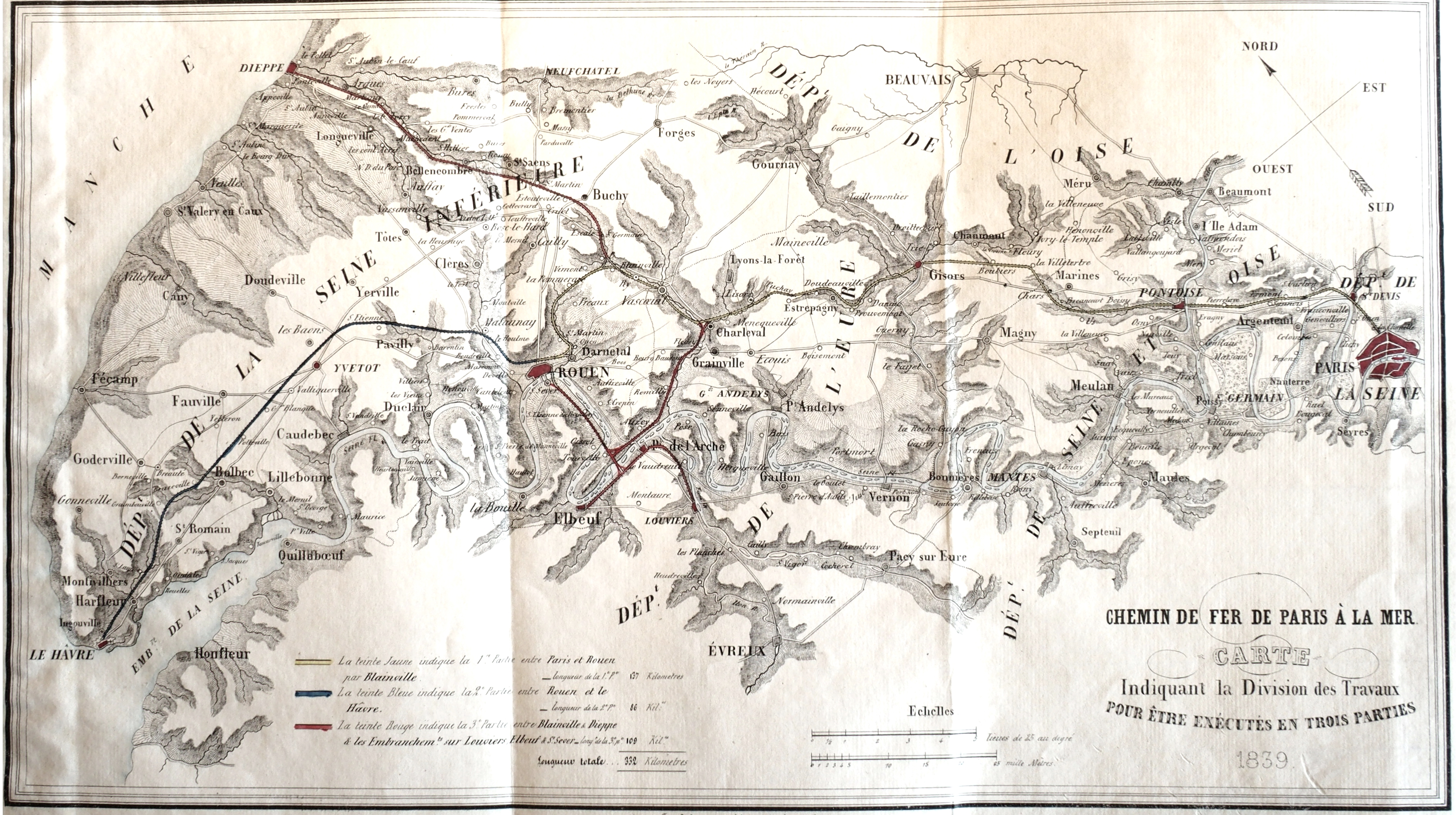
Carte annexée à l'Exposé.

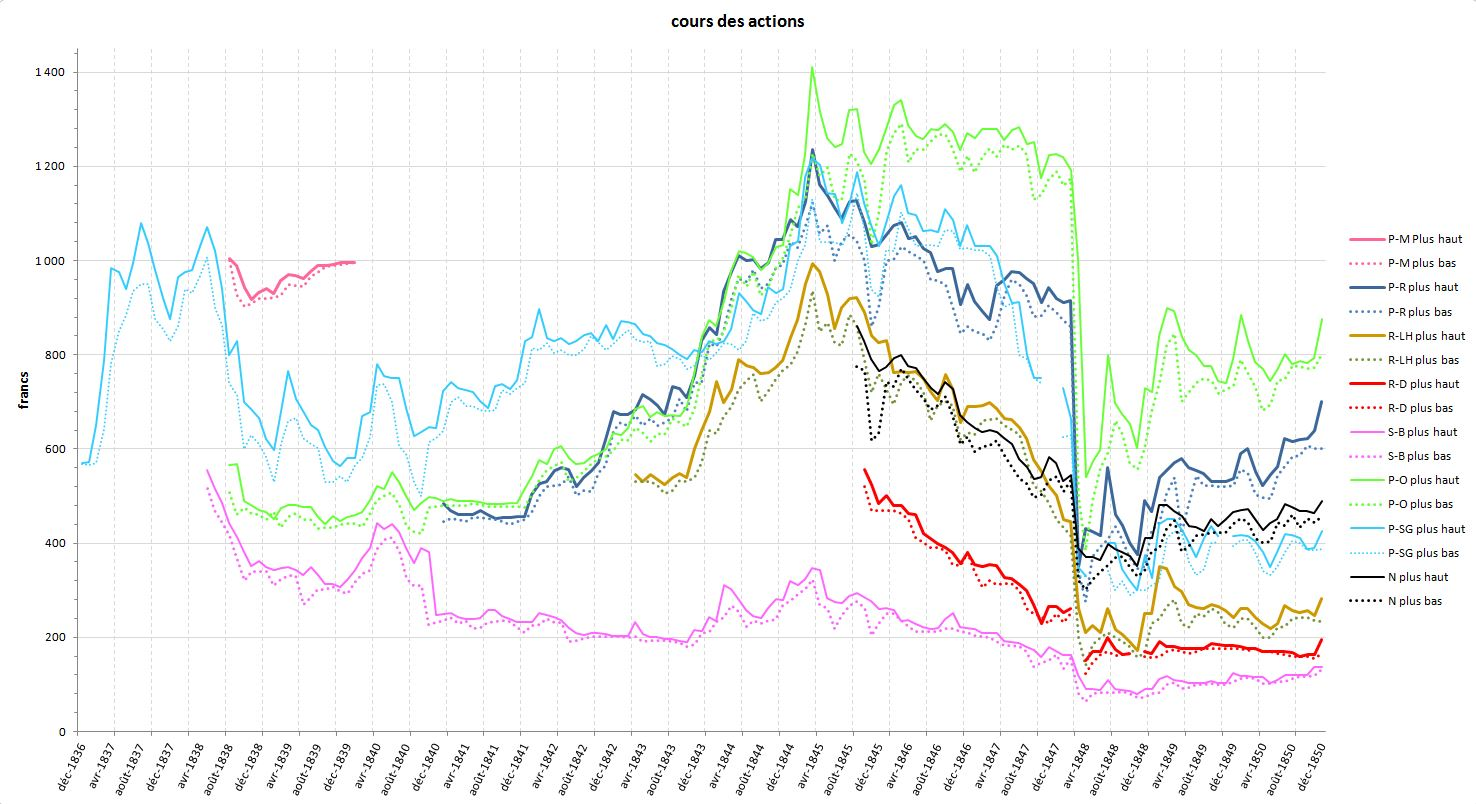
Cours des actions de chemins de fer (1837-1850).
P-M=Paris à la Mer; P-R=Paris-Rouen ; R-LH=Rouen-Le Havre ; R-D=Rouen-Dieppe ; S-B=Strasbourg-Bâle ; P-O=Paris-Orléans ; P-SG=Paris-Saint Germain ; N=Nord

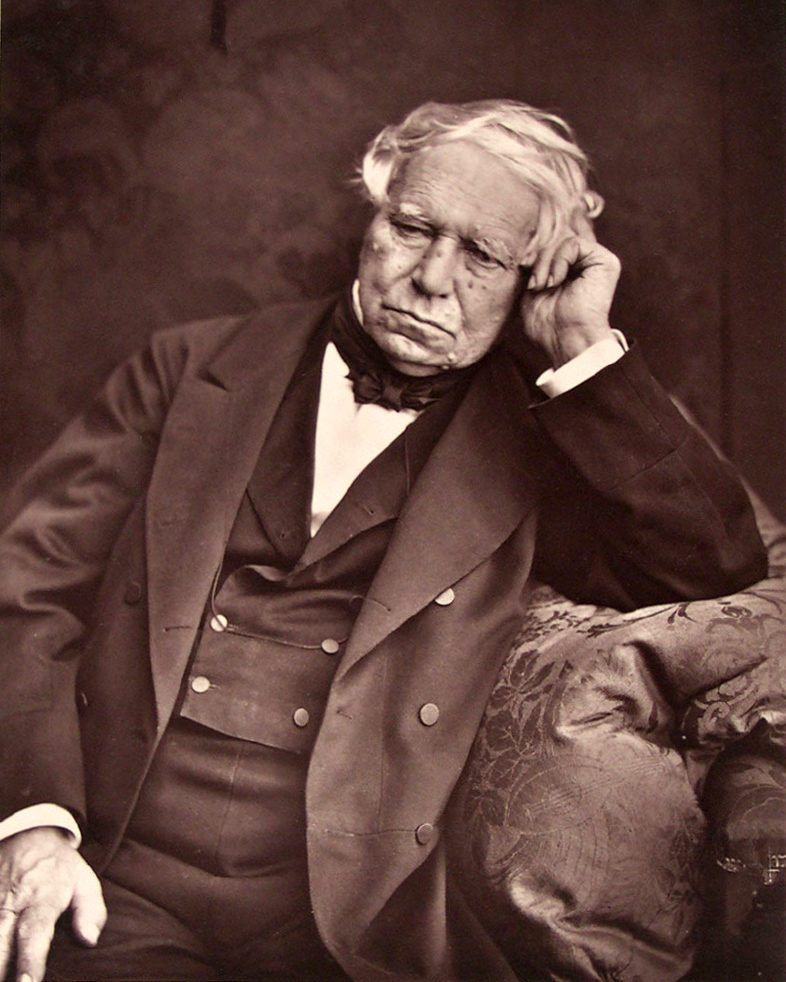
Jules Armand Dufaure.

Les discussions avec le gouvernement sont retardées par une longue crise politique au printemps 1839 ; le ministère Molé est défait lors des élections de mars et ce n’est qu’à la mi-mai qu’un nouveau gouvernement s’installe. Une fois au pouvoir, cependant, le nouveau ministère du maréchal Soult est bien disposé à l’égard de plusieurs compagnies ferroviaires en difficulté à cette époque et, en trois semaines environ, un accord est conclu avec la compagnie. Le 10 juin, Dufaure, le nouveau ministre des Travaux publics, présente aux Chambres une demande de modification du cahier des charges de plusieurs compagnies, à commencer par le Paris– Le Havre. Il propose d’assouplir le cahier des charges pour permettre à la compagnie de concentrer ses ressources sur une section de ligne réduite ; ses liquidités totales semblent suffisantes pour compléter la section jusqu’à Pontoise. La réponse à ces propositions, tant à l’intérieur qu’à l’extérieur du parlement, est largement défavorable ; la compagnie n’a pas respecté ses engagements et les garanties personnelles de ses financiers se sont révélées sans valeur. Une commission de la Chambre des députés, qui rend son rapport à la fin juin, recommande le rejet du projet de loi du gouvernement. Toutes les raisons de l’octroi de la concession en 1838 ont disparu ; un tarif bas, un soutien financier substantiel, des normes techniques élevées et un tracé validé. La commission estime que la dissolution de cette compagnie n’a pas pour effet de retarder sérieusement la construction du chemin de fer qui n’est nullement assurée par le projet de loi, ni de discréditer l’idée de chemins de fer financés et construits par des entreprises privées. Ce point de vue n’est pas désintéressé ; depuis quelques mois, les partisans de la ligne par la vallée, et en particulier ceux de Rouen, ont observé les difficultés de la compagnie. Victor Grandin, député d’Elbeuf s’exprimant au nom du conseil municipal de Rouen, fustige à la fois la compagnie et les Ponts-et-Chaussées ; l’État n’a pas à venir en aide à une compagnie privée défaillante et les ingénieurs des Ponts-et-Chaussées renouvellent maintenant, après les erreurs dans les devis des canaux entamés en 1820 (« plan Becquey »), leur incompétence dans les devis des chemins de fer.
En définitive, conformément aux dispositions de la loi du 1er août 1839, la compagnie demande au ministre d’être déchargée de sa concession. Le traité de liquidation de la société intervient le 18 août,. Les actionnaires sont remboursés pour 30 % en espèces et pour le reste en inscription de rente de l’État,.
En décidant de suspendre la construction en novembre 1838, la compagnie s’est exposée à une attaque de ses rivaux de Rouen. Ce manque évident d’engagement à poursuivre le projet ferroviaire malgré les obstacles a été très utile pour ses ennemis et décourageant pour ses propres soutiens. Elle a commis d’autres erreurs tout aussi graves. Le projet est entrepris à l’été 1838 avec un soin insuffisant ; l’optimisme est sans bornes, la bourse à son apogée et les bailleurs de fonds de la compagnie inexpérimentés. Les initiateurs du projet auraient pu obtenir un tarif plus élevé en 1838, et peut-être des dispositions plus libérales pour sa modification, mais ils les ont refusées lorsqu’on leur a offert. Aucune attention n’a été accordée à la question des coûts de construction en mai et juin 1838, et on s’est entièrement fié aux estimations de Defontaine alors anciennes de quatre ans. Le prix du fer a considérablement augmenté depuis 1835, les rails de 30 kg/m au lieu de 20 kg/m sont devenus la norme, les locomotives sont devenues plus imposantes et le prix du terrain a doublé pour les chemins de fer. Une partie de l’augmentation des coûts est due à la sous-estimation par Defontaine de certaines fournitures nécessaires.
En quelques mois, on n’entendit plus parler de cette triste affaire, à l’exception des plaintes des bateliers de l’Oise concernant l’obstruction causée par les deux piles du pont délaissées et abandonnées.

## Compagnie du chemin de fer de Paris à Rouen (1840-1855)
L’échec de la compagnie des plateaux devenu définitif, les partisans de la ligne par la vallée de la Seine reprennent campagne en faveur de leur solution. Le chemin de fer Paris-Rouen représente la première partie du chemin de fer de Paris à la mer.

### Constitution de la société

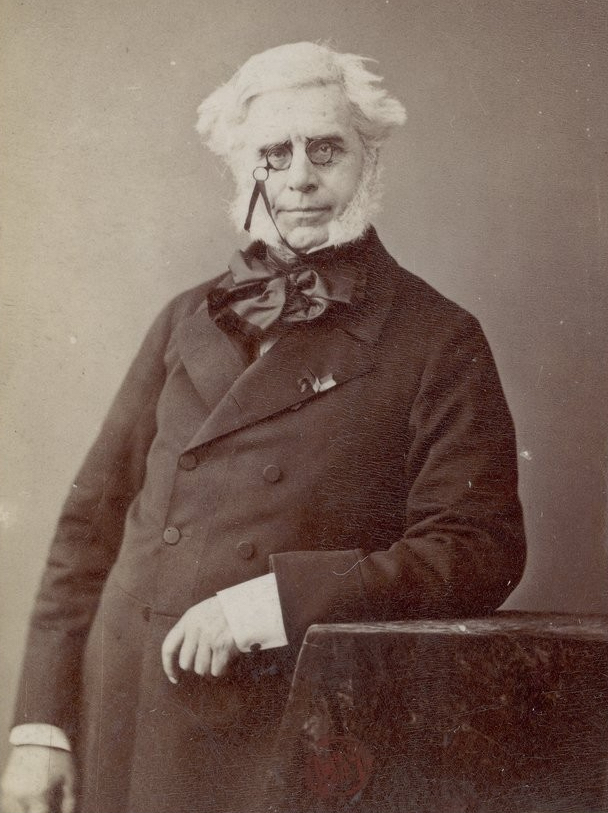
Charles Laffitte.

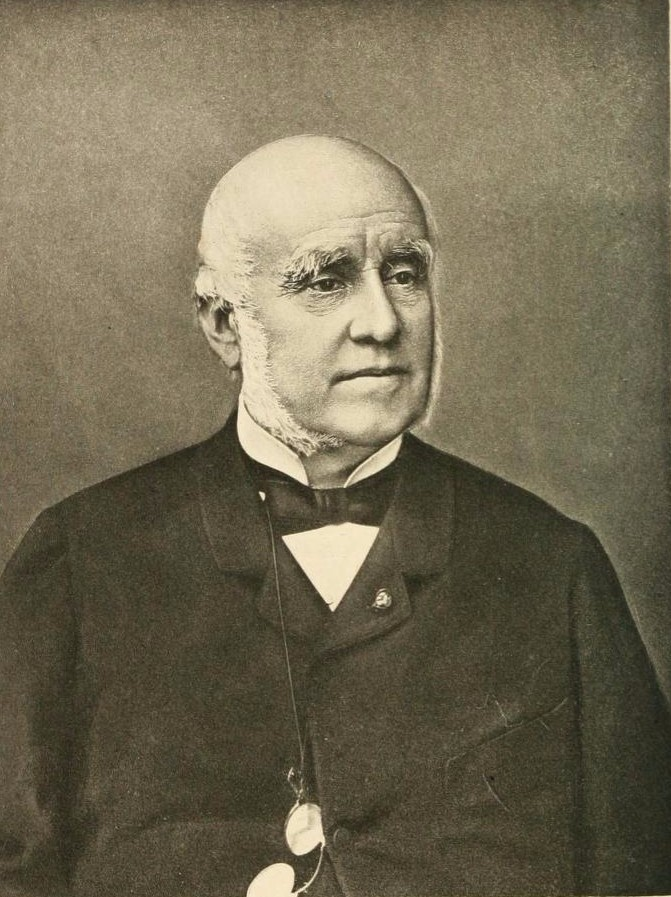
Edward Charles Blount.

Quelques semaines après le rejet par les chambres des modifications proposées au cahier des charges de la compagnie du chemin de fer par les plateaux, et quelque temps avant sa dissolution formelle, une nouvelle société s'organise pour prendre sa place. L’initiative vient d’un groupe de banquiers parisiens jusqu'alors peu important, Charles Laffitte, Blount et Cie, dont le premier associé est un neveu de Jacques Laffitte. Charles Laffitte est un partisan de la Cie Riant depuis ses débuts en 1834 et, comme ce dernier, ce groupe propose de suivre le tracé par la vallée. Il propose également de ne construire sa ligne que jusqu’à Rouen.

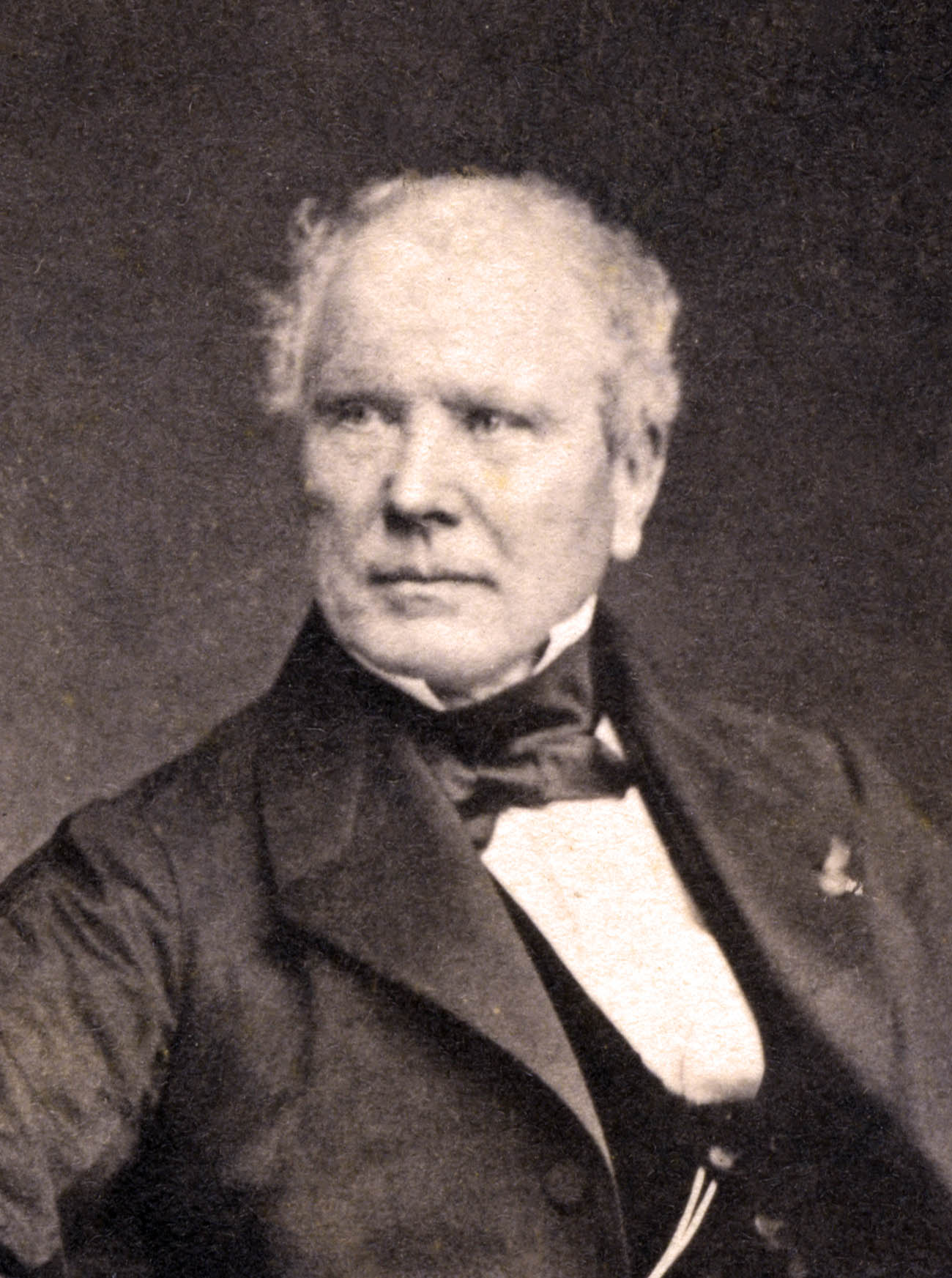
Denys Benoist d'Azy.

Au début du mois d’août 1839, Edward Blount se rend en Angleterre, rencontrant un certain nombre de personnes intéressées par les chemins de fer, à Londres, Manchester et Liverpool qui est à cette époque le centre du marché des capitaux ferroviaires en Grande-Bretagne. À Liverpool, il rencontre Charles Lawrence (en), président du Liverpool and Manchester Railway, et John Moss. En même temps, des démarches sont entreprises vers des personnalités qui ont le plus grand intérêt dans le succès d'un chemin de fer vers Le Havre ; les propriétaires du London and Southwestern Railway (L.S.W.R.) dont le terminus est à Southampton. Dans les premiers jours d'août, Charles Laffitte se rend à Londres et participe à une réunion du conseil d'administration du L.S.W.R et le convainc de soutenir son entreprise. Quelques jours plus tard, le 7 août, Laffitte s'adresse aux actionnaires du L.S.W.R. lors de son assemblée générale. Il ne fait pas appel directement à eux à ce stade pour obtenir des fonds, mais seulement pour les services d'un ingénieur. Le conseil d’administration influent du L.S.W.R., y compris son président sir John Easthope (en) décide de soutenir Laffitte et, dans les semaines qui suivent, deux de ses membres, William Chaplin (en) et William Reed, accompagne l'ingénieur Joseph Locke en France pour examiner l'itinéraire proposé et évaluer le trafic potentiel de la ligne. Les résultats de leurs réflexions sont très encourageants ; Chaplin indique que le trafic entre Paris et Rouen le surprend, qu'il dépasse de loin le trafic de toutes les voies de communication dans le royaume. Lors de leur assemblée générale suivante du 29 février 1840, les administrateurs recommandent la société Laffitte comme un investissement intéressant. Laffitte et Blount disposent d'un solide soutien financier et de la compétence technique pour aller de l'avant rapidement dans leur projet ; Jaubert, nouveau ministère des Travaux Publics, est entièrement rassuré sur ces points par Guizot, l'ambassadeur à Londres : 

« Les capitalistes anglais impliqués « sont parmi les meilleurs titres financiers que ce pays puisse offrir. » (...) « l'un d'entre eux, M. Easthope, est propriétaire du Morning Chronicle et député à la Chambre des communes. Sans référence immédiate au chemin de fer de Rouen, il est bon d'être en termes amicaux avec lui. »

— Francois Guizot, An Embassy to the Court of St. James in 1840 (London, 1862).
 De même : 

« En 1840, des capitalistes anglais sollicitèrent, par l’intermédiaire de la maison Charles Laffitte et Blount, la concession du chemin de fer de Paris à la mer, et cette concession leur fut accordée le 15 juillet de la même année par des considérations politiques, et sur les pressantes recommandations de M. Guizot, alors ambassadeur à Londres. »

— Isaac Pereire, La question des chemins de fer (Paris, 1879)..
L’engagement d'investisseurs anglais en mal de placement dans les chemins de fer en Grande-Bretagne, vite surchargée de petites compagnies, vient suppléer la frilosité des capitalistes français refroidis par la crise de 1839 bien que l'arrivée massive de capitaux étrangers, en particulier de Grande-Bretagne pays concurrent de la France, ne soit pas sans susciter des craintes. Ces investisseurs sont également persuadés que la ligne sera prolongée vers Le Havre et permettra des correspondances avec les vapeurs prenant le relais du chemin de fer Londres-Southampton ouvert en 1840.
La société se constitue le 6 mai 1840 ; elle rachète les droits et études de la Cie Riant-Laffitte, mais Riant disparaît du conseil d’administration. Elle s'ingénie à écarter les demandes de prolongement vers Poissy de la ligne Paris –  Saint-Germain et adopte quasiment le tracé de Riant. La loi du 15 juillet 1840 concède à Ch. Laffitte, Blount et Cie la ligne Paris – Rouen qui s’embranche sur le Paris –  Saint-Germain au-delà d'Asnière en un point à déterminer ultériuerement.
Les statuts de la société anonyme dénommée Compagnie du chemin de fer de Paris à Rouen sont approuvés par ordonnance royale du 28 juin 1840. Le capital est de 36 MF réparti en 72 000 actions de 500 F. Selon Jacques Laffitte, à la mi-juin, environ 33 000 des 36 000 promesses d’actions disponibles à la vente en France sont vendues à quelque 1 227 souscripteurs. Un peu moins de la moitié, soit moins de 6,6 MF, est aux mains de petits souscripteurs avec une moyenne d’une dizaine chacun, le reste allant à un très petit nombre de banquiers et autres riches investisseurs. Six d’entre eux détiennent 200 actions ou plus et 18 en détiennent plus de 100. Laffitte indique également que plus de 4 800 actions sont vendues en-dehors de Paris, soit environ 13 % du total disponible en France. 2 000 actions, d’une valeur de 1 MF, sont vendues à Rouen, avec l’aide d’une garantie d'intérêt de 4 % du conseil municipal pour les dix premières années d’exploitation. La vente d'actions en Grande-Bretagne est également soutenue, et un lecteur du Railway Times rapporte de Manchester que toutes les actions disponibles sont souscrites avant même qu'un prospectus ait été vu. Les 36 000 actions offertes en Grande-Bretagne sont souscrites par un groupe d'investisseurs beaucoup plus concentré qu’en France ; il n’y a au total que 350 souscripteurs, qui sont propriétaires en moyenne de plus de 100 actions chacun. Easthope, Moss et Chaplin, par exemple, en auraient pris respectivement 1 783, 1 145 et 1 000. La part des capitaux anglais dans la compagnie est de 52 %. Ces investisseurs britanniques sont confiants d'obtenir un rendement élevé sur leurs actions, et apparemment moins préoccupés par le risque que les investisseurs français.
Le conseil d’administration (art. 27 des statuts) est composé notamment de Jacques Laffitte, Charles Laffitte, Edward Blount, Denys Benoist, Charles de Kersaint, Casimir de L'Espée, John Moss, William Chaplin, Charles Lawrence, John Easthope, John Masterman. La composition du conseil d’administration reflète le partenariat franco-britannique ; trois banquiers, dont un Anglais (Blount), des députés ou futurs députés français, des entrepreneurs britanniques (John Moss, Willam Chaplin, John Easthope). Adolphe Thibaudeau est le directeur général de la compagnie ; il a été impliqué dans la compagnie du canal maritime et a joué un rôle considérable dans les négociations avec le gouvernement en 1839 et 1840. Les deux autres dirigeants de la compagnie viennent tous deux du London and Southwestern Railway ; William Reed, secrétaire de la compagnie qui est par la suite devenu le douzième directeur, et Joseph Locke, ingénieur-en-chef.

L’apport de capitaux britannique n’est pas sans conséquence dans la confiance retrouvée dans les investissements ferroviaires en France. En effet, en l’absence de cette ligne « franco-britannique » le rythme de la construction de chemins de fer durant toutes les années 1840, aurait pu être considérablement ralenti. C'est pourquoi le gouvernement et les milieux d'affaires, à quelques exceptions près, se sont félicités de l'intervention britannique. 

« J'éprouve une vive satisfaction de voir enfin en bon train d'exécution une entreprise de cette importance ; le fait de l'alliance des capitaux anglais aux nôtres est considérable, et du meilleur augure pour le développement de nos grands travaux publics »

— Hippolyte Jaubert, lettre à Guizot, 1840.
 La Chambre des députés et la Chambre des Pairs ont exprimé la même satisfaction en voyant des capitaux anglais « venir solder un travail français. » Une semaine avant la signature du Traité secret de Londres, le 15 juillet 1840, le rapporteur de la commission de la Chambre des Pairs indique ;

« Cette union des capitaux de la France et de l'Angleterre, pour concourir à une entreprise qui doit rendre plus intimes les relations commerciales des deux pays, est d'un heureux augure pour la continuation de cette alliance qui fait marcher ces deux grandes nations, en prêtant un mutuel appui, à la tête de la civilisation, et qui en assure le progrès en consolidant la paix du monde »

— Marquis de Laplace, Chambre des Pairs, séance du mardi 7 juillet 1840.
Même après que le traité de Londres soit connu de tous, et malgré l'affront diplomatique qu'il fait à la France, le gouvernement de Thiers fait tout son possible pour faciliter la participation britannique. Le dépôt d’une caution de 10 % du capital souscrit en Grande-Bretagne a pu être déposé à la Banque d’Angleterre et un délai généreux est fixé pour son transfert éventuel à la France.

### Tracé

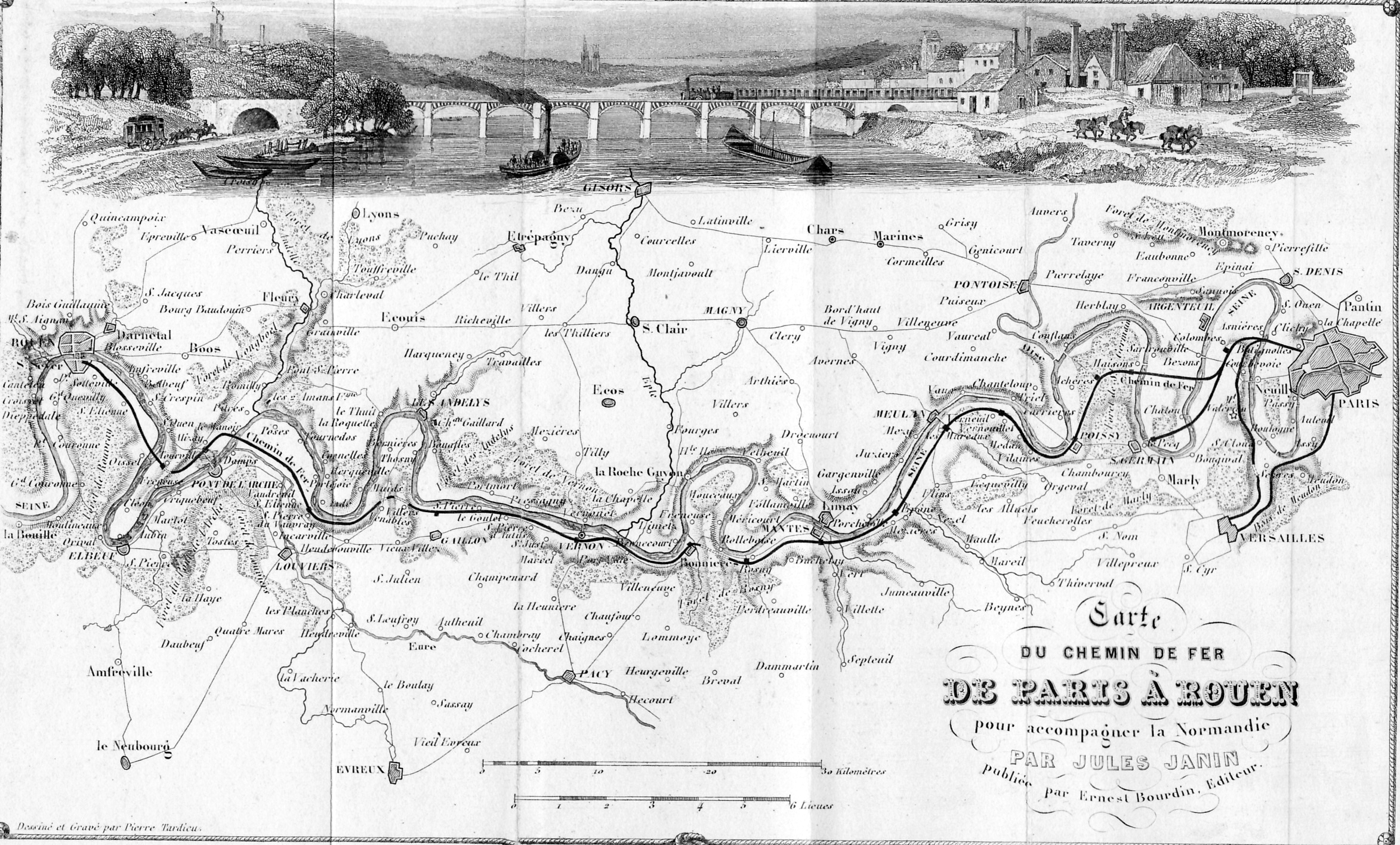
Carte du chemin de fer de Paris à Rouen,

La ligne longue de 127 km débute à Colombes, sur le Paris – Saint-Germain, se poursuit jusqu’à Poissy, traverse la forêt de Saint-Germain et longe la Seine sur la rive gauche. La ligne passe Mantes, l’éperon de Rolleboise et le contrefort de Venables. Elle traverse la Seine aux Damps et longe sa rive droite, franchit le col de Tourville et traverse à nouveau la Seine à Oissel pour arriver au quartier Saint-Sever à Rouen.

### Travaux

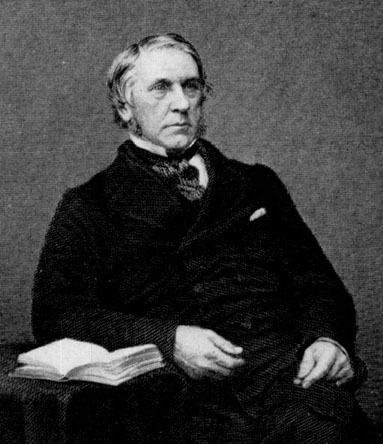
Portait de Joseph Locke.

La construction de la ligne n’est pas l'œuvre de la compagnie mais, selon une pratique alors courante en Grande-Bretagne, confiée, après mise en concurrence et par contrat de gré à gré à leurs propres frais, risques et périls sous la surveillance de l’ingénieur en chef de la compagnie, à des entrepreneurs,.
Deux entrepreneurs anglais, sollicités par l'ingénieur-en-chef Joseph Locke, obtiennent quasiment tous les lots : William Mackenzie et Thomas Brassey,.

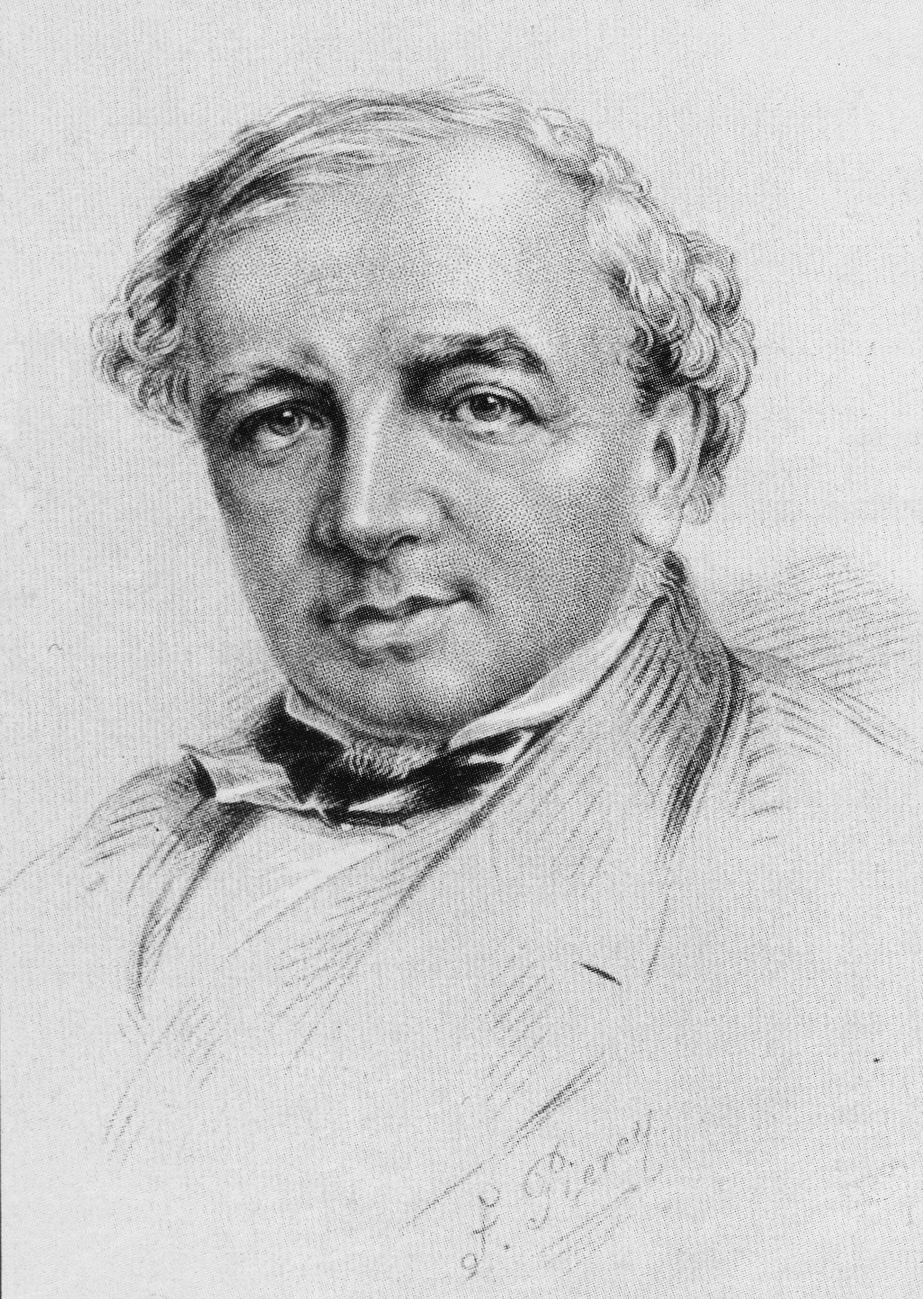
Portrait de Thomas Brassey âgé d’une quarantaine d’années.

Seuls les lots correspondant aux ponts d’Oissel et du Manoir sont adjugés à l’entrepreneur Colvée. Les entreprises françaises n’ont pas encore acquis l'expérience nécessaire des chantiers ferroviaires de cette importance pour rivaliser avec les Britanniques (tranchées, tunnels, ponts au-dessus d’un fleuve).
Les travaux débutent en janvier 1841. Plus de 7 500 parcelles sont acquises dans 48 communes, presque en totalité à l'amiable. En décembre 1841, les ¾ des terrains nécessaires sont acquis. Le coût total du terrain sur le Paris-Rouen est supérieur à 5,6 MF, soit environ 44 000 F/km, un chiffre élevé pour les chemins de fer construits à cette époque.
Près de 10 000 ouvriers d’une douzaine de nationalités, dont la moitié Anglais et Irlandais plus expérimentés, sont employés sur les chantiers. La présence d’ouvriers étrangers, anglais en particulier, n’est pas sans soulever des rivalités et de l’animosité avec les ouvriers français et la population locale. Avant 1841, la France n’a guère eu l'occasion de mobiliser une main-d’œuvre expérimentée dans la construction de chemins de fer, et pas plus tard qu’en 1837, la troupe a été utilisée pour aider à la construction des chemins de fer près de Paris. Le manque de professionnalisme des travailleurs français était proverbial en Angleterre et, au début, ils ne sont employés qu’aux tâches les plus simples ; remplir et transporter des chariots de terre. Ils ne reçoivent que la moitié du salaire perçu par les terrassiers britanniques. C’est mieux que les salaires agricoles locaux d’environ 1,80 F, et à peine inférieur à la moyenne des salaires dans l'industrie au début de 1841.
Quatre souterrains au gabarit anglais sont construits, tunnel de Rolleboise (2 612 m), tunnel du Roule (1 726 m), tunnel de Venables (404 m) et tunnel de Tourville-la-Rivière (500 m), ainsi que cinq ponts sur la Seine, à Maisons-Laffitte (quatre arches en bois reposant sur des piles maçonnées), Bezons (idem), Le Manoir (idem), Oissel et Tourville-la-Rivière.
Les gares sont l’œuvre de l'architecte britannique William Tite dans un style néo-classique,. La gare terminus à simple rez-de-chaussée de Saint-Sever à Rouen s’inspire de l’architecture italienne.
La voie comporte deux voies. À 30 kg/m linéaire, le Paris – Rouen nécessite à lui seul plus de 15 000 tonnes de rails, soit environ la moitié de la production annuelle nationale totale, alors que plusieurs autres lignes sont en construction, dont le Paris – Orléans. Toutes les usines capables de les fabriquer (Le Creusot, Alès et Decazeville) sont, en outre, très éloignées du chantier de construction du chemin de fer par la route, le fleuve et la mer. Les rails sont importés d'Angleterre mais aussi acquis auprès de la fonderie Navarre à Évreux. Ils sont achetés pour seulement 7 £/t (175 F), mais les frais de transport et les droits de douane en ont ajouté 8 £ (200 F). Le prix total (375 F) est donc peu différent de celui qui aurait été payé en France, soit environ 380 F/t. Le coût total des rails du Paris – Rouen en octobre 1844 est de 9,3 MF, soit environ 72 400 F/km.

L’expérience des ouvriers anglais ainsi que la maîtrise des techniques de construction qui ont fait leur preuve outre-Manche permettent d’achever la construction de la ligne en trois ans, soit deux ans avant le délai fixé par le cahier des charges. Bien que n’empruntant pas à la tradition de monumentalité des ingénieurs des Ponts-et-Chaussées, les travaux et ouvrages d'art construits selon le mode d’exécution anglais n’en sont pas moins aussi solides et moins coûteux : 

« ...et je ne ferai aucune allusion aux bruits qui ont circulé quelquefois sur l'insuffisance de quelques-uns de ces travaux, si ce n’est pour déclarer que quoique ces ouvrages puissent n’être pas d'une apparence aussi massive et aussi coûteuse que celle d’autres travaux publics de ce pays, ils seront exécutés dans les limites de nos premières évaluations, et je n’hésite pas à garantir qu’après leur exécution ils seront réparés et maintenus pour une somme moins considérable qu’aucun autre ouvrage semblable en France et en Angleterre. »

— Joseph Locke (assemblée générale des actionnaires du chemin de fer de Paris à Rouen, 30 août 1842).

« Un chemin de fer est par lui-même un grand monument ; son luxe c'est son utilité. »

— A. Thibaudeau (Ibid.).
Le coût final de la construction à l’arrêté des comptes en 1850 est de 68 MF :

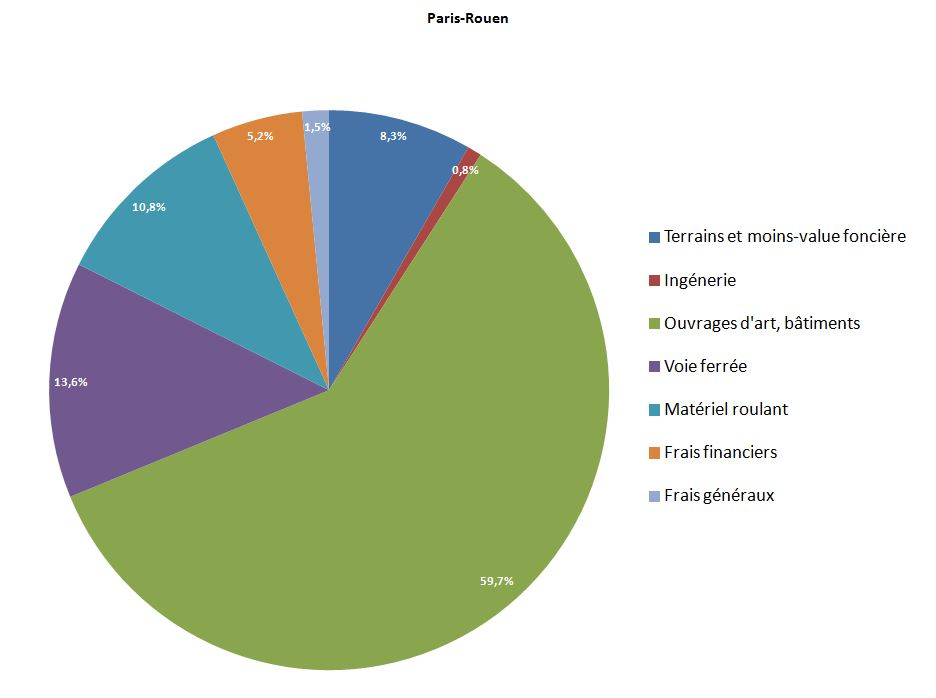
part (en %) de chaque dépense dans le total des dépenses d'investissement du Paris-Rouen (68 MF).

- Recettes

| Avoir (72 000 actions à 500 F) | 36 000 000 F |
| Prêt de l'État à 3 %           | 14 000 000 F |
| Prêt de 1845 à 4 %             | 6 000 000 F  |
| Prêt de 1847 à 5 %             | 5 000 000 F  |
| Prêt de 1849 à 4 %             | 3 000 000 F  |
| Prêt de l'État en 1844 à 3 %   | 4 000 000 F  |
| TOTAL                          | 68 000 000 F |

- Dépenses

| Terrains et moins-value foncière | 5 639 177 F  |
| Ingénierie                       | 558 305 F    |
| Ouvrages d'art, bâtiments        | 40 598 503 F |
| Voie ferrée                      | 9 271 551 F  |
| Matériel roulant                 | 7 356 558 F  |
| Frais financiers                 | 3 564 310 F  |
| Frais généraux                   | 1 050 122 F  |
| TOTAL                            | 68 038 526 F |

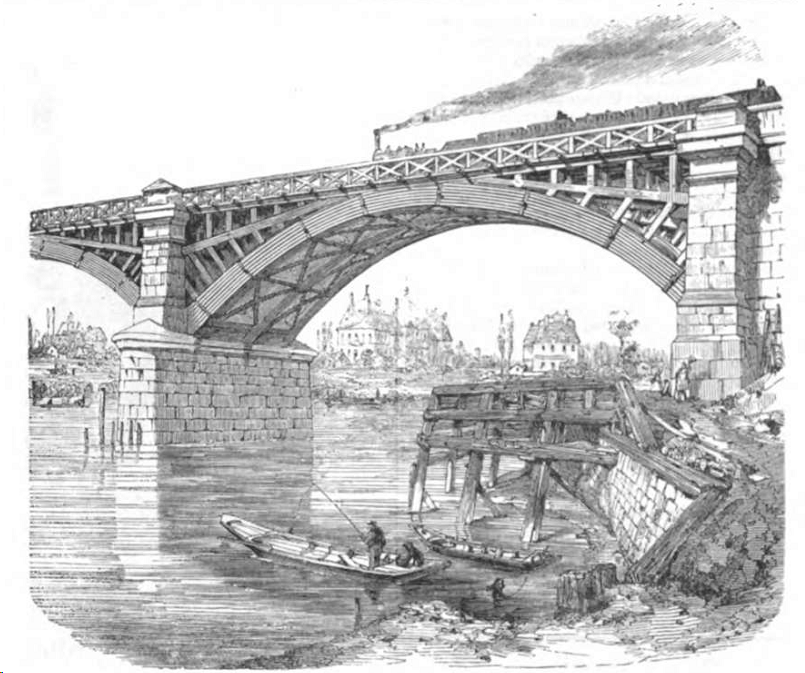
Pont ferroviaire de Maisons (1843).
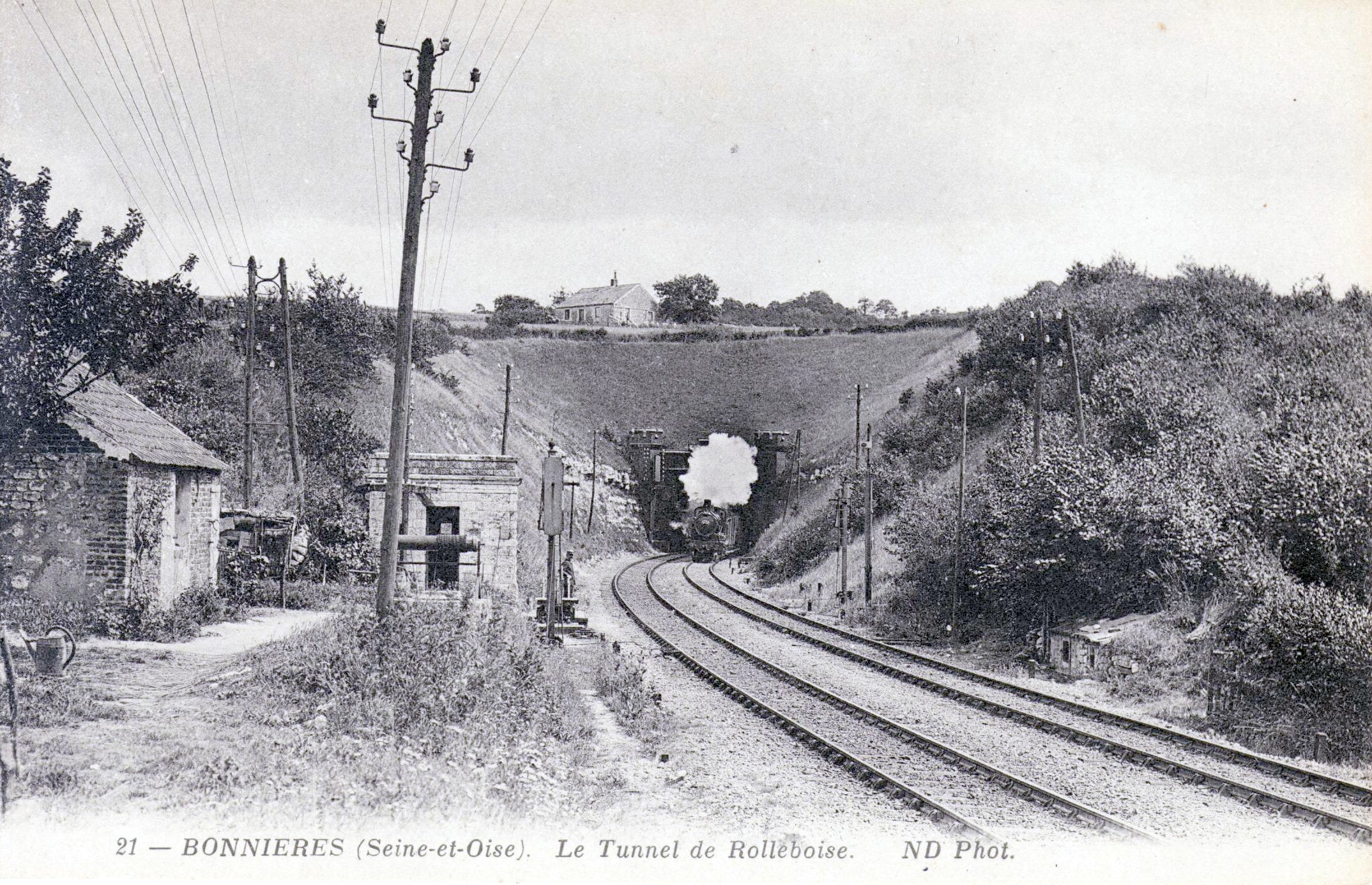
Tunnel de Rolleboise à Bonnières dont le portail est encadré de deux tours crénelées dans le style néo-Tudor.
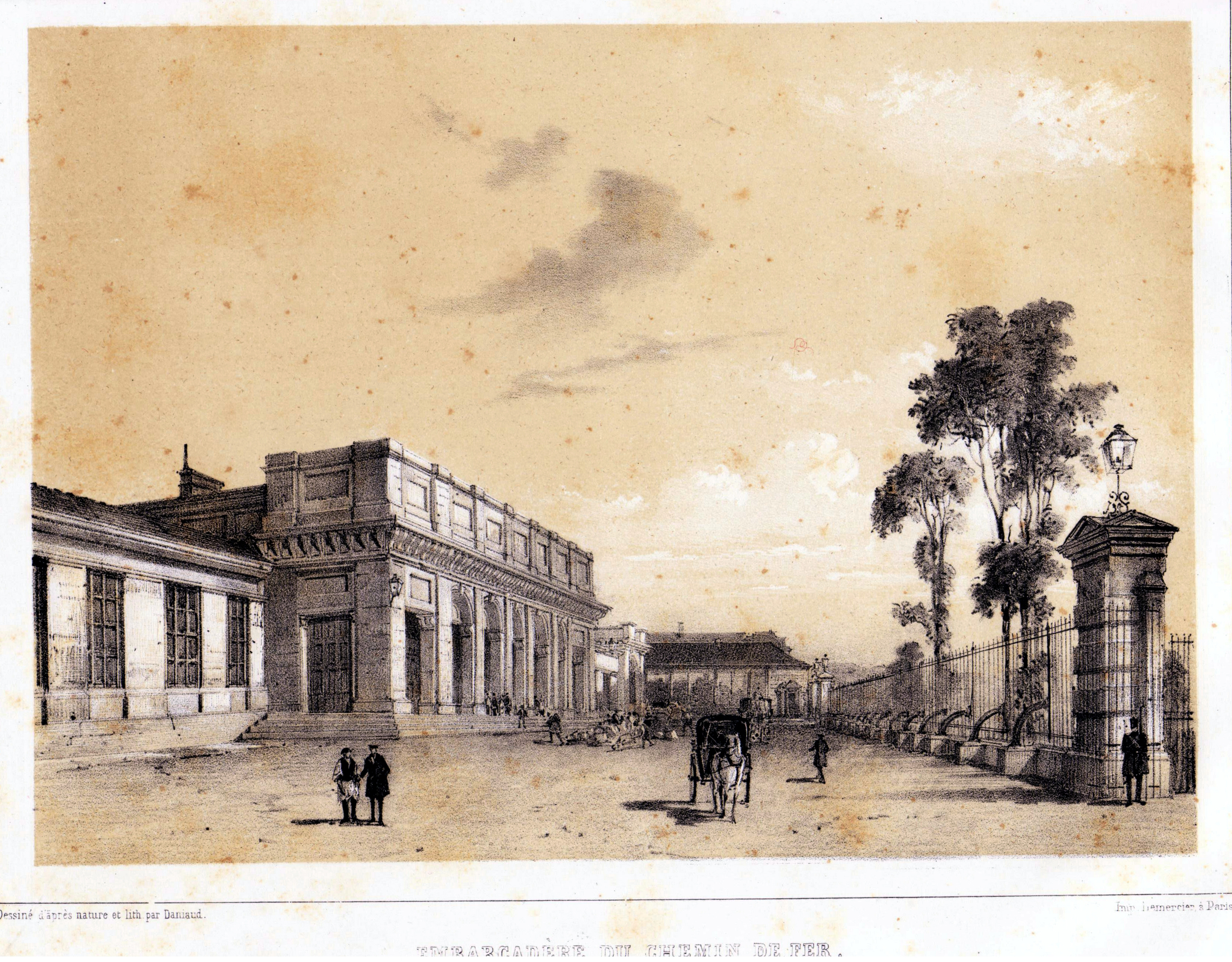
Débarcadère du chemin de fer à Rouen (anciennement gare de Rouen-Saint-Sever).
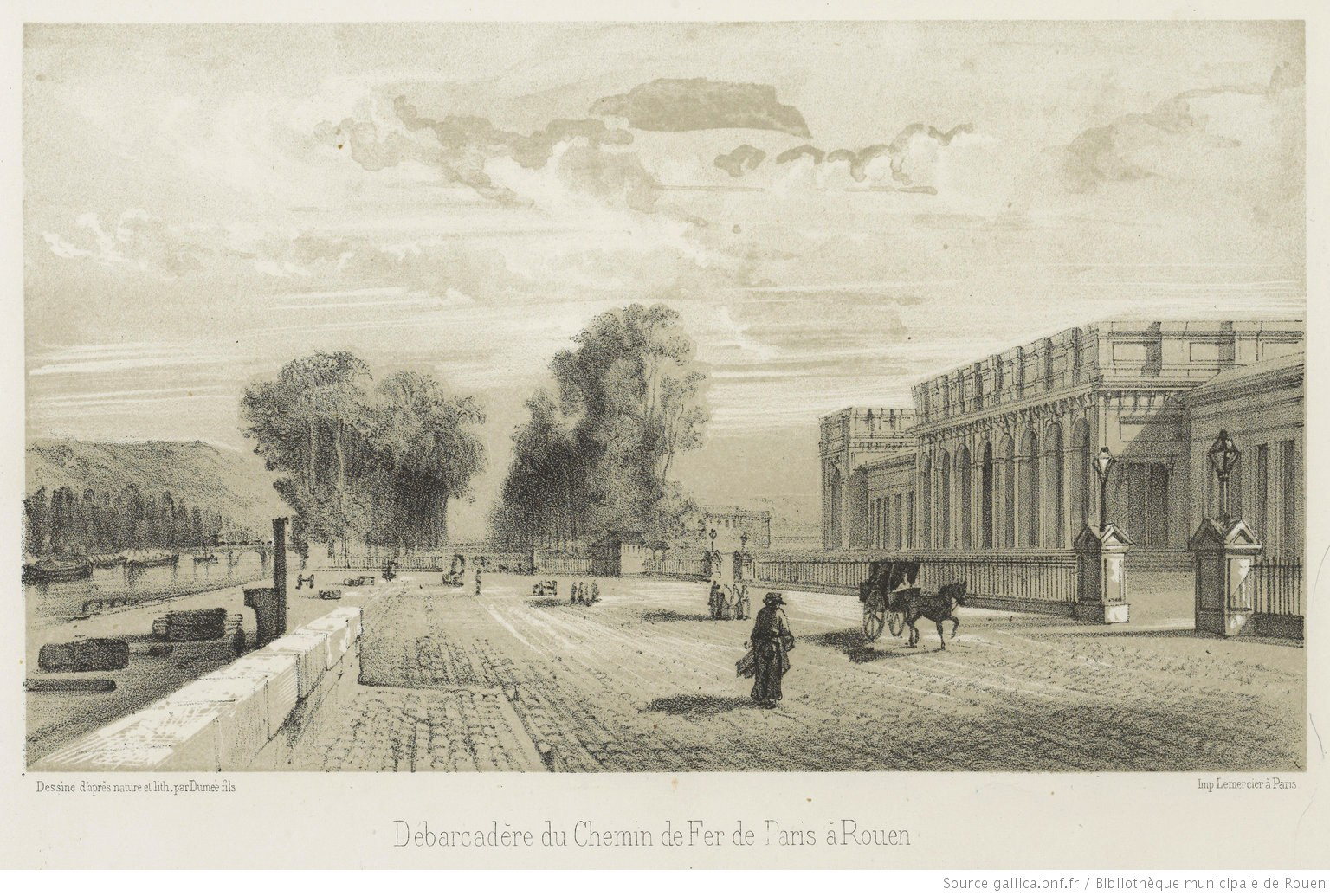
Débarcadère du chemin de fer à Rouen.
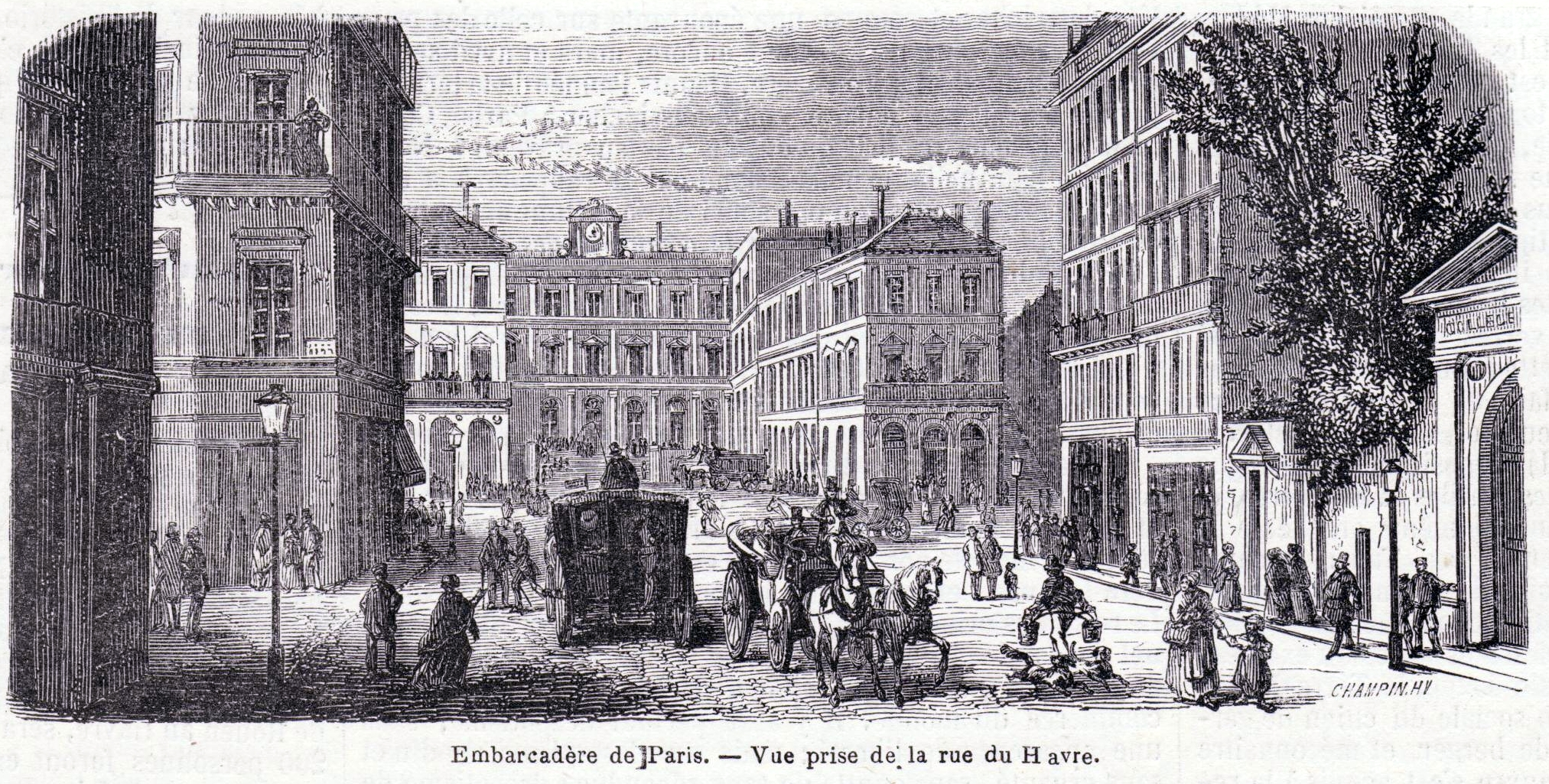
Au fond de l'image, la gare Saint-Lazare vue depuis la rue du Havre.

### Inauguration
Un premier train d’essai parcourt la ligne non complètement achevée fin septembre 1842. L’inauguration fastueuse a lieu le 3 mai 1843, trois jours après celle du Paris – Orléans. Deux convois partent de Paris ; le second transporte les membres du gouvernement ainsi que les ducs de Nemours et de Montpensier, fils du roi Louis-Philippe. Le trajet dure 4 h 10 min. À Rouen, un banquet est offert par la compagnie tandis que les indigents de la ville se voient remettre la somme de 1 000 F par le conseil d’administration. À l'issue du repas, le clergé bénit les rails. Par ailleurs, un banquet grandiose est organisé dans la propriété de Jacques Laffitte à Maisons-Laffitte. L’ouverture au public intervient le 9 mai et le 10 mai pour les marchandises de roulage. L’année suivante, le service des marchandises à petite vitesse est ouvert.

### Exploitation
Aux termes du contrat avec Mackenzie et Brassey, ceux-ci sont responsables de la maintenance de la voie l’année qui suit son inauguration. Cette obligation est renouvelée pour une nouvelle période de sept ans en 1844 et 1851.

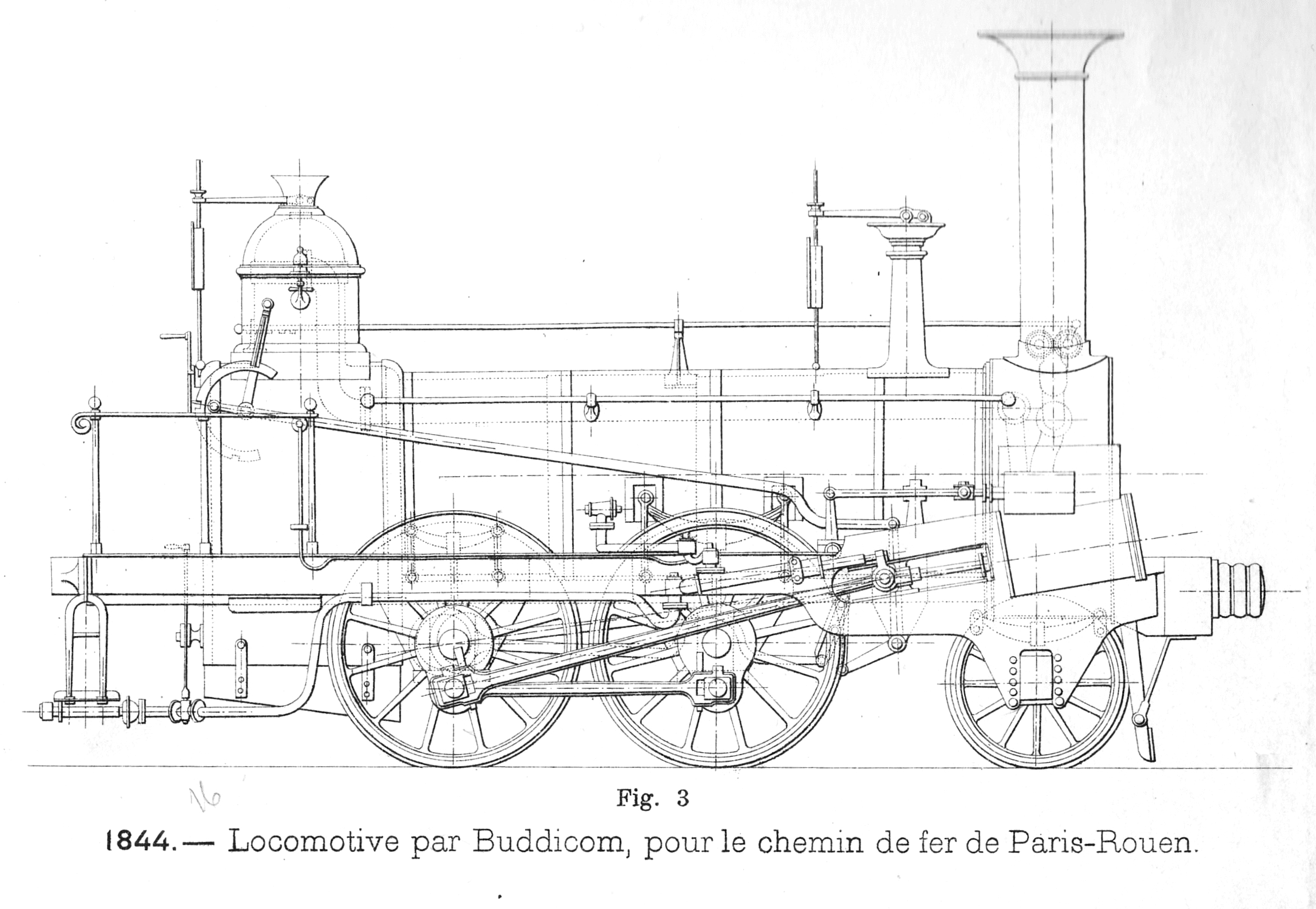
Locomotive Buddicom type 120.

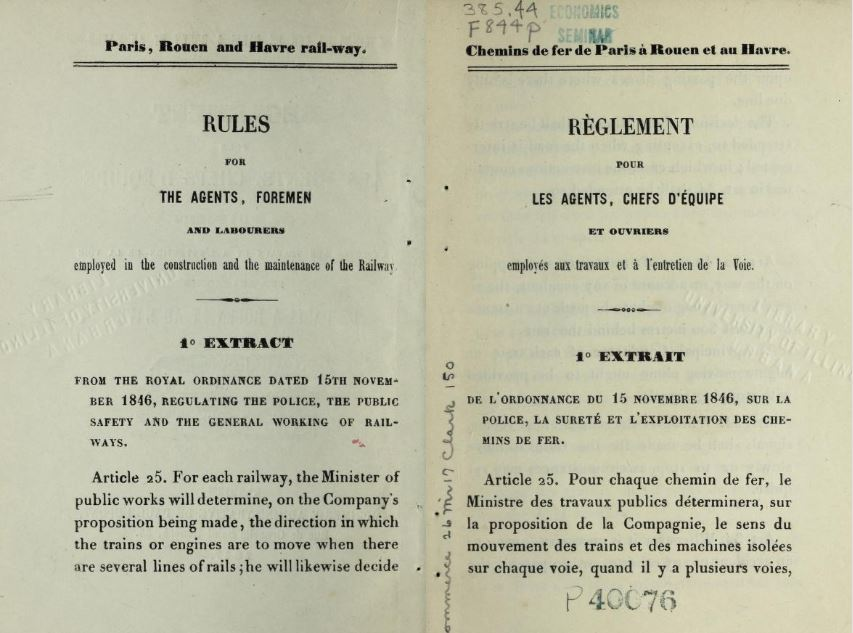
Règlement anglais-français de 1847 pour les agents, chefs d'équipe et ouvriers du chemin de fer de Paris à Rouen et au Havre.

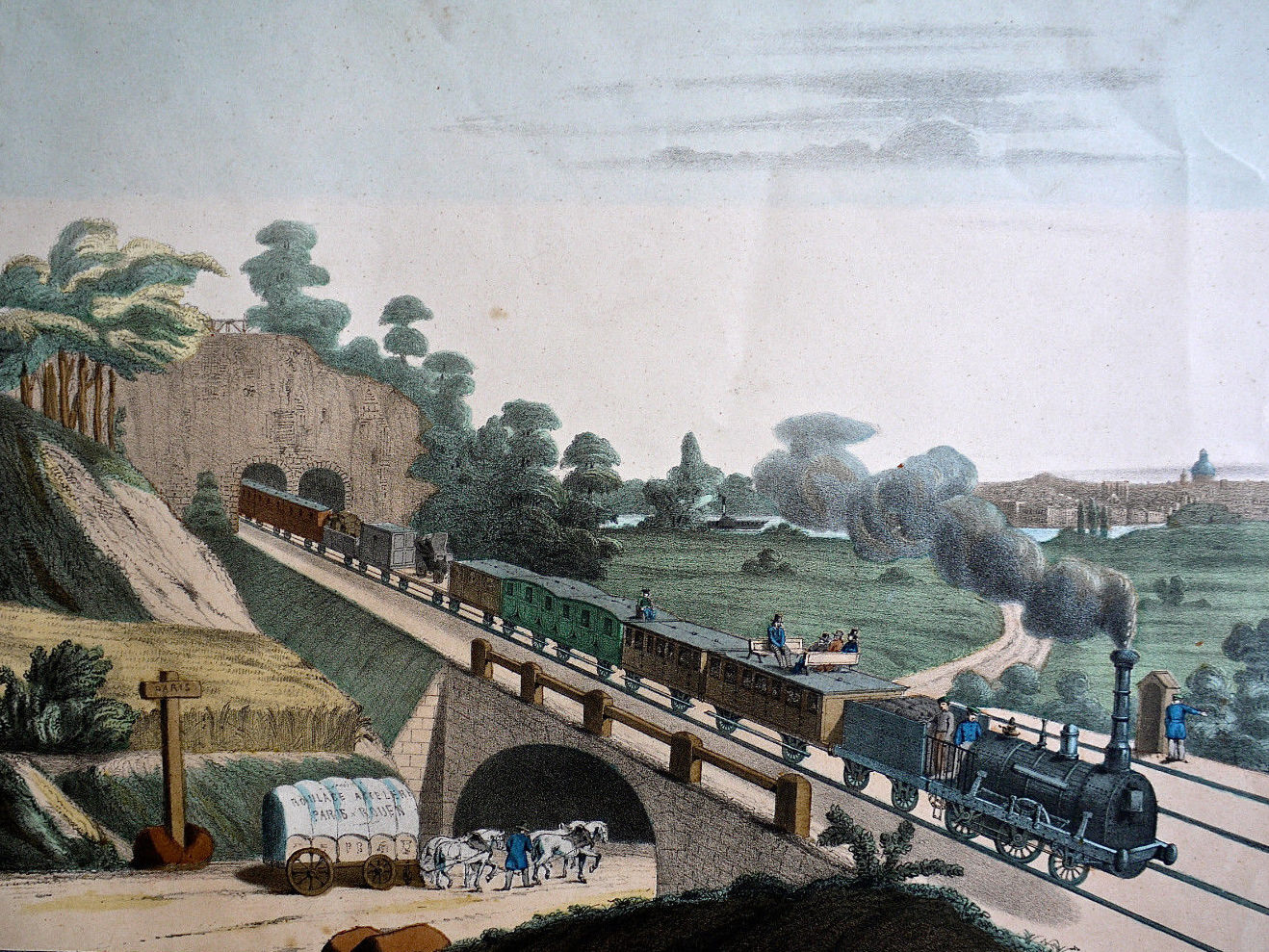
Image populaire de l'époque (1848). Le chariot porte l’inscription roulage accéléré / Paris Rouen.

Pour le matériel, la compagnie est confrontée au faible nombre et à l’inexpérience des constructeurs français de locomotive (Hallette, Cie d'Anzin, Schneider, J.-J. Meyer, A. Kœchlin, Stehelin) en comparaison de la situation de l'industrie ferroviaire puissante en Grande-Bretagne qui fournit déjà une grande partie des locomotives circulant en France. Mais plutôt que d’importer des locomotives anglaises dont le coût sera grevé de taxe d'importation, la compagnie, sans doute sous l’influence de Locke, projette de créer une usine de construction de locomotive. Locke persuade les ingénieurs William Allcard et William Barber Buddicom, responsables des ateliers du chemin de fer du Great Junction Ry., de venir s'installer en France. Selon une pratique courante en Grande-Bretagne, un contrat est passé entre la compagnie et la société Allcard Buddicom et Cie, nouvellement formée, pour la fourniture de 40 locomotives, 120 voitures de 2e classe, 200 wagons mais aussi, durant six ans, pour la traction des convois et l’entretien du matériel circulant sur la ligne,. La société emploie ses propres mécaniciens. La construction des 36 voitures de 1re classe est confiée aux Messageries générales,.
L’usine est créée en août 1841 à Rouen, au Petit-Quevilly dans l’ancien couvent des Chartreux proche de la Seine pour réceptionner aisément les matériaux de construction nécessaires (charbon, produits métallurgiques venant en grande partie d’Angleterre). Elle est complétée d’une scierie à Rouen même. Les premiers matériels (locomotives et voitures) sont livrés en 1842. Les locomotives sont de type « Crewe engine » (ou parfois à tort « Allan type ») couramment dénommé en France « Buddicom ». Ces locomotives sont de type 111 à essieux indépendants pour la traction des trains voyageurs et de type 120 à deux essieux couplés pour la traction des trains de marchandise. En l’absence de raccordement avec la ligne Paris-Rouen, la livraison du matériel s’effectue par convois hippomobiles entre l’usine et la gare de Saint-Sever. Pour y remédier, et faire face à l’augmentation de la production qui nécessite des ateliers plus vastes, l’usine des Chartreux est déplacée en 1845 à Sotteville-lès-Rouen,,,.

Pour l'emprunt des voies du Paris – Saint-Germain jusqu'à Colombes, la compagnie du Paris – Rouen verse à la première, aux termes d’un traité passé le 8 mai 1840, un péage en fonction de la nature du transport (voyageur, houille, autre marchandise) et de la longueur du parcours. Le traité interdit tout cabotage du Paris – Rouen entre Paris et Colombes. Les récriminations entre les deux compagnies ne cessent pas pour autant ; le Paris – Saint-Germain estime perdre des voyageurs au Pecq qui antérieurement prenaient les bateaux à vapeur pour la vallée de la Seine, le Paris – Rouen estime que la réalisation du chemin de fer atmosphérique entre Le Pecq et Saint-Germain lui fait perdre une clientèle se dirigeant vers Poissy, Meulan et Mantes. À cela s’ajoutent des réclamations pour l’attribution d’installations indépendantes à la gare Saint-Lazare pour laquelle le tribunal de commerce de Paris donne raison au Paris – Rouen, de l’accès aux voies de la gare marchandise des Batignolles sans avoir à croiser les voies du Saint-Germain, etc. Finalement, des arrangements sont trouvés pour satisfaire les deux parties. Le péage versé par le Paris – Rouen, dont le montant correspond environ à 7 % de ses recettes, représente près de 20 % des recettes du Paris – Saint-Germain.

« Avec une part de péage atteignant 40 % [Paris–Rouen et Paris–Versailles RD], la Compagnie du Saint-Germain, apparaît bien bénéficier d’un régime économique assez exceptionnel »

— Georges Ribeill, « Le principe du libre parcours sur les premiers chemins de fer concédés français : fondements théoriques et obstacles pratiques », 1997.

La ligne de Paris à Rouen est le premier exemple en France d’un chemin de fer construit par des capitaux, des ingénieurs et des entrepreneurs britanniques selon des techniques nouvelles en France. 

« Que ce soit sur les ouvrages d’art, sur l’architecture ou le vocabulaire technique, l’influence anglaise est omniprésente »

— Virginie Marechal, « La construction des lignes de chemin de fer de Paris à Rouen et de Rouen au Havre (1839-1847) » in revue de l' AHICF, 1996.
 Cette expérience sera renouvelée sur le chemin de fer Rouen – Le Havre, mais également Tours – Nantes et Orléans – Bordeaux.

### Premier bilan
Le Paris – Rouen verse en moyenne 7 % d’intérêt aux actionnaires entre 1844 et 1850.

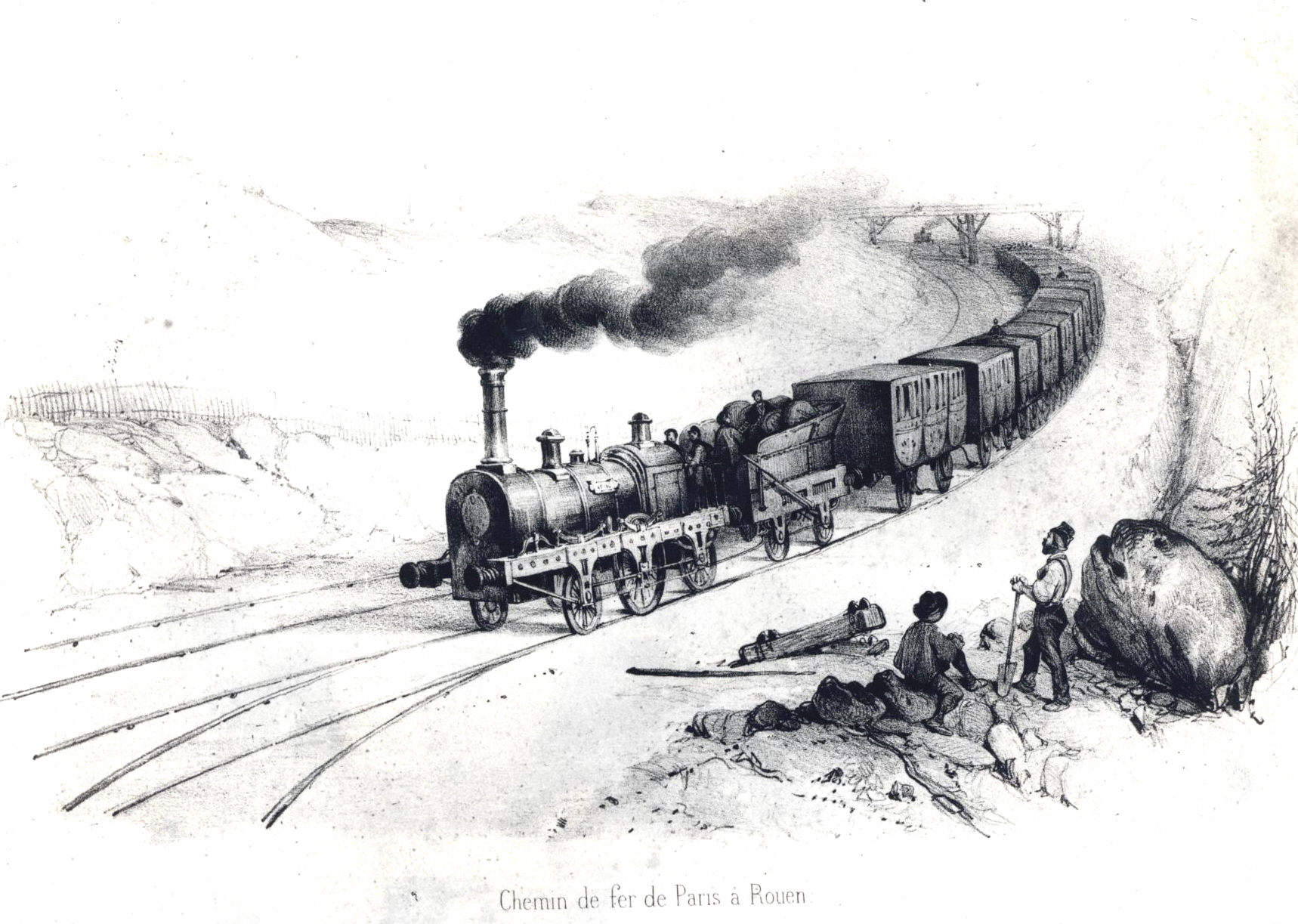
Train de voyageurs (vers 1850).

Les résultats de la compagnie frappent l'opinion :

« L'ouverture des deux nouveaux chemins de fer, dont l'un conduit à Orléans et l'autre à Rouen, cause ici une commotion que chacun partage… Toute la population de Paris forme en ce moment, pour ainsi dire, une chaîne où l'un communique à l'autre la décharge électrique... Nous sentons seulement que notre existence est entraînée ou plutôt lancée dans de nouveaux orbites, que nous allons au-devant d'une nouvelle vie... »

— Heinrich Heine, Lutèce - lettres sur la vie politique, artistique et sociale de la France.

« Les lignes d'Orléans et de Rouen livrées à la circulation avaient produit des résultats inattendus, accru dans des proportions considérables la circulation des voyageurs, conquis des transports de marchandises, qui ne paraissaient jamais devoir leur appartenir ; leur entretient avaient été plus faciles et moins coûteux qu'on ne le supposait d'abord. »

— Alfred Picard, Les chemins de fer français : étude historique sur la constitution et le régime du réseau, t. 1, p. 360.

« L’ouverture à l’exploitation en mai 1843 des lignes d’Orléans et de Rouen catalyse l'intérêt porté aux voies ferrées : le trafic dépasse toutes les prévisions, leur rentabilité devient évidente. Mieux que n’importe quelle intervention législative, cette « découverte » provoque une véritable « fièvre des chemins de fer », qui atteint de nouvelles couches d’épargnants. »

— Yves Leclercq, Le réseau impossible (1820-1852), 1987, page 188.

Par ailleurs, la rapidité de construction en s'écartant de la conception française en matière de travaux publics privilégiant une certaine « monumentalité », si elle fit la fierté des entrepreneurs anglais soucieux avant tout de tenir les coûts, ne fut cependant pas sans mauvaises surprises.

« Il fallut, en effet, rapidement remplacer les ponts en bois par des ponts métalliques ; des « effritements » se produisirent dans les tunnels dès 1845, et il fallut recouvrir de briques celui de Rolleboise »

— François Caron, Histoire des chemins de fer en France (1740-1883), 1997.

## Compagnie du chemin de fer de Rouen au Havre (1843-1855)

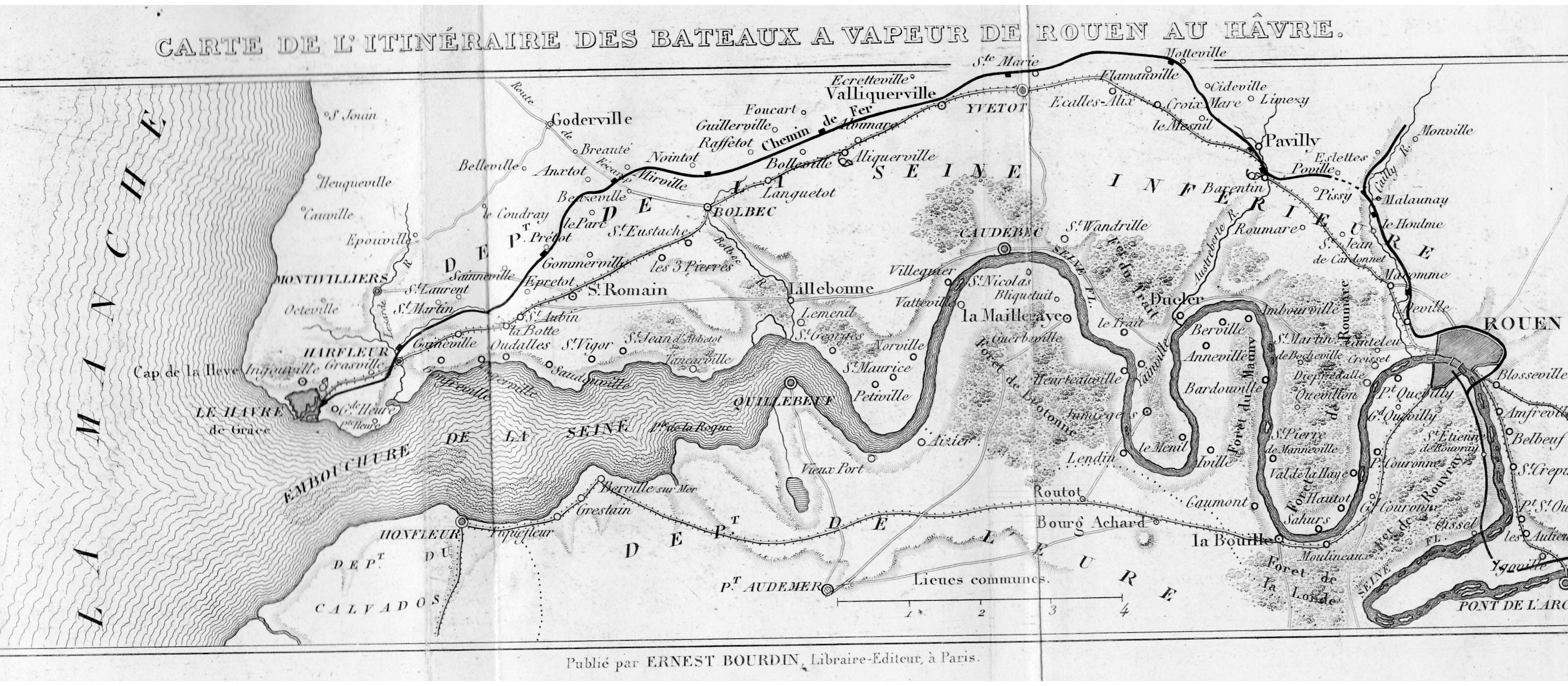
Carte du chemin de fer de Rouen au Havre.

La banque Charles Laffitte, Blount et Cie sollicite la concession de la ligne Rouen – Le Havre qui est accordée par la loi du 11 juin 1842.

### Constitution de la société
Les statuts de la société anonyme dénommée Compagnie du chemin de fer de Rouen au Havre sont approuvés par ordonnance royale du 29 janvier 1843. Le capital de 20 MF est réparti en 40 000 actions de 500 F. Le conseil d’administration est composé de Charles Laffitte, vicomte Alban de Villeneuve, Xavier Feuillant (gérant de l’Entreprise générale des Omnibus), comte d’Althon-Shée (Pair de France), William Reed, Claude-Gaspard Dailly, John Easthope, John Moss, William Chaplin, Charles Lawrence. La part des capitaux anglais dans la compagnie est de 50 %. La souscription initiale de 20 MF du capital est répartie presque à parts égales entre 167 résidents en Grande-Bretagne et 835 résidents en France. Comme l’a promis la ville du Havre, ses habitants ont souscrit la moitié de l’offre en France ; 277 habitants du Havre souscrivent 9 939 actions pour une valeur de 4 969 500 F.
Conformément aux dispositions de la loi du 11 juin 1842, l'État accorde un prêt de 10 MF à la compagnie. Par ailleurs, la ville du Havre lui accorde une subvention de 1 MF. Pour la traversée de Rouen, le gouvernement accorde un prêt de 4 MF à la compagnie du Paris – Rouen chargée, conformément à la loi de concession du 15 juillet 1840, d’exécuter les travaux correspondant, du point d’embranchement jusqu’à Deville. Comme pour le Paris – Rouen, Joseph Locke est nommé ingénieur-en-chef de la compagnie.

### Tracé
La ligne longue de 93 km s'embranche au chemin de fer Paris – Rouen au hameau de Quatre-Mares à Sotteville, franchit la Seine par un pont en bois de 370 m à huit arches sur des piles maçonnées (pont d’Eauplet) à l’extrémité de l’île de Brouilly, traverse la colline Sainte-Catherine par un souterrain de 790 m, passe au-dessus de la vallée de Darnétal, longe en tranchée le boulevard Beauvoisine où se situe la gare, se poursuit par un nouveau souterrain pour déboucher dans la vallée de Deville qu’elle remonte jusqu’au plateau en passant par Le Houlme. La ligne passe ensuite Pavilly, Yvetot, contourne Bolbec au nord, de même que Saint-Romain-de-Colbosc, passe Harfleur et atteint Le Havre où la gare est située parallèlement au bassin Vauban. Le profil en long de la ligne n’est pas comparable à celui du Rouen – Paris longeant la Seine sans déclivités excessives ; il s’agit ici, au contraire, de s’affranchir d’un relief plus tourmenté.

### Travaux
Selon la même méthode que le Paris – Rouen la construction de la ligne est confiée à Mackenzie et Brassey avec un rabais de 20 % compte tenu de l’expérience acquise sur le premier tronçon.
La ligne a été divisée en quatre sections :
- Sotteville à Barentin, adjugée en mai 1844 pour 13,3 MF ;
- Barentin à Flamanville, adjugée en août 1844 pour 2,0 MF ;
- Flamenville à Bolbec, adjugée en 1844 ;
- Bolbec au Havre, adjugée en août 1844.

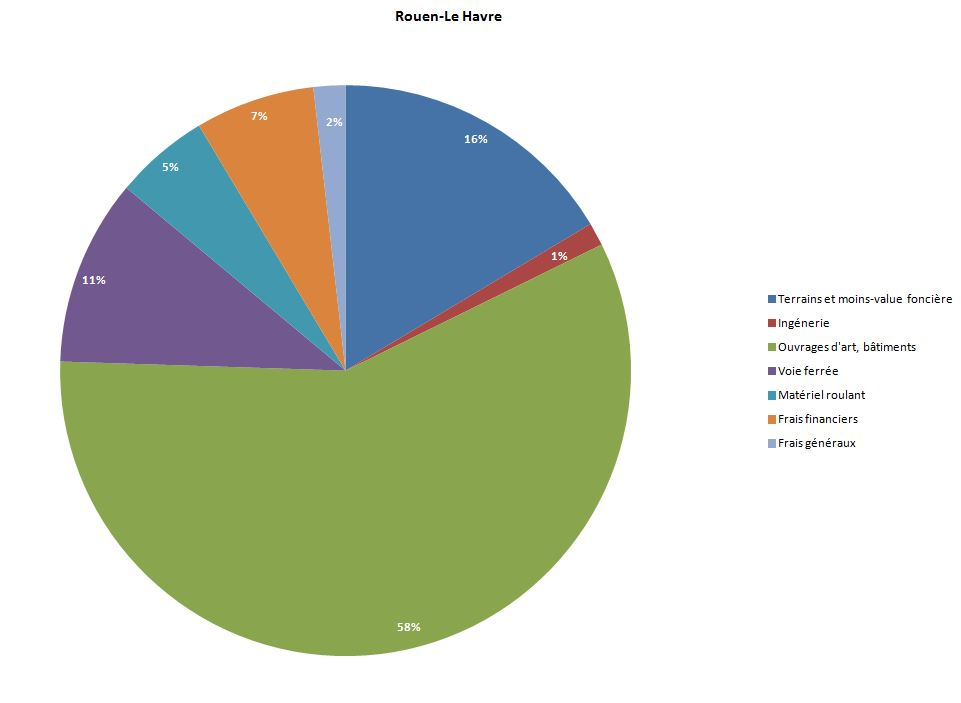
Part (en %) de chaque dépense dans le total des dépenses d'investissement du Rouen-Le Havre (59,8 MF).

Dans l'attente du lancement des travaux de construction, Mackenzie et Brassey viennent en aide à près de 300 ouvriers anglais nécessiteux, en leur fournissant soupe, viande et pain.
Près de deux ans sont nécessaires pour acquérir toutes les parcelles nécessaires à la traversé de Rouen pour laquelle, en raison de la nature du terrain, il fallut en partie recourir à des tranchées plutôt qu’à des tunnels.
La ligne compte quatre grands viaducs, Malaunay, Barentin (478 m), Mirville (530 m) et Harfleur, ainsi que plusieurs tunnels dont celui de la colline Sainte-Catherine à Rouen, de Notre-Dame-des-Champs à Pissy-Pôville de 2 200 m, sans compter la traversée de Rouen qui demande des travaux d’importance.
Quelques mois avant l’inauguration prévue en mai, le 10 janvier 1846, le viaduc de Barentin s’effondre. Les détracteurs du chemin de fer critiquent les longues absences de Locke du chantier. La mauvaise qualité du mortier est la cause de cet accident. Six mois sont nécessaires pour reconstruire le viaduc.
Une économie de temps, et aussi de coût, est réalisée sur la ligne Rouen – Le Havre grâce à l'utilisation d’une excavatrice à vapeur. Six de ces machines sont louées à leurs propriétaires américains, Cochrane and Co., et quatre sont mises en service à Bondeville et Houpeville, près de Rouen, en juillet 1844,.
Comme sur le Paris – Rouen, les gares sont l’œuvre de l’architecte britannique William Tite, dans différents styles, certaines dans un style gothique anglais (ou « néo-tudor »). La gare de la rue Verte à Rouen et le terminus du Havre, toutes deux à étages, reprennent l’architecture de la gare Saint-Sever de Rouen.
Les rails sont fournis par les forges de Sotteville vite suppléées par les forges du faubourg d’Eauplet à Rouen.

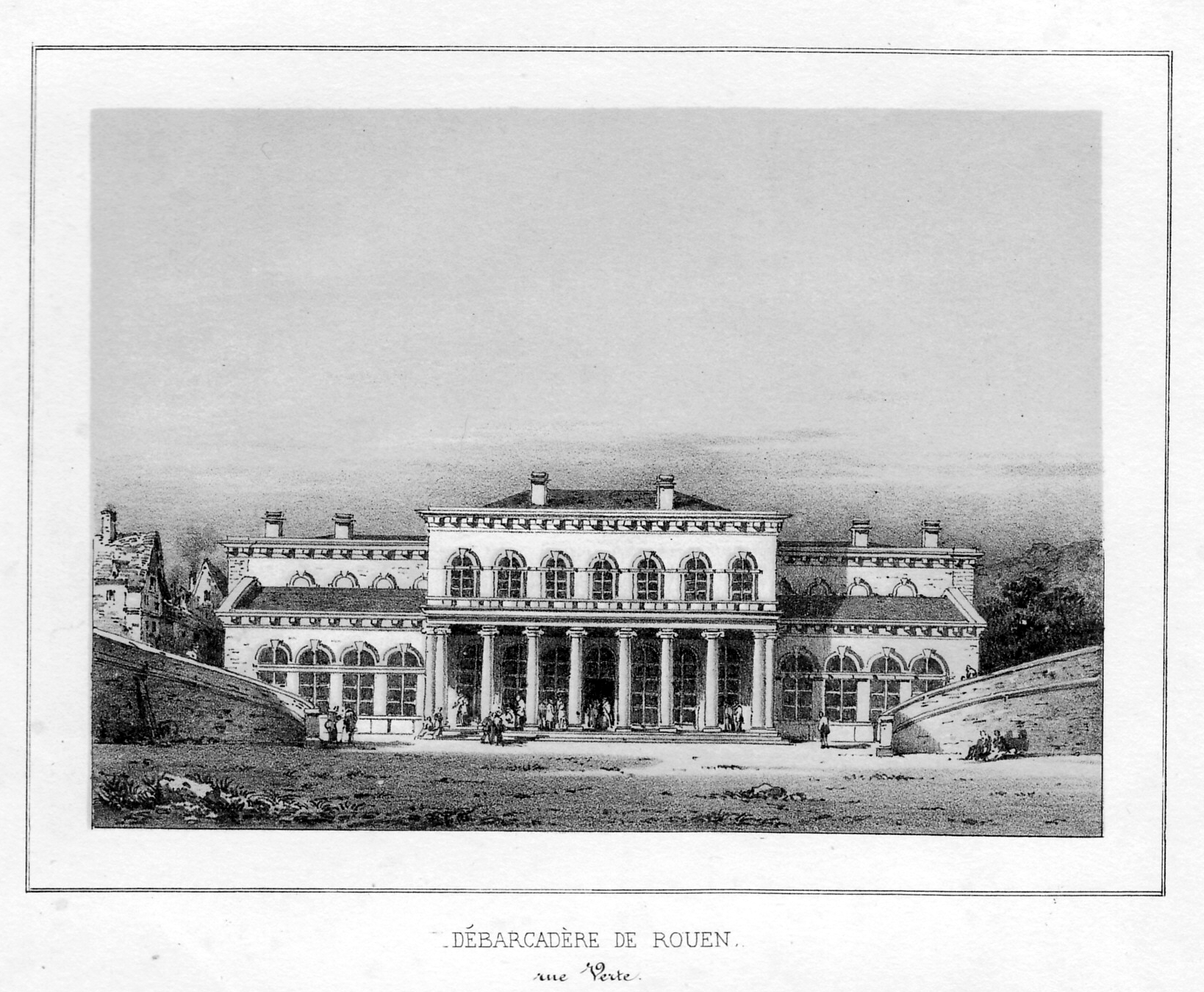
Gare de la rue verte à Rouen.
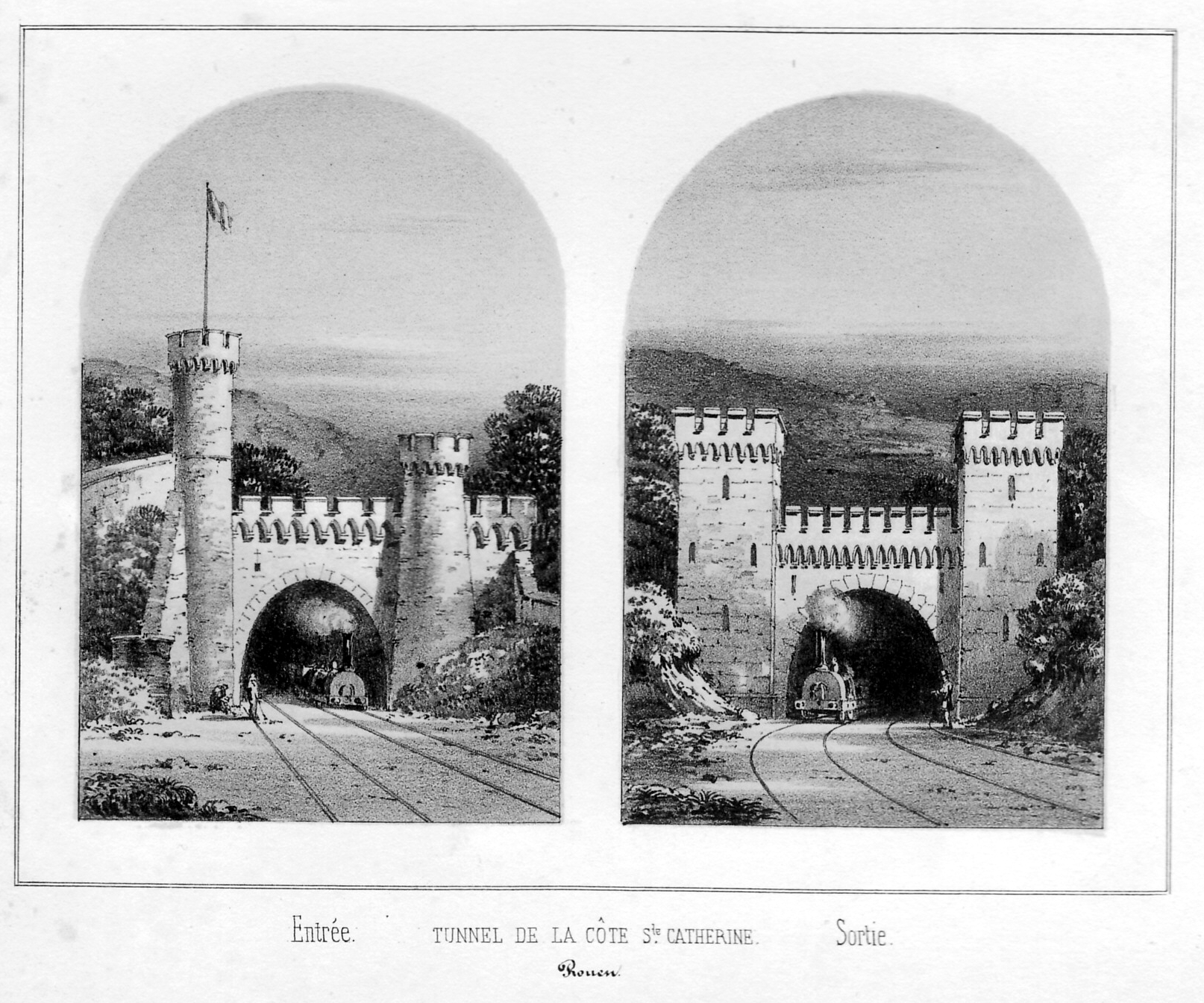
Tunnel sous la colline Sainte-Catherine à Rouen.
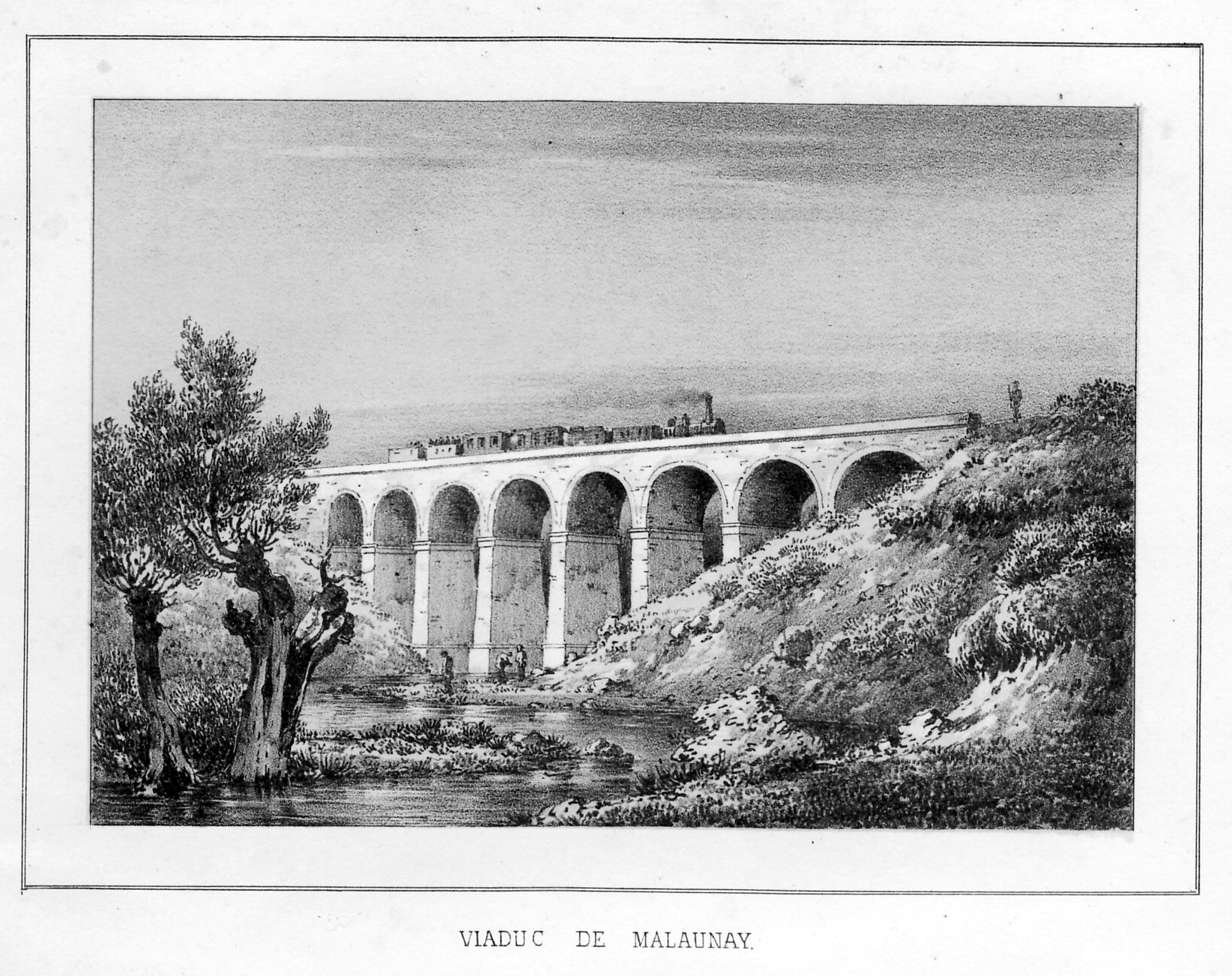
Le viaduc de Malaunay.
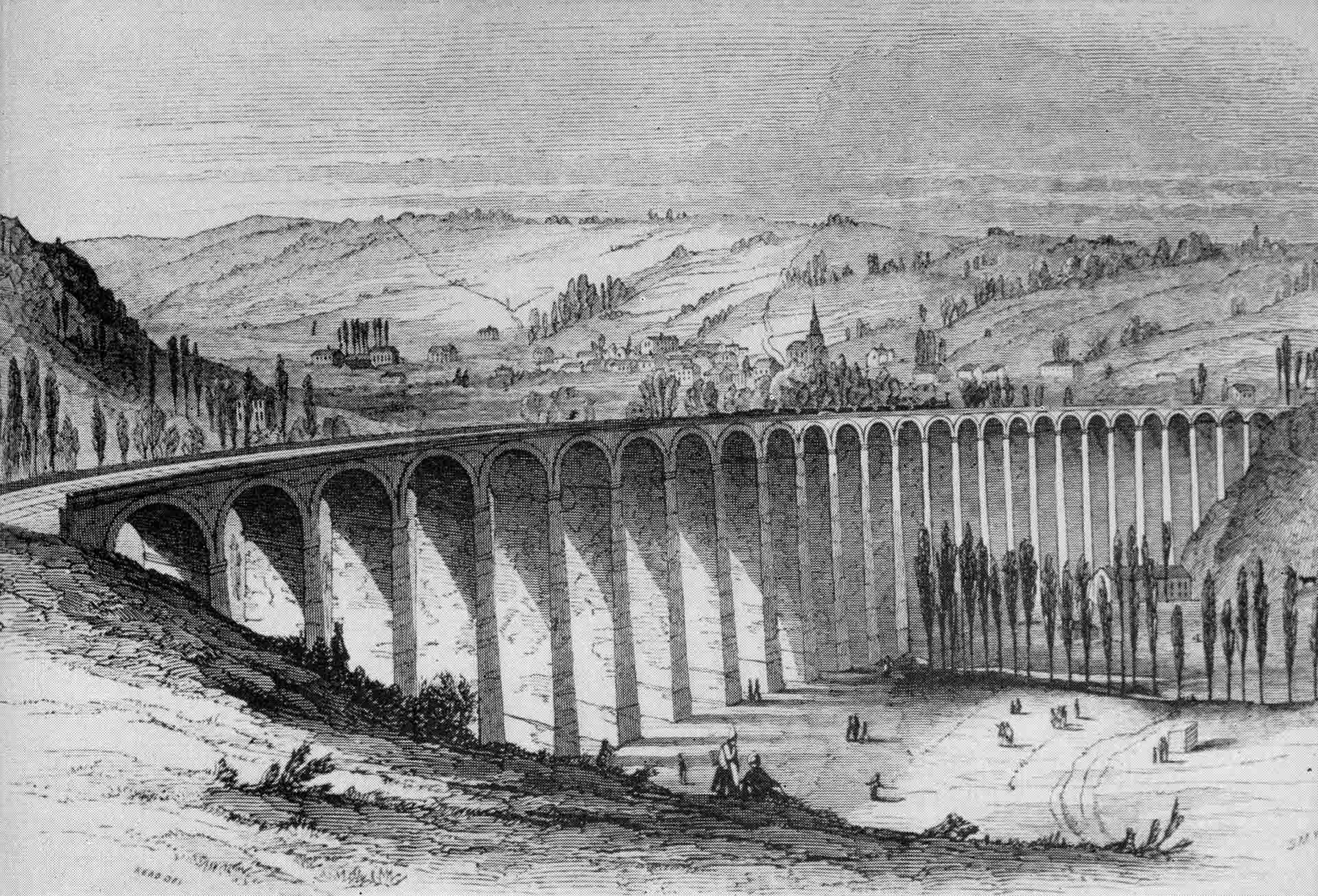
Le viaduc de Barentin après reconstruction.

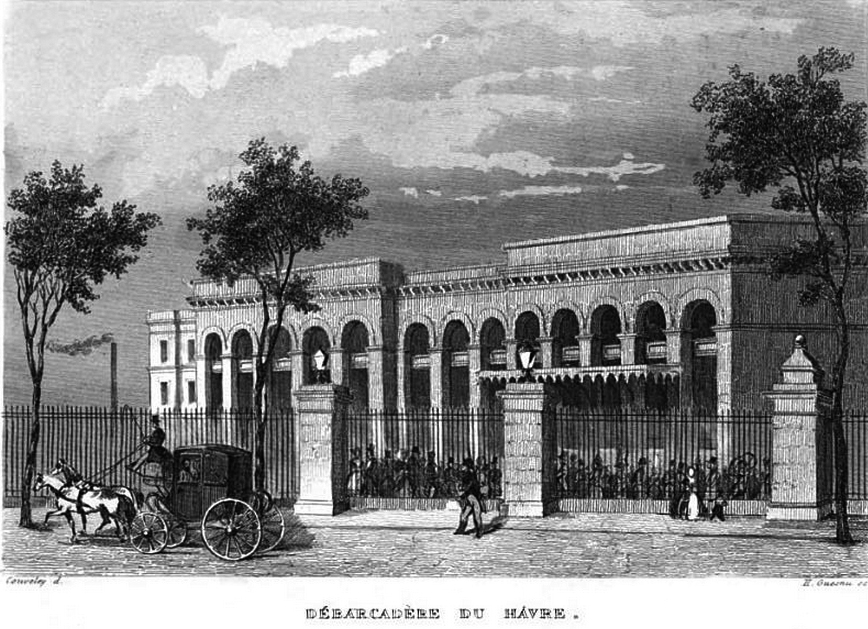
Le débarcadère du Havre.
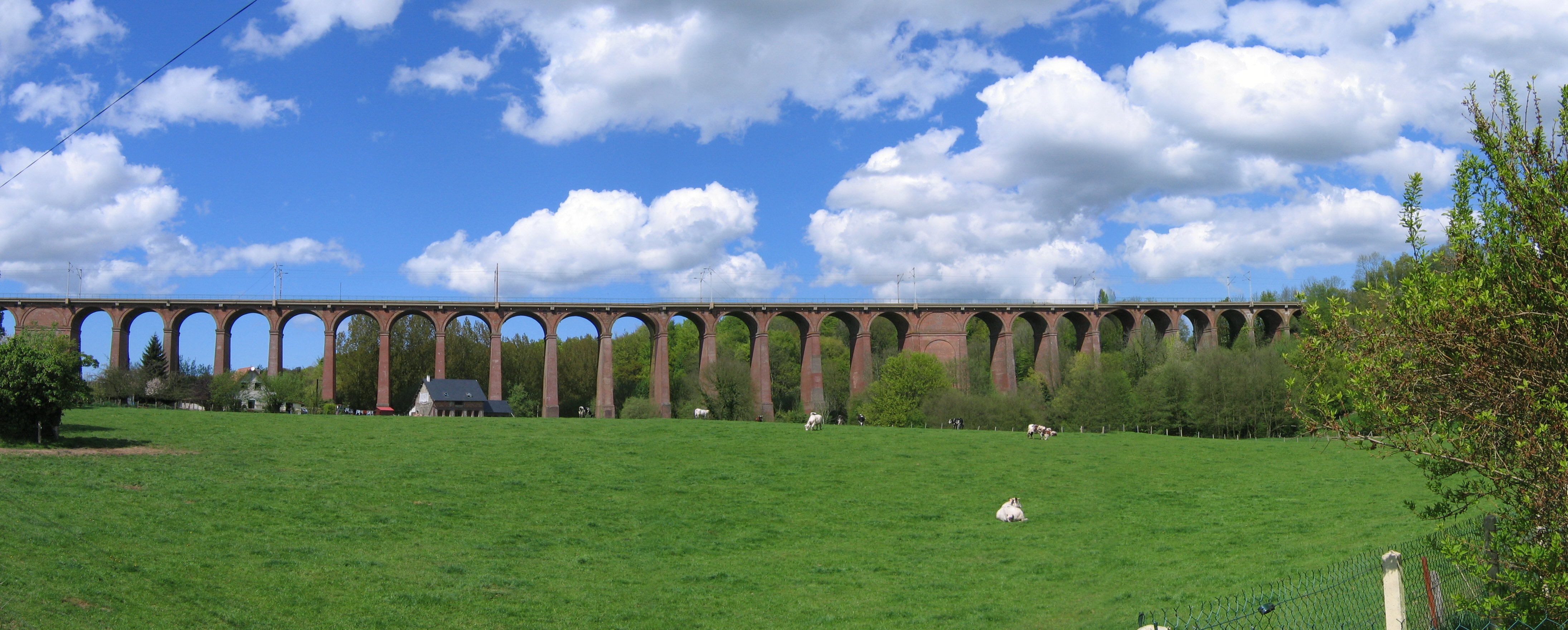
Panoramique du viaduc de Mirville.

### Inauguration
La ligne est inaugurée le 20 mars 1847 par un train partant de Paris pour rejoindre Le Havre. En raison du contexte économique, les cérémonies sont moins fastueuses que pour le Paris – Rouen. Un lunch est offert par la compagnie au Havre et les indigents des communes traversées reçoivent un don de 1 200 F.
L’ouverture au public intervient le 22 mars et celle des marchandises à partir du 1er avril.

### Exploitation
32 locomotives ainsi que 446 voitures et wagons sont commandés aux ateliers Allcard Budiccom et Cie. Un traité est passé avec la compagnie du Paris – Rouen pour une exploitation commune de la ligne.

### Premier bilan
L’animosité et la rivalité avec les ouvriers anglais atteint son paroxysme lors des journées révolutionnaires de 1848. Les gares de Rouen Saint-Sever et de la rue Verte sont saccagées aux cris de « À bas les Anglais ! ». Outre ces destructions, les émeutiers brûlent les ponts de Bezons et d'Asnières ainsi que les gares de Poissy, de Meulan et de Triel.

## Compagnie des chemins de fer de Dieppe et de Fécamp (1845-1855)
Dieppe, port de pêche mais aussi port d'importation du charbon anglais, est situé à mi-chemin du trajet le plus court entre Paris et Londres. En outre, la ligne de chemin de fer Londres – Brighton, décidée en 1832, est ouverte en 1842.
Dieppe a toujours défendu le tracé par les plateaux contre celui de la vallée de la Seine, plus long de 9 lieues et donc plus cher de 40 % eu égard aux travaux de la traversée de Rouen. La mise en service du Paris – Rouen engendre une augmentation du trafic passager britannique transitant par Dieppe.

### Projets
En 1843, Bossange, propriétaire de vapeur sur la Manche, après avoir obtenu des subsides du conseil municipal de Dieppe, prend contact avec des capitalistes anglais et annonce l’arrivée d’un ingénieur anglais. Une soumission du chemin de fer est présentée au ministre des Travaux publics sous la caution du baron Heron de Villefosse. Afin d’accroître les chances de cette soumission, les promoteurs s’adjoignent les frères Seguin. Le projet semble compromis pour des raisons de rivalité de personnes, mais finalement, le capital est entièrement souscrit (8 millions à Londres, 1 million par une banque de Paris, les frères Seguin pour 2 millions ainsi que d’autres à Rouen et Paris). Mais en raison du trop faible rendement de la ligne, finalement l’échec est patent en août 1843.
Une autre compagnie se forme sous l’égide d’Arnault en association avec des capitalistes anglais, mais la souscription n’attire personne.
En octobre 1843, une compagnie du chemin de fer provisoire de Dieppe à Rouen est formée par des dieppois, dont le banquier Osmont et l’avocat Capperon. S'adjoignent le baron Michel de Saint-Albin, banquier parisien et ancien receveur général, ainsi que des capitalistes anglais qui promettent d’investir pour la moitié du capital. Intéressé, le banquier Seillière prend la direction de la compagnie dont les actionnaires se réunissent à Paris le 30 janvier 1845. Le capital souscrit s'élève à 12,3 MF. Le conseil d'administration comprend le baron Michel de Saint-Albin, F.-Achille Sellière, Henry Barbet, maire de Rouen, Casimir Caumont, conseiller d’arrondissement de Rouen et maire de Jumièges, Osmont, Capperon, sir Richard Jenkins (en), directeur à la compagnie des Indes, Richard Norman, directeur de la Wolverhampton Shrewsbery Railway, le comte de Morel, propriétaire londonien, Frédéric Barlon, directeur de la Great Western Railway, James Brand, négociant à Londres, et Jane Clay, propriétaire à Londres.

### Constitution de la société

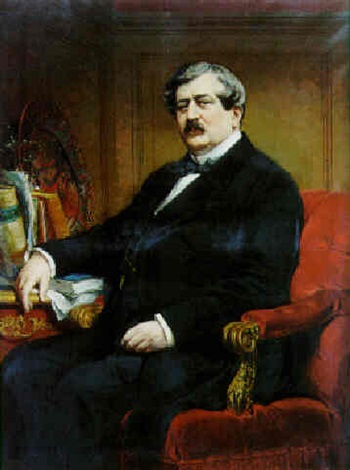
Florentin-Achille Seillière.

En février 1845, le ministre a reçu cinq projets de demande de concession, réduits à trois à la fin du mois ; Sellière/Saint-Albin, Laffitte/Blount et de Villefosse (sous une nouvelle forme). Finalement, les trois postulants s’associent ensemble dans une même société.
Le 1er avril, les Ponts-et-Chaussées arrêtent le tracé ; embranchement sur la ligne Rouen – Le Havre à Malaunay, vallée du Cailly, Saint-Victor, vallée de la Scie et arrivée à Dieppe par un souterrain long de 1 634 m.
Le 28 avril, la société se constitue avec un capital de 18 MF répartit en 36 000 actions de 500 F et se voit accorder la concession de la ligne par la loi du 19 juillet 1845. La souscription du capital de la société est lancée le 11 août et rencontre un vif succès ; le premier jour de l’opération, 22 % du capital est placé. Bien que la majorité du capital de la société soit souscrite à Paris, les habitants de Dieppe apportent une contribution substantielle, de même qu’un certain nombre d’investisseurs en Grande-Bretagne. Sur les 36 000 actions, environ 25 000 sont souscrites à Paris, 5 500 actions en Grande-Bretagne, 2 500 à Rouen et 2 000 actions à Dieppe. La part des capitaux anglais dans la compagnie est de 15 %, mais sont absents ceux du Paris – Rouen ou du Rouen – Le Havre tels John Moss, John Easthope, William Chaplin, John Masterman, David Salomons, et d’autres investisseurs britanniques dans des compagnies ferroviaires en France. Cependant on y retrouve Ed. Blount ainsi que Thomas Brassey et Buddicom. Au mois de septembre, le cours de l’action atteint 532,50 F.
Les statuts de la société anonyme dénommée Compagnie des chemins de fer de Dieppe et de Fécamp sont approuvés par ordonnance royale du 14 octobre 1845. Le conseil d’administration définitif est composé de Florentin A. Sellière, Michel de Saint-Albin, Caumont, Henry Barbet, P. Cappeyron, F. Osmont, Edmond d’Althon-Shée, Alfred-Charles Dailly, et Anne-Théodore Crétu.
Pour l’exploitation de la ligne, la compagnie traite avec celle du Rouen – Le Havre pour la traction des convois. Début 1846, Brassey et Mackenzie signent un traité avec la compagnie pour la construction de la ligne livrable en juin 1847.

### Difficultés rencontrées

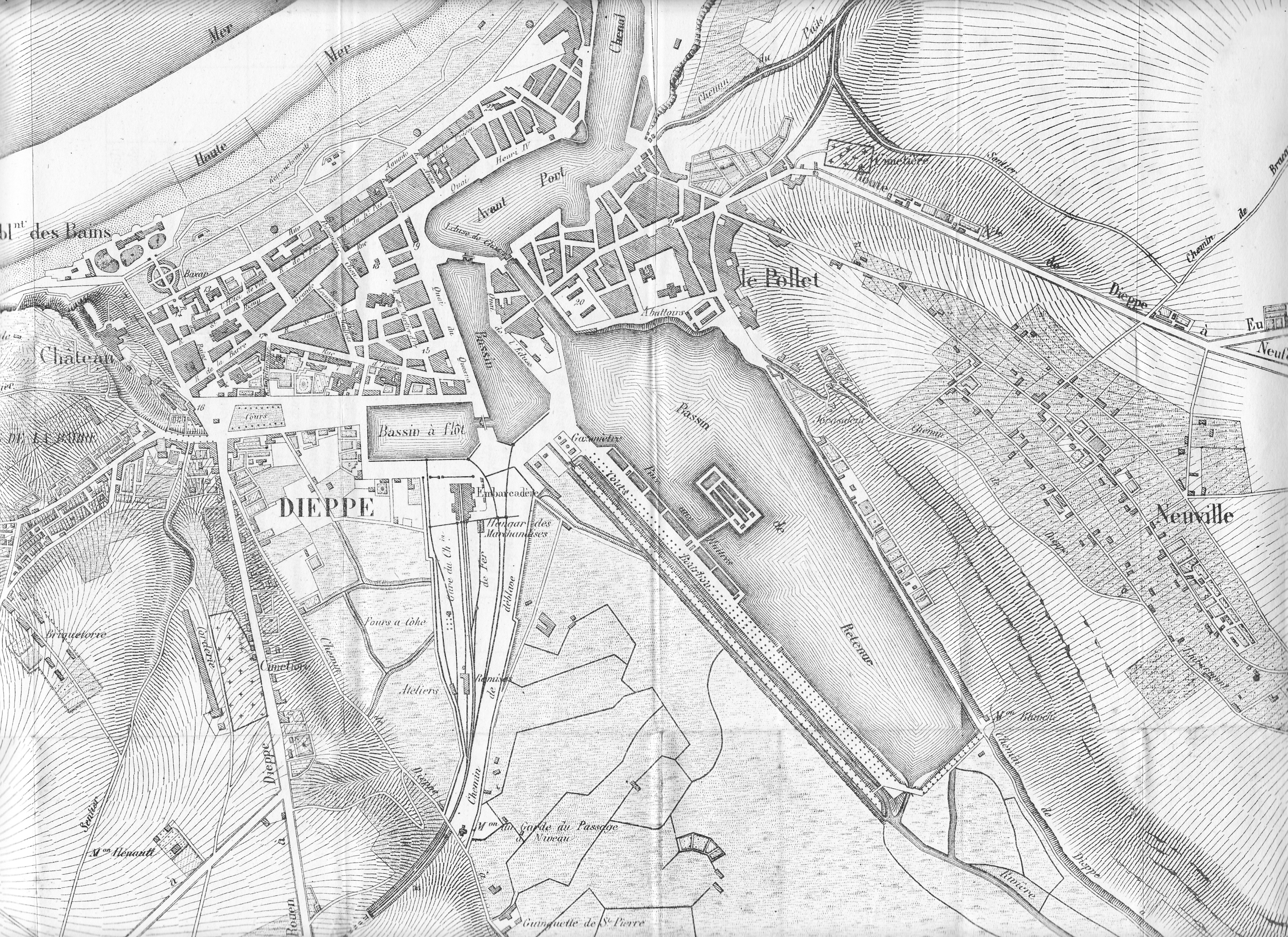
Plan de la ville de Dieppe avec les installations de la gare.

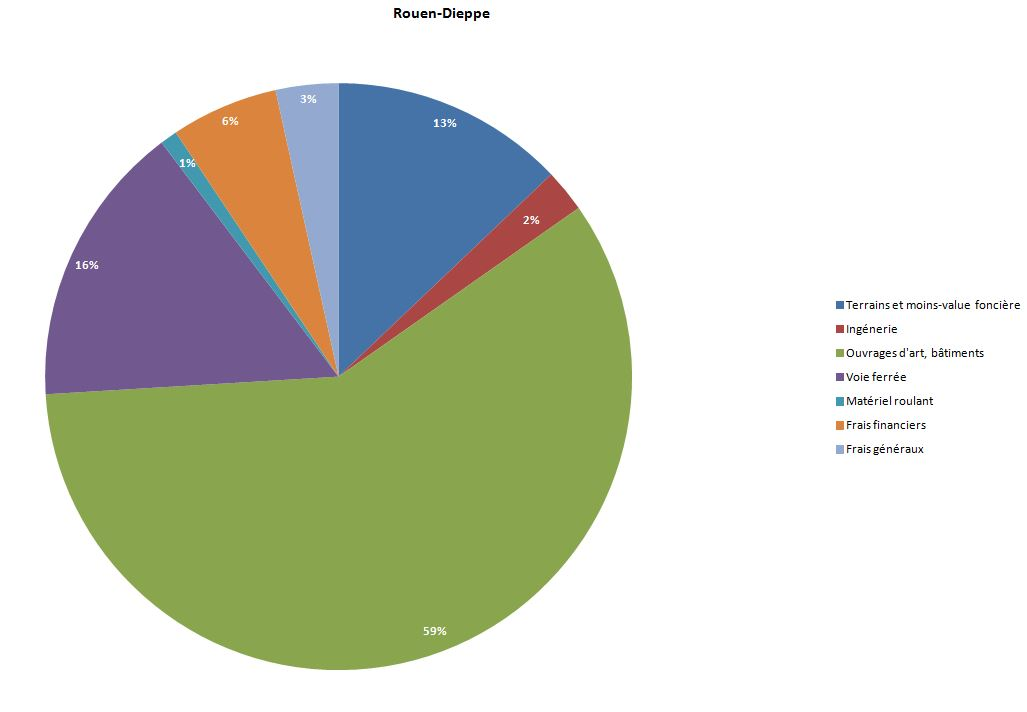
Part (en %) de chaque dépense dans le total des dépenses d'investissement du Rouen-Dieppe (13,9 MF).

La crise de 1846-1847 n'est pas sans conséquence sur la compagnie.

« La Bourse entra de nouveau en crise en avril 1846. Cet accès de faiblesse était dû, selon Léon Faucher, au retrait des capitaux anglais, les spéculateurs réalisant leurs bénéfices »

— François Caron, Histoire des chemins de fer en France (1740-1883), 1997.
L’effondrement du viaduc de Barentin et l'incertitude du rendement de l’embranchement vers Fécamp enclenchent un mouvement à la baisse du cours des actions à 354,00 F en juillet 1846. Mais rien n’y fait et le cours descend jusqu'à 321 F en février 1847. Cette évolution à la baisse du cours ne facilite pas l’appel des fonds lors des différents versements des souscripteurs. Le devis des travaux est en outre dépassé. La compagnie renonce à rejoindre Fécamp.
Malgré cette crise et les difficultés rencontrées sur le terrain, les entrepreneurs poursuivent la construction de la ligne qu’ils escomptent terminer en mars 1848. La compagnie sollicite une aide de l’État au moment où le cours chute à 305 F.
La loi du 9 août 1847 modifie le cahier des charges de la compagnie mais l’embranchement vers Fécamp (Beuzeville-Fécamp) est suspendu dans l’attente de jours meilleurs.
Le secours de l’État arrive trop tard ; les travaux sont arrêtés et les ouvriers anglais, congédiés, repartent en Angleterre. Une contestation apparaît sur le prix du marché d’exploitation avec la compagnie du Rouen – Le Havre ; pour un même tarif on parcourt 30 km sur le Rouen – Dieppe contre 80 km sur le Rouen – Le Havre.
Enfin, un premier convoi parcourt la ligne le 28 juin 1848 et l’ouverture officielle intervient le 1er août.

### Bilan
La compagnie du chemin de fer de Dieppe, dont le coût dépasse le devis, est l'une des victimes, parmi d’autres, de la crise de 1847, la conduisant à abandonner la construction de l'embranchement de Fécamp. Durant cette crise : 

« on sacrifie les lignes les plus mal engagées avec l'espoir de libérer leurs disponibilités au profit des autres »

— Yves Leclercq, Le réseau impossible (1820-1852), 1987.

## Trafic et concurrence[333]

### Période initiale

#### Trafic voyageurs
Lors de sa mise en service, le 9 mai 1843, les activités du chemin de fer Paris – Rouen se limitent presque exclusivement au transport de voyageurs. La concurrence avec le transport routier et fluvial se fait immédiatement sentir et débouche sur un quasi-monopole en matière de trafic voyageur à partir duquel le chemin de fer peut s’appuyer pour s’attaquer au trafic marchandises.
Lors de son voyage inaugural de Paris à Rouen, même après 6 arrêts, le train ne met que 4 heures ½ de la gare St-Lazare (Paris) à Rouen. En service régulier, cette durée est réduite à 4 heures seulement, soit la ½ du temps par la route et un ⅓ du temps par bateau à vapeur. Les tarifs ne sont que légèrement inférieurs aux maxima autorisés par le cahier des charges : 16 F pour un siège de 1re classe de Paris à Rouen, 13 F pour un siège de 2e classe et 10 F pour un 3e. Les passagers voyageant en diligence payent 18 F environ pour les sièges les plus inconfortables de la « banquette » à l’extérieur et 25 F pour les meilleurs sièges à l’intérieur du « coupé ». Les bateaux à vapeur, bien que moins rapides, sont plus confortables que le chemin de fer et conservent un léger avantage en termes de prix qui passent de 14 F et 10 F en 1840 pour les 1re et 2e classes, à seulement 9 F et 6 F en 1843.
En un peu plus de trois mois, un accord est signé avec les deux principaux transporteurs routiers de voyageurs, les Messageries royales et les Messageries Laffitte, par lequel ces dernières s’engagent à cesser tout trafic voyageurs entre Paris et Rouen. Simultanément, elles acceptent d'abandonner leur trafic marchandise accéléré qui emprunte les mêmes voitures. À l’avenir, elles feront office de commissionnaire de transport pour le chemin de fer. Au printemps 1844, la compagnie de chemin de fer conclut avec les compagnies de bateau à vapeur de voyageur un accord par lequel elles s’engagent à ne plus transporter de voyageurs entre Le Pecq et Rouen. En contrepartie, la compagnie de chemin de fer leur accorde une indemnité de 5 000 F mensuels pendant sept mois chaque année pendant les trois années suivantes. Pour décourager les voyageurs préférant encore l’économie à la vitesse, le chemin de fer va plus loin encore ; sur la recommandation de William Reed, qui l'a vu faire sur le London and Southwestern Ry., il commence à la fin de l'été 1844 à accrocher des voitures de 2e et de 3e classe à ses trains de marchandises ; le temps de trajet jusqu’à Rouen est de 6 à 7 heures et le tarif en 3e classe de 6 F, égal au tarif le plus bas par bateau à vapeur.
Sur les courtes distances entre Paris, Maisons-Laffitte, Poissy et Meulan, la concurrence n’est pas éliminée. Elle est due au chemin de fer Paris – St-Germain, limité au Pecq, où les bateaux à vapeur prennent le relais jusqu’aux destinations précitées. En raison de l'augmentation progressive des tarifs ferroviaires et de l'insignifiance relative de l’écart de temps entre les modes de transport, le transport par voie d’eau résiste sur ces courtes distances.
La première année d’exploitation du chemin de fer est couronnée de succès. Il transporte plus de 600 000 voyageurs et génère un chiffre d’affaires brut de plus de 5 MF. Les voyageurs sont d’une importance économique incontestée pour la compagnie. Cependant, l'utilisation du chemin de fer continue pendant de nombreuses années à être limitée à un très petit segment de la population totale. Le trafic voyageurs, à la différence du trafic marchandises, est très fortement saisonnier et ne comprend qu'une petite partie de passagers voyageant entre Paris et Rouen. En 1845, alors que près de 970 000 voyageurs sont transportés, 80 % d'entre eux n'ont parcouru qu’une partie de la distance totale. Après l’ouverture du chemin de fer Rouen – Le Havre en 1847, très peu de voyageurs parcourent la distance Paris-Le Havre ; seuls 8.4 % des voyageurs empruntant la ligne Rouen – Le Havre ont commencé leur voyage à en amont de Rouen. Seulement 10 % du total des passagers du Paris – Rouen voyage en 1re classe, le reste étant réparti de manière égale entre la 2e et la 3e classe.

#### Trafic marchandises

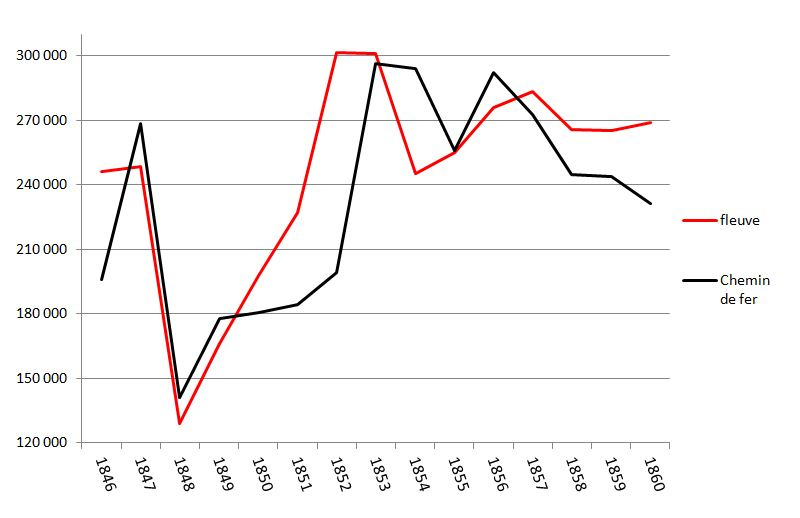
Évolution comparée entre le fleuve et le chemin de fer du transport de marchandises (en tonnes) de Rouen à Paris de 1846 à 1860.

C’est à partir de janvier 1844 que le service complet des marchandises commence au dépôt des Batignolles jusqu’à Sotteville. Jusqu’à cette date, la compagnie n’a pas encore réceptionné suffisamment de matériel roulant et, en raison de retards dans la construction ainsi que d’un différend prolongé avec la compagnie de chemin de fer Paris – St-Germain, avec qui le Paris – Rouen partage une partie de sa voie, le dépôt des Batignolles n'est pas prêt à être exploité.
La concurrence des transports routiers et fluviaux pour les marchandises est restée beaucoup plus intense qu’elle ne l’a été pour les voyageurs. Certains aspects du transport interurbain de marchandises par route subsistent même au début des années 1850. Les rouliers peuvent profiter de deux avantages principaux par rapport au chemin de fer : la souplesse des horaires et le service porte-à-porte, deux avantages particulièrement importants pour certains expéditeurs, tel le tissu de coton qui, débarqué à Rouen, doit arriver très tôt le matin à Paris. Le transport de marchandises par voie d’eau, bien que ses exploitants souffrent considérablement de la concurrence du chemin de fer, survit pendant les années 1840 et 1850. Le transport de marchandises est par nature beaucoup plus complexe que le transport de voyageurs ; non seulement la vitesse et le prix, mais aussi les horaires, les conditions de transport, la commodité et d’autres facteurs contribuent à déterminer la répartition des marchandises entre les différents modes de transport. La seule arme dont dispose la compagnie ferroviaire est son tarif mais son utilisation n’est pas un tâche simple ; il faut déterminer des tarifs compétitifs et rentables pour chacune des plusieurs centaines de produits, en tenant compte non seulement de simples considérations de rentabilité et de coût (à une époque où aucune des techniques modernes d'analyse des coûts et revenus n’existe pas), mais aussi des réactions possibles des concurrents qui peuvent en retour réduire leurs tarifs. La compagnie n’est pas non plus entièrement libre de fixer son tarif comme elle le désire ; elle apprend très vite que la loi, via son cahier des charges, lui impose des contraintes quand bien même l’administration se montre conciliante.

#### Bilan
Dans ses premières années, alors que le chemin de fer ne dessert que Rouen, il n'est pas en mesure de faire la preuve de sa supériorité concurrentielle. En outre, comme dans le cas des rouliers, les bateliers, ont trouvé un moyen de résistance dans les modes traditionnels de transport. De nombreuses installations d’entreposage et de manutention ainsi que de nombreuses installations industrielles, où des marchandises comme le vin, le bois, la pierre, le grain et le sucre sont livrées et stockées à proximité des voies navigables. Les expéditeurs de ces marchandises par chemin de fer sont obligés de payer des frais d’entreposage et de transport final élevés. Ainsi, au cours des deux premières années, ajoutés à des tarifs ferroviaires spécialement réduits (parfois contrevenant au cahier des charges), la plupart des expéditeurs trouvent apparemment plus économique, lorsque le facteur vitesse n’est pas important, de les expédier par bateau. Au cours des quatre ou cinq années suivantes, la résistance des bateliers s’est progressivement érodée à mesure que leur trafic et leurs revenus diminuent continuellement. Cela pour plusieurs raisons, notamment les bas niveaux de l’eau en 1846, de nouvelles réductions des tarifs ferroviaires, le début du service ferroviaire direct entre Paris et Le Havre (mars 1847) et la très grave crise économique et politique de 1848. Toutefois, contrairement au transport routier, le transport par voie d’eau continue pendant ces années et tout au long des années 1850 à transporter une grande partie du trafic total.
Au cours de cette période initiale (1843-1848), les compagnies ferroviaires (Paris – Rouen – Le Havre) réussissent à soustraire au transport routier et fluvial une part importante de leur trafic habituel. L’objectif ultime n’est pas seulement de transporter la plus grande quantité possible de marchandises et de voyageurs, mais de maximiser leurs profits. Bien que le Paris – Rouen connaisse un succès considérable dans ce domaine, le Rouen – Havre n’y parvient pas. Pour l’ensemble de la période (1843-1850), si l'on exclut les six premiers mois de 1848, le rendement du Paris – Rouen est en moyenne de 7.1 % et seulement de 3.7 % pour le Rouen – Le Havre. L’un des facteurs les plus importants du succès concurrentiel du Paris – Rouen tient à l’importance de ses revenus voyageurs. La contribution des recettes voyageur aux recettes de la compagnie est considérable, beaucoup plus importante que celle des marchandises. Sans des revenus substantiels provenant de ces deux sources - ce qu’aucun de ses concurrents ne peut disposer - les profits du chemin de fer auraient été grandement réduits. L’une des raisons de l’échec du Rouen – Le Havre est son coût de construction très élevé ; la compagnie a supporté des charges fixes grevant ses revenus. La seconde raison tient à son trafic insuffisant, tant voyageur que marchandise. Alors que la Paris – Rouen dégage une recette de  24 000 F/km pour son trafic marchandises, le Rouen – Le Havre ne dégage que 16 000 F/km. Cette faible recette est due à la forte concurrence des bateliers qui ont su s’adapter à la concurrence du chemin de fer et que les administrateurs du chemin de fer n’ont su anticiper.

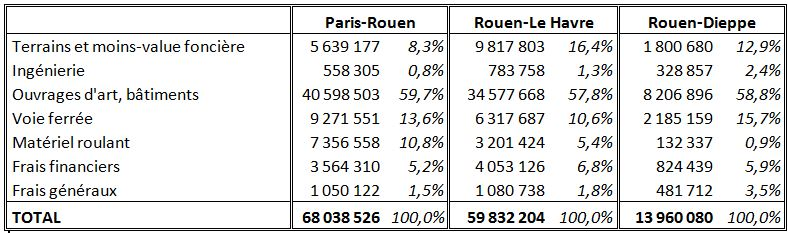
Dépenses d'investissement de chaque compagnie du chemin de fer de Paris à la mer.
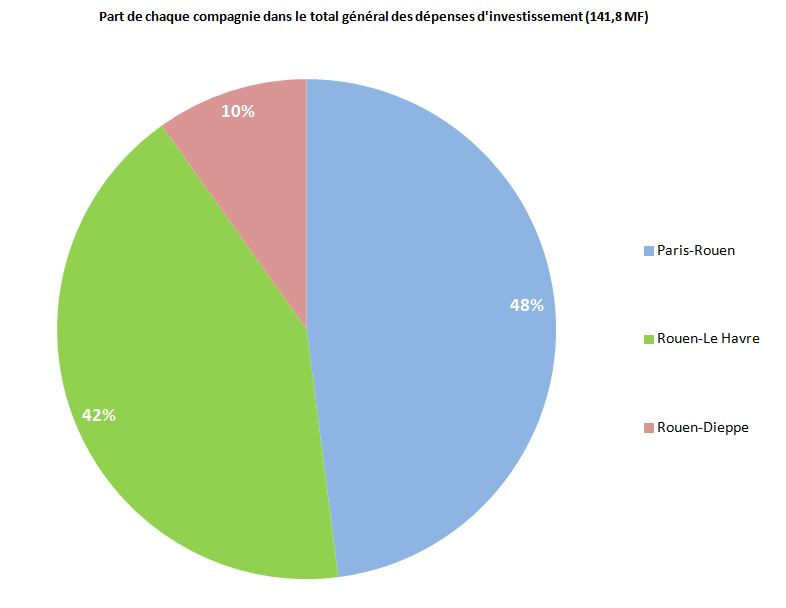
Part (en %) de chaque compagnie dans le TOTAL des dépenses (141,8 MF).

### De nouveaux défis
Au printemps 1848, tous les transporteurs de la vallée de la Seine ont subi de très fortes baisses de trafic et de recettes aggravées, pour les compagnies ferroviaires, par la destruction de ponts et de gares entre Paris et Rouen. Leur situation financière, notamment celle de la compagnie Rouen – Le Havre, est précaire. Néanmoins, au début de 1849, le trafic et les recettes reviennent à peu près à leurs niveaux antérieurs. L’ouverture de l’embranchement entre Rouen et Dieppe en juillet 1848 contribue sans aucun doute à cette reprise. La concurrence au cours de la période (1850-1855) s’annonce plus difficile. Non seulement les deux anciennes sources de concurrence, les transports routier et par voie fluviale, subsistent toujours mais de nouvelles sources de concurrence encore plus fortes sont sur le point d’apparaître.
Le défi le plus évident pour les deux principaux chemins de fer de la vallée de la Seine vient des nombreuses autres lignes de chemin de fer qui sont en construction à la fin des années 1840 et dans les années 1850. En promettant d'assurer un transport terrestre rapide et économique, ces nouvelles lignes ferroviaires menacent d'éliminer une grande partie du cabotage des façades maritimes transitant par les ports de Rouen et du Havre vers Paris principal pôle commercial du pays. De nouvelles lignes sont ouvertes à Boulogne et Dunkerque sur la côte de la Manche en 1848, et à Calais en 1849. Au sud, une ligne longe depuis plusieurs années la Loire jusqu’à la mer ; elle atteint Saumur en 1848, Angers en 1849, et enfin Nantes en 1851. Dans le même temps, une autre ligne est en construction vers le sud, de Tours à Poitiers, et en sens inverse, de Bordeaux à Angoulême. Lorsque le hiatus entre Poitiers et Angoulême est comblé en 1853, elle complète près de 600 km de ligne reliant Paris par voie terrestre avec Bordeaux. Deux ans plus tard, la liaison entre Paris et la Méditerranée est établie.
Les chemins de fer de la vallée de la Seine ont absorbé la majeure partie du marché du transport de voyageurs et il est difficile d’attirer un grand nombre de voyageurs supplémentaires, sauf peut-être en offrant des tarifs considérablement réduits. Des tarifs réduits spéciaux sont offerts pour des trains d'excursion (Train de plaisir) à destination de Dieppe et d’ailleurs.

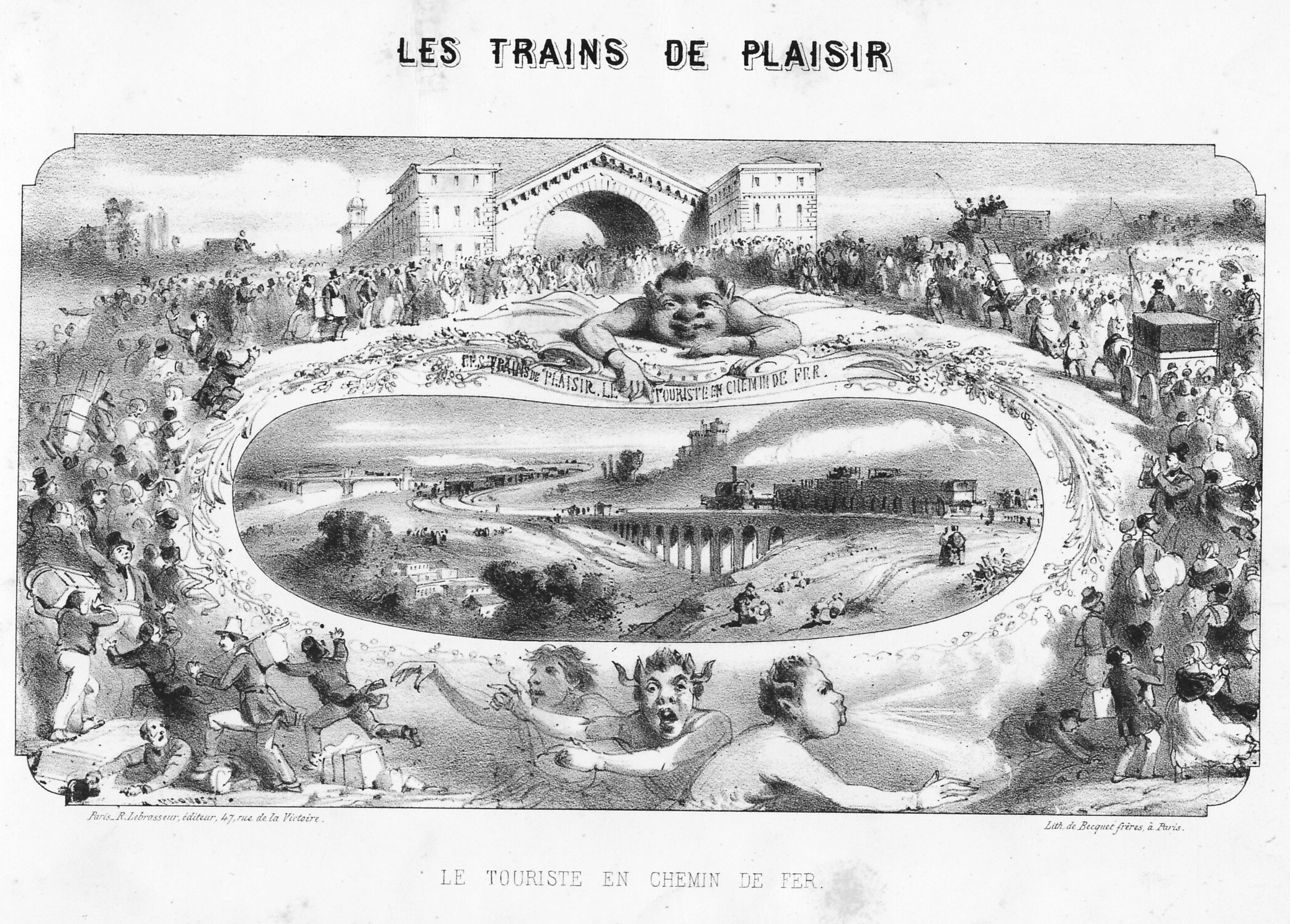
Les trains de plaisir, le touriste en chemin de fer. Gravure du XIXe siècle.

La ligne Paris - Rouen - Le Havre développe une nouvelle forme de déplacement : le tourisme. Dès juin 1847, s’inspirant de l’exemple britannique dont les administrateurs anglais des deux compagnies avaient connaissance, sont mis en circulation des « trains de plaisir » à des tarifs réduits de Paris au Havre, effectuant le parcours en 6 H, avec départ le samedi soir et retour le lundi matin, comprenant deux nuits en train, ce qui permet aux Parisiens de passer une journée à la mer. Des trains de plaisir seront également mis en service à l’occasion d’événements tels que fêtes, expositions, courses hippiques ou régates.
Afin de conserver une partie du trafic transmanche, des accords sont conclus en 1849 avec les chemins de fer de Londres à Southampton et de Londres à Brighton, et des tarifs spéciaux bas sont offerts sur les deux destinations.
Pour se renforcer dans le trafic massif d'émigrés vers l’Amérique face aux ports de Brême, Rotterdam, Anvers et Liverpool, les chemins de fer conclus des accords avec le Chemin de fer de l'Est et les agents d'émigration commerciale. Par exemple, la Cie Favier, Gervais et Voinier de Nancy garantit à ces chemins de fer 25 000 émigrants/an pendant cinq ans pour un embarquement au Havre ; ils sont facturés 3 F de Mannheim à Strasbourg, et 30 F de là au Havre ; le tarif régulier pour le voyage de Strasbourg au Havre est de 44,5 F.
Pour le trafic marchandise les compagnies pratiquent les « Tarifs de détournement ». Comme la quasi-totalité des lignes ferroviaires rayonnent depuis Paris, la distance entre deux points sur des lignes de chemin de fer de compagnies différentes peut être beaucoup plus grande en suivant les voies successives passant par Paris que par une voie plus directe de contournement. Afin de prévenir les concurrents potentiels pour le trafic entre ces deux points, les compagnies de chemin de fer ont agi de concert pour fixer les tarifs en fonction des distances ferroviaires de contournement plutôt que réelles.

## Fusion des trois compagnies

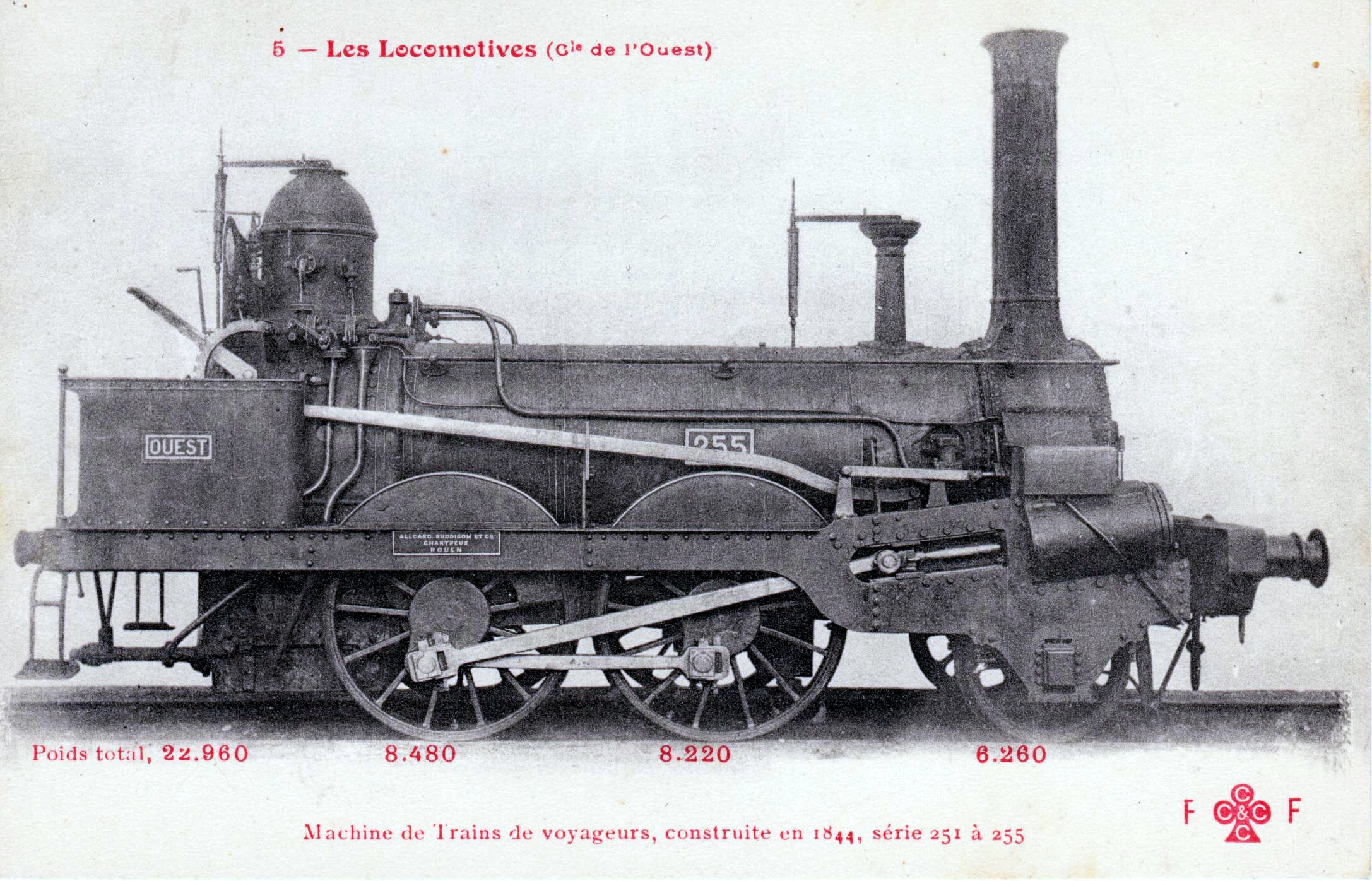
Locomotive construite par les ateliers Allcard Buddicom aux Chartreux à Rouen en 1844 et incorporée dans le parc de la Cie de l’Ouest sous le no 255.

Face à ces nouveaux défis, une conclusion s'impose ; ayant en commun les mêmes actionnaires et les mêmes intérêts, une exploitation commune entre les trois compagnies est avantageuse pour tous. Elle intervient le 18 décembre 1847.
Cette exploitation commune s'organise autour d’une même administration centrale, l'absence de rupture de charge à Rouen, un personnel banalisé, des tarifs communs et une même entreprise chargée de la traction.

« Au voyageur qui s’en allait de Paris au Havre ou à Dieppe, rien ne permettait de deviner que par son billet unique, il contribuait à remplir les caisses de trois compagnies au prorata des parcours kilométriques effectués sur chacune de leur ligne »

— Georges Ribeill, La révolution ferroviaire - la formation des compagnies de chemins de fer en France (1823-1870), 1993.
 Ainsi intégrées, reprenant en l'espèce un fonctionnement courant en Angleterre à l'époque, les trois compagnies pouvaient offrir des offres commerciales sur toute l'étendue du réseau tels des « trains de plaisirs » mis en place antérieurement sur Paris, Rouen et Le Havre ou des liaisons mixtes fer-mer entre Paris et Londres via Dieppe et Newhaven consécutivement à des accords commerciaux avec la compagnie du chemin de fer Londres-Brighton et une compagnie de navigation.
En difficulté financière, la compagnie du Rouen à Dieppe et Fécamp, confie en fermage l'exploitation de sa ligne à la compagnie du Paris – Rouen contre le versement annuel d'un loyer de 288 000 francs.
Enfin, avec le nouveau régime du Second Empire s'installe une nouvelle politique ferroviaire exposée par de Morny en 1852 à l'occasion du débat sur la loi relative au Lyon–Méditerranée
qui vise à constituer des ensembles monopolistiques de grande étendue sur une partie du territoire, dotés d’une concession de longue durée et concentrés aux mains de groupes puissants, à savoir la Haute banque parisienne au détriment du capitalisme local, pour assurer la desserte de zones a priori peu propice à de lourds investissements.
C’est dans ce contexte, que les lignes du réseau normand sont tout d'abord réunies dans une Compagnie des chemins de fer de l'Ouest et du Nord-Ouest en vertu d’un traité passé entre elles en janvier 1855, puis intégrées dans la Compagnie des chemins de fer de l'Ouest par des conventions de février et avril 1855 approuvées par décret du 7 avril 1855 : loi du 2 mai 1855, réunissant l'ensemble des concessions dans la Compagnie de l’Ouest et approuvant les dispositions financières, et décret du 16 juin 1855 autorisant la société anonyme de la Compagnie des chemins de fer de l'Ouest.

## Épilogue
La ligne de Paris à la mer qui devait, entre autres raisons selon ses promoteurs, permettre une liaison la plus directe possible entre Paris et Londres se vit ravir cet avantage au fur et à mesure que le développent du réseau de la Compagnie du Nord fit de Calais et Boulogne les débouchés de la liaison transmanche relayée par des trains rapides concurrençant la longue traversée maritime entre Newhaven/Brighton et Dieppe/Fécamp. Il revient aujourd'hui au tunnel sous la Manche d'assurer une liaison ferroviaire sans discontinuité entre les deux capitales.
Par ailleurs, le profil accidenté de la section Rouen – Le Havre est à l'origine du projet d'une ligne du Sud-Ouest permettant une liaison plus directe et moins contraignante en matière de traction entre Le Havre et son hinterland.

## Souvenirs

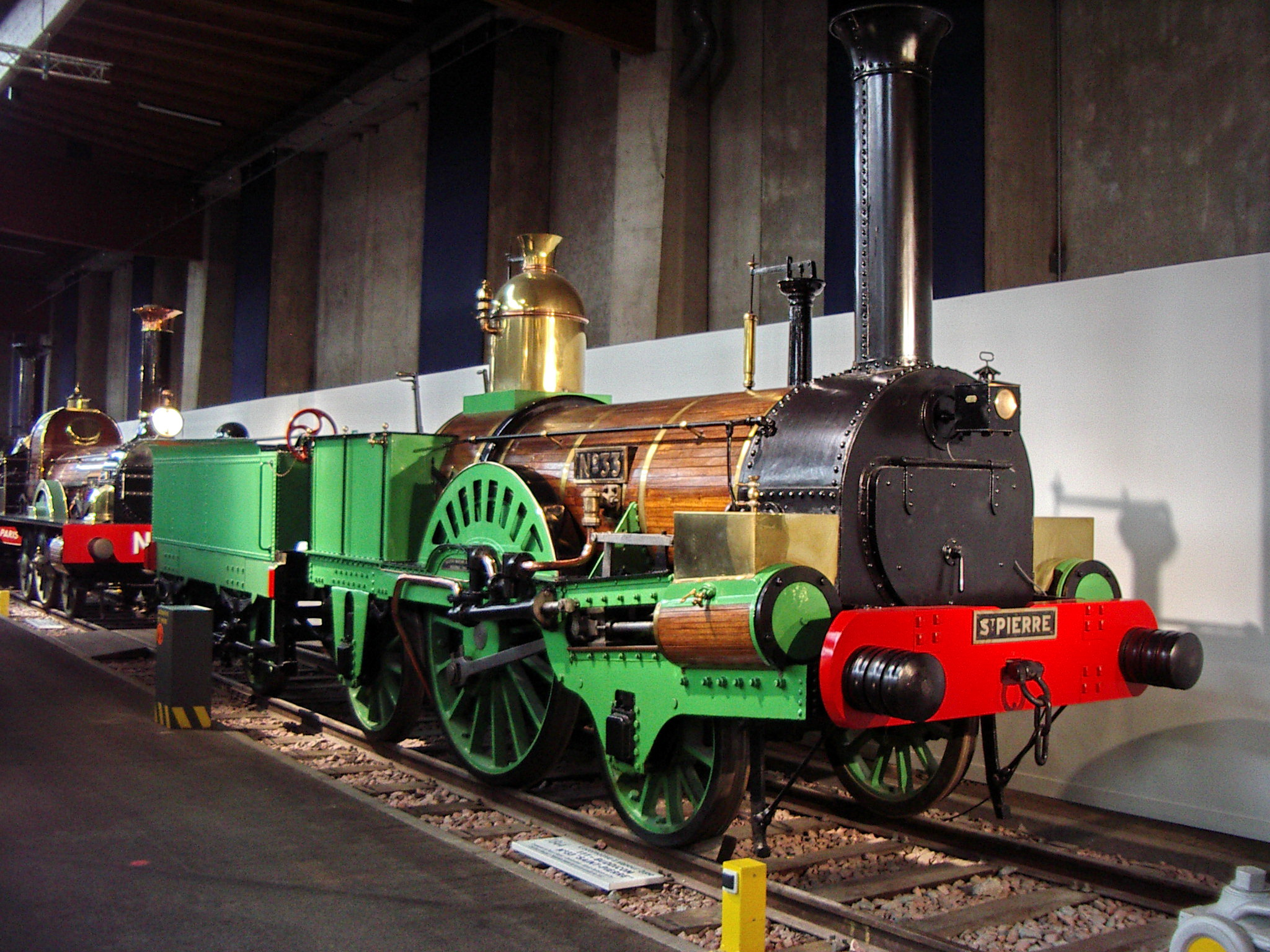
Locomotive 1-1-1 Buddicom Saint Pierre de 1844 (Cité du train à Mulhouse).

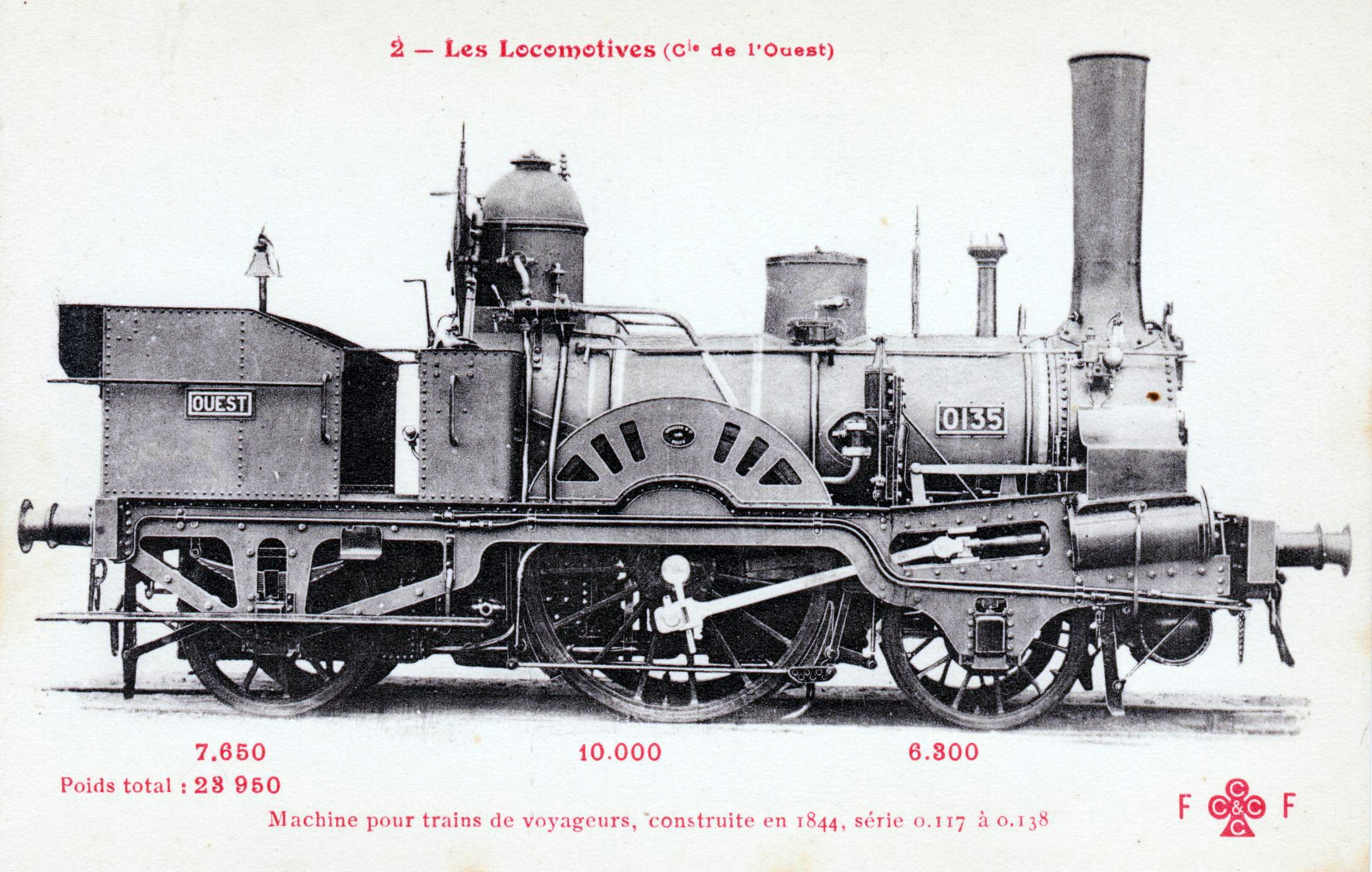
Locomotive Buddicom de la même série que la Saint Pierre montrant l'état d'origine avant restauration.

La collection du musée du chemin de fer à Mulhouse présente une locomotive de la compagnie du Paris – Rouen de type Buddicom ; locomotive, baptisées « Saint-Pierre ». Cette locomotive, de type 111, fut construite en 1844 et porte le no 33, puis 0.133 après le rachat du Paris-Rouen par la Compagnie de l'Ouest en 1855.
La mise en service de la ligne et la nouvelle mode du tourisme inaugure l’édition de guides de voyage tel celui de Jules Janin le plus répandu et illustré par le célèbre Morel-Fatio, peintre de la marine. Des éditeurs de province tirent eux aussi profit de cette nouvelle mode en publiant également des guides de voyage.
L'Imprimerie Centrale des Chemins de Fer, fondée en 1845, diffuse également des horaires et guides de voyage relatifs au chemin de fer de Paris à Rouen et Le Havre.
La numismatique ferroviaire garde le souvenir de la Compagnie du Paris-Rouen par les plateaux (commémoration de la pose de la pierre du pont au-dessus du canal Saint-Denis et loi du 6 juillet 1838) et de la Compagnie du Paris-Rouen par la vallée (inauguration en 1843).